# Mothy
mothy（モッチー）は、日本の音楽家、小説家。男性。愛称は悪ノP（あくノピー）。
音声合成技術・VOCALOIDの「鏡音リン・レン」をはじめとした、音声合成ソフト歌唱による楽曲をインターネット上に発表するほか、自作曲原案とした小説の執筆などの創作活動を行う。
同人活動時のサークル名は「the heavenly yard（ザ ヘブンリー ヤード）」であり、商業上の名義は「mothy_悪ノP」または「mothy（悪ノP）」である。
この他、ボカロP・ゆにめもPとのユニット・あくゆりん名義としても活動。

## 概要
自身で名乗る”mothy”とは、”master of the heavenly yard”（読み：マスター・オブ・ザ・ヘブンリーヤード、意：天界の主）を正式名称としたアクロニムである。
2008年4月、ニコニコ動画に投稿した物語風の楽曲MV「悪ノ娘」・「悪ノ召使の人気から、本作へのコメントをきっかけに悪ノPの愛称で親しまれ、Xのアカウント名や商業名義などでは、「mothy_悪ノP」を自称するようになった。
前述の2楽曲は大きな人気を集めることとなり、ニコニコ動画内ではどちらもミリオン達成。この2楽曲を元に、ニコニコ動画を含む動画投稿サイトでは、替え歌、解釈MV・ファンメイドMV、歌ってみたや演奏など、その他投稿サイトでも、小説、漫画、イラストなどのN次創作作品が数多く発表されている。
2010年12月、1stアルバム『悪ノ王国 〜Evils Kingdom〜』の発売を機にメジャーデビュー。本アルバムの発売は、前述の楽曲「悪ノ娘」・「悪ノ召使」を含んだ「悪ノ大罪シリーズ」として、この時点の集大成とされた。
同シリーズに該当する楽曲群は、特に小説化に至っては、2010年8月、mothy自著による小説『悪ノ娘 黄のクロアテュール』が発売されると、本作はVOCALOID楽曲を原案とした史上初の小説化であり、のちに称される「ボカロ小説」の先駆となった。本作は「悪ノ娘」ノベルシリーズ、「悪ノ大罪」ノベルシリーズの原点であり、2014年には、楽曲MV「悪ノ娘」の作画でも知られる壱加によって、小説「悪ノ娘」シリーズを元とする漫画化もされた。
又、ニコニコ動画内の再生数では、楽曲MV「悪ノ召使」が鏡音レン歌唱によるオリジナル楽曲として、楽曲MV「白ノ娘」がVOCAROID亜種/弱音ハク歌唱によるオリジナル楽曲として、楽曲MV「悪食娘コンチータ」がMEIKO歌唱によるオリジナル楽曲として、それぞれ初のミリオン達成作品となった。これら3楽曲以外でもミリオン達成作品は複数存在し、2012年にYouTube上での活動を開始すると、改めて投稿した複数作品でミリオン再生を突破。
2014年、ノベルシリーズ最終巻の『悪ノ大罪 master of the heavenly yard』発売、翌年、2ndアルバム『七つの罪と罰』発売と共に悪ノ大罪シリーズは一区切りつき、その後の活動としても、シリーズ外の自作楽曲原案による商業小説の執筆、悪ノ大罪シリーズ関連を含む楽曲MVの投稿やアルバム頒布などの同人活動を続けている。

## 作風
mothyの制作する楽曲は、史実や童話をモデルとした”物語風”の作品が多く、楽曲同士に繋がりがあることも多い。特に悪ノ大罪シリーズに該当する楽曲群は、同一世界の別時代を描いたクロスオーバー/ハイパーリンク作品の様式で、商業的メディアリミックスまでに発展している。

### 作品群

#### 【ぜんまい仕掛けの子守唄】シリーズ
2008年3月、 ニコニコ動画にて、シリーズ最初となる楽曲MV「ぜんまい仕掛けの子守唄」を投稿。本楽曲投稿以降、シリーズに該当する楽曲には「【ぜんまい仕掛けの子守唄＃】（＃＝数字）」の副題が明記される。のちにmothyの同人活動において、シリーズの集大成となるアルバムが頒布された。各楽曲のキーアイテムはその名の通り”ぜんまい”であり、”るりらるりら”のフレーズが歌詞やコーラスなどで使用され、ゆったりとした曲調で比較的穏やかな言葉選びの歌詞が多い。当初は関連の示唆されていなかった後述の「悪ノ大罪シリーズ」と並行する形で発表されていたが、1stアルバム『悪ノ王国 〜Evils Kingdom〜』発売に伴い、大罪シリーズの物語世界を補完する楽曲群として合流することとなった。尚、後述の「悪ノ大罪シリーズ」へと含まれたこともあり、本シリーズとしてのメディアリミックス展開には発展されていない（2024年11月現時点）。

#### 「悪ノ娘」シリーズ
2008年4月、 ニコニコ動画にて、シリーズ最初となる楽曲MV「悪ノ娘」と「悪ノ召使」を投稿。2楽曲の人気に伴い、ニコニコ動画内においては、二次創作として、解釈PVの投稿や歌詞に登場する”青い人”、”緑の女”、”女剣士”目線での替え歌などの派生作品が次々と投稿された初期の現象として、これら派生作品も含めたシリーズとなる認識でタグ付けされることもあった。楽曲「悪ノ娘」と「悪ノ召使」の正式な後日談としては、同年5月、ニコニコ動画にて、楽曲MV「リグレットメッセージ」が投稿され、その後もmothy自身による関連作品は、楽曲MV公開や同人アルバム頒布などの形で発表されている。関連楽曲では、楽曲「悪ノ召使」に使用された台詞回しが多用されており、特に、楽曲「白ノ娘」や「彼の王は泥より生まれた」での”たとえ世界のすべての人が”の再利用、楽曲「リグレットメッセージ」での”もしも生まれ変われるならば”の再利用などがみられる。1stアルバム『悪ノ王国 〜Evils Kingdom〜』発売に伴い、楽曲「悪ノ娘」が【傲慢】に位置付けられたことで大罪シリーズへと合流した。単独シリーズとしても、舞台化、小説化などのメディアリミックス展開に発展。テレビ番組「マツコの知らない世界」（TBS、2025年1月3日放送）にて、ゲスト出演した覆面歌手・AdoがVOCALOID文化に触れる契機となった作品として、楽曲「悪ノ娘」と「悪ノ召使」が取り上げられるなど、今日のインターネット文化で活躍する著名人にも影響を与える。

#### 悪ノ大罪シリーズ
キリスト教の七つの大罪をモチーフとした楽曲群。楽曲MV「悪ノ召使」投稿以降に発表した作品の多くは、mothy自身によって関連を否定されたが、自身のブログ上での発言や同人アルバムの頒布によってその関連性が徐々に露わとなる。楽曲「悪ノ娘」のメディアリミックス展開や1stアルバム『悪ノ王国 〜Evils Kingdom〜』発売を経て、その設定やキーアイテムの登場による関連を強く裏付け、同一世界で別々の時代を描いたクロスオーバー/ハイパーリンク作品の様式で幅広く関連を持つ。楽曲MV上では、音声合成ソフトのキャラクターごとに架空人物の配役割り当てが確認できるものの、大罪モチーフにより時代が異なり、音声合成ソフトのキャラクターが同じでも同一人物とは限らない。関連楽曲は、大罪モチーフごとに対となる2楽曲が存在し、各々のイントロ部分には台詞が挿入され、”罪”にあたる楽曲は「さぁ、」という意思決定から、”罰”にあたる楽曲は「もしも、」という仮説想定から始まる台詞が挿入される。楽曲発表当初から、楽曲『悪ノ娘』のイントロには「さぁ、ひざまずきなさい！」との台詞が挿入され、楽曲「悪ノ召使」のアウトロでは「もしも生まれ変われるならば」と締めくくっていることから、2ndアルバム『七つの罪と罰』発売を機に編曲された折、既存曲にも共通点として追加挿入された。シリーズを通して小説化、単独作品として舞台化などのメディアリミックス展開に発展。尚、小説版としては、小説「悪ノ娘」シリーズ続編として完結済みであり、2025年1月、復刊ドットコムにて、累計リクエスト数370票を集め、同年3月以降の順次配本や電子書籍化予定であることが告知された。

#### 「原罪」シリーズ
前述の「悪ノ大罪シリーズ」前日譚にあたり、一部楽曲は1stアルバム『悪ノ王国 〜Evils Kingdom〜』にも収録される。最後の大罪であった【憤怒】以前から構想されていた。商業/同人アルバムのブックレット、小説「悪ノ大罪」シリーズの登場人物でもある”イヴ”や”エルルカ”の過去と作中での”大罪”発生の要因などが明らかとなる。【ぜんまい仕掛けの子守唄】シリーズとの関連から、”ぜんまい”がキーアイテムでもあり、小説や楽曲MV「眠らせ姫からの贈り物」や「茶番カプリシオ」などにも登場した”Ma”（メム・アレフ）という造語が鍵として、関連楽曲の歌詞などに頻出した。「悪ノ大罪シリーズ」と同様に、楽曲MV上では、音声合成ソフトのキャラクターごとに架空人物の配役割り当てが確認できるものの、基本的には同一世界/時代の物語となる為、比較的、歌唱キャラクターとの相関は判別しやすいが、SF的側面の感じられる設定と人物の関係性、”Ma”のような造語の頻出が際立つ。mothyによる同人活動において、集大成となるアルバムや自著小説の頒布によって、物語としての全貌が明かされた。尚、商業的なメディアリミックス展開はされていない（2024年11月現時点）。

#### 「四つの終末」シリーズ
前述の「悪ノ大罪シリーズ」続編にあたり、西洋絵画「七つの大罪と四終」をモデルとした楽曲群。主軸となる楽曲は、それぞれ「master of the ○○」として統一的なタイトルである。尚、「四つの終末」シリーズとの呼称はmothy自身のブログ上にて、2011年時点で登場。いずれも同人アルバムへ収録されているが、楽曲MVの発表はなく、商業的なメディアリミックス展開もされていないが、mothy自身はブログ内で「いつか時が来たら動画にしたい」とコメント（2024年11月現時点）。

#### メディアリミックスプロジェクト「拷問塔は眠らない」
2013年7月、 ニコニコ動画にて、楽曲「拷問塔は眠らない」投稿を機に、新プロジェクトとして始動。完全オリジナルキャラクターのみが登場する作品はmothy自身初の試みとなる。

### 創作活動における関連人物

#### 壱加
ボカロ絵師・イラストレーター。mothy作品においては、2008年4月発表の楽曲MV「悪ノ娘」からイラスト提供し、mothyの活動初期から関わる。本楽曲MVをニコニコ動画へ投稿するにあたり、先行してpiapro内で歌詞の公開・イラストの募集があった際、壱加からのイラスト提供がきっかけ。これ以降も多くの楽曲MVでイラスト提供・作画担当となり、楽曲MV「置き去り月夜抄」では動画制作も担当するなど、一枚絵を動画として活用する技術も有する。楽曲MV「悪ノ娘」の縁から、mothyが頒布する同人アルバムにおけるカバーイラストやブックレット内のイラストでも多くイラスト作画を担う。又、「悪ノ大罪シリーズ」のメディアリミックス展開においては、舞台化の際にイメージイラスト作画とサウンドトラックのカバーイラスト作画から始まり、小説化の際にもカバーイラストや挿絵・ピンナップイラストの担当、小説「悪ノ娘」シリーズを元とした漫画『COMIC 悪ノ娘』ではメインでの作画担当など、mothy作品全体を通して数多くの場面で関わっている。この他、初音ミク関連ののゲーム内で登場する衣装や着せ替えコンテンツなどのデジタル展開、グッズ化に際しては、楽曲MV「悪ノ娘」を原案とした商業化の際には、楽曲MV使用イラストか小説版のキャラクターデザインのどちらかでデザイン原案の立場となる。
音楽サークル・WhiteFlame制作のVOCALOID楽曲「カンタレラ」を原案とした漫画『カンタレラ〜碧の毒薬〜』（富士見書房、2012年発売）の作画も担当。
尚、作画の特徴としては、楽曲MV「悪ノ娘」や「悪ノ召使」のイラストにも見られるように、人物を中心に配置し、人物以外の箇所は抽象的表現で描き表す作品が多い。漫画の作画においては、線の強弱がはっきりしているものの、服飾の飾りなど、細部の表現まで描き切る。カラーイラストの場合、特に初期の頃は服飾の彩度・明度に比べ、人体の肌の血色の薄さが目立つ傾向にあったが、人物の服飾は布の厚みを感じとれる程ディテールが深い。

## 人物
愛称のP名については、楽曲MV「悪ノ娘」コメント上で、「悪ノP」の他に「おやつの時間P」、「おやつの時間だわP」、「おやつP」、「ひざまづきP」、「愚民P」などの候補もあった。
自身の代表曲「悪ノ娘」・「悪ノ召使」をはじめ、”中世物語風”やオカルト的な要素の多用について、類似の題材にハマって独自に勉強していた時期があり、創作活動の下地となっていることを明かす。
音楽活動を続ける一方、ちょうど仕事を辞めて時間が出来たタイミングで編集者から提案を受けたことがきっかけ。

### 音楽活動
音声合成ソフト・VOCALOID黎明期の頃、ニコニコ動画でMEIKO使用の楽曲からVOCALOIDを知り、2007年当時の初音ミクの盛り上がりに触発された。特に、小林オニキスの楽曲「サイハテ」をきっかけとして、当時、初音ミクが既に多くの人に使われていたことから、2007年12月発売の鏡音リン・レンを購入。鏡音リン・レン以外のVOCALOID製品を使用した楽曲も発表するが、最初に使ったソフトウェアであり、表現したい世界に合うことから、一番好きなVOCALOIDだという。
自身にとってVOCALOIDとは、作曲上の現実問題として、”歌うソフトウェア”以外のものではないが、利用しなければ間違いなく楽曲「悪ノ娘」と「悪ノ召使」の存在はなかったという。使用する楽器や音源は、基本的に打ち込みが多く、音源はSONARバンドルやKOMPLETEなど。曲のメロディーを思いつくのは、電車に乗車中やウォーキング中など。尚、自身のブログ上にて、どうしたらボカロPになれるのか質問された際には、「VOCALOIDを買えばなれます」と回答。
楽曲制作について、「アイデアさえ思いつけば実質的な作業時間はだいたい１週間」だという。自作内では、楽曲「言葉遊び」・「ぜんまい仕掛けの子守唄」・「満月の実験室」の曲調を好みとするが、一般受けしないことを吐露。楽曲「トワイライトプランク」や「樹の乙女～千年のヴィーゲンリート～」を挙げ、メジャーコードメインの曲の制作が苦手という。
N次創作などで起こりうる楽曲の解釈に対し、特に悪ノ大罪シリーズが確立する前までは、自身のブログ上などの随所で「それぞれの、かいしゃくで、いいんじゃないかな」と示した。又、楽曲から解釈PVや替え歌が投稿されたN次創作に対しては、「普通に楽しく見させていただいております。原曲者ではなく、いちリスナーとして。」とコメント。

#### 楽曲「悪ノ娘」・「悪ノ召使」制作背景
- 処女作「10分の恋」は当初、流行に合わせたかわいらしさを目指し、ソフトウェアの扱いに不慣れながらも2週間で制作したが[25][18]、3曲目までの再生回数を顧みて、「強烈なインパクトを与える何か」を追求することにした[26]。結果的に、既存アニメの登場人物や偉人の表象、「学芸会で一生懸命演じている女の子」のイメージから制作したのが楽曲「悪ノ娘」である[27][28]。
- 楽曲MV「悪ノ娘」制作に際して、piaproに歌詞を投稿してイラスト募集を行ったところ、現在もシリーズのイラストレーターとして知られる壱加からイラストの提供を受けた[29]。尚、次作「悪ノ召使」でも同様にpiapro上での募集となったが、イラスト投稿が予想外にも多く、「悪ノ娘」側では、再生回数増加との相乗効果により、”顔のよく似た召使”視点のネタバレを起こしてコメントが荒れた[30]。
- 楽曲「悪ノ娘」制作背景については、自身のブログ内で「「悪ノ娘」ができるまで」（2008年6月26日‐2008年10月1日、全18回）と題して連載しており、作曲前に大まかな物語のプロットを作成していたが、尺の都合からカットした場面があったことを明かした[31]。この時公開されたプロットの要約には、2010年発売の小説「悪ノ娘」シリーズにも登場する”親衛隊長”の存在と”女剣士”との関係性が示唆され[32]、後に続く「悪ノ召使」、「リグレットメッセージ」等に繋がるエピソードも紹介された[33]。
- 楽曲「悪ノ召使」制作背景についても、自身のブログ内で「「悪ノ召使」のできるまで」（2009年1月2日-2009年4月29日、全20回）と題して連載しおり、当時のコメントでは、”青い人”、”緑の女”、”女剣士”視点を希望する声があったものの、所有ソフトウェアの都合上、”顔のよく似た召使”視点にした[34]。本楽曲では台詞の挿入がボツ案となったこと、入れ替えの意思が王女側となった可能性もあったことが明かされた[35]。
- 楽曲「白ノ娘」について、「悪ノ娘」制作時から存在した設定であったものの、楽曲化する予定はなく、”緑の女”視点の制作を変更した結果にできたという[9]。尚、ボツ案には「悪ノ馬」があり、楽曲「悪ノ娘」に登場する”愛馬”の後日談として、革命後は王宮を抜け出して修道院の牧場で静かに暮らしたという[17]。この構想に改変を加えたものが、2022年発売の『鏡音リン・レン 14thバースデーノベルズ』（クリプトン・フューチャー・メディア株式会社・pixiv）にて、mothy自著による短編小説『悪ノ馬』となる[36]。
- 双子の入れ替わりに直接影響を受けた作品は、シドニィ・シェルダンの小説『ゲームの達人』[33]。入れ替わり設定は、楽曲「悪ノ娘」・「悪ノ召使」以降でもみられる。

#### メディアリミックス
- 2010年、楽曲「悪ノ娘」・「悪ノ召使」・「リグレットメッセージ」を原案に、舞台『悪ノ娘～凄艶のジェミニ～』が公演された[37]。本作にはmothy自身も監修者として参加し、のちの自著による小説化にも引き継がれる簡易なプロット・人物の基本設定などを提供[38][39]。リリアンヌ、アレン、ジェルメイヌ、カイル、ミカエラ、エルルカ、クラリス、シャルテット、ネイ、三英雄に関しては、この舞台版から構想していた[38][39]。又、人物の名前の由来は、音声合成ソフトのモデルキャラクターの名前をもじったものであるが、例外に、好きな作品のキャラクターからとることもあった[21]。尚、楽曲投稿時に未発売だった音声合成ソフトのキャラクターもモデルとされているが、構想時から設定されていた人物に当て嵌めている[40]。
- 前述の舞台上でのオリジナル要素に対しては、自身のブログ上でも、賛否両論ありうるものとしながら、「舞台と音楽、違うジャンルなわけで舞台は舞台としての面白さを追求するというのは全然あり」と好意的に言及。又、公演直前にニコニコ動画へ投稿された楽曲「白ノ娘」については、台本作成時には楽曲が存在しなかったことから、設定の差異には「これはもうしょうがない」とコメント。[38]

### 文筆活動
小説『悪ノ娘 黄のクロアテュール』発売決定に際して、自身のブログ上で、「自分の中で続編や番外編の構想はあります」とコメント。小説化に伴うプロット作成は、登場人物の履歴書と舞台となる架空の国を構築し、導入と結末を決定してから各場面に細分化したプロットを作成して執筆したという。
「悪ノ大罪」シリーズについて、自身のブログ内では、楽曲「置き去り月夜抄」発表の頃から発想しており、楽曲「悪食娘コンチータ」から形になってきたのことを述懐。尚、エヴィリオス史に載る”メリゴド高地の決闘”は、楽曲化が考えられていたものの、のちの楽曲MV「千年の誓いの果てに」で一場面として触れられるのみとなった。

## 来歴

### ボカロPとして活動するまで
中学生時代に親に買ってもらったフォークギターで音楽をはじめ、大学時代にはバンドサークルでベースを弾く。プロを目指しバンドでベーシストとして活動したが、20代の半ばにバンドが解散すると、いったんは音楽をやめ、会社員として従事。

### 2008年
- 2月28日 - ニコニコ動画にて、鏡音リン歌唱のVOCALOIDO楽曲「[鏡音リン]10分の恋 [オリジナル]」投稿。ボカロPとして活動開始。
- 3月22日 - ニコニコ動画にて、【ぜんまい仕掛けの子守唄】シリーズ最初となる楽曲「ぜんまい仕掛けの子守唄」を投稿。
- 4月6日 - ニコニコ動画にて、楽曲「【鏡音リン】悪ノ娘【中世物語風オリジナル】」投稿。
- 4月28日 -  ニコニコ動画の楽曲「悪ノ娘」コメントにて、愛称が”悪ノP”に決定。[16]
- 4月29日 - ニコニコ動画にて、対となる楽曲「【鏡音レン】悪ノ召使【中世物語風オリジナル】」投稿。
- 6月22日 - FC2ブログにて、ブログ「the heavenly yard」として活動開始[41]。
- 11月28日 -  ニコニコ動画にて、楽曲「【鏡音リン＆鏡音リン】South North Story【オリジナル】」投稿。あくゆりん名義として自身初のコラボ。
- 11月30日 - 「THE VOC@LOiD M@STER 6」にて、合同同人アルバム『cheeRfuL』にあくゆりん名義で楽曲「South North Story」を提供・初頒布[42]。イベント初参加[43]。
- 12月1日 - 自身のブログ上で、楽曲「悪ノ娘」・「悪ノ召使」がJOYSOUNDに配信決定（翌年2月には配信開始）[44][24]。

### 2009年
- 3月 - ミクモバにて、「クリエイターズピックアップ第二弾」企画の「悪ノ娘 第一章」配信。[13]
- 3月4日 - ニコニコ動画にて、楽曲MV「【MEIKO】悪食娘コンチータ【鏡音リン・レン】」投稿。
- 3月21日 - ニコニコ動画にて、楽曲「悪ノ召使」再生数が自身初のミリオン達成。鏡音レン歌唱のオリジナル楽曲としても初ミリオン。
- 5月17日 - 「THE VOC@LOiD M@STER 8」にて、自身初の同人アルバム『EVILS THEATER』を初頒布。あくゆりん名義として、シグナルP、みなと（流星P）、nagimiso.sysとの合同サークル「twinkledisc」へ参加。[45][46]
- 6月10日 - カバーアルバム『Prism』発売。楽曲「ぜんまい仕掛けの子守唄」・「South North Story」（あくゆりん名義）を提供[47]。
- 10月 - ミクモバにて、「クリエイターズピックアップ第二弾」企画の「悪ノ娘 最終章」配信。[15]
- 12月 - クレーンゲーム景品として、「VOCALOID 初音ミク ヴィネッティアムキュート」登場。楽曲「悪ノ娘」が初の立体化。

### 2010年
- 1月6日 - ニコニコ動画にて、楽曲MV「【弱音ハク】白ノ娘【中世物語風オリジナル】」投稿。
- 1月27日 - 舞台『悪ノ娘～凄艶のジェミニ～』公演開始。mothy_悪ノP自身も原案・監修として参加。同月31日終演。[37]
- 2月7日 - 「THE VOC@LOiD M@STER 9」にて、同人アルバム『prelude to forest』を初頒布。単独サークル「the heavenly yard」として初参加[48]。
- 3月10日 -  ニコニコ動画にて、楽曲「悪食娘コンチータ」の再生数が、MEIKO歌唱によるオリジナル楽曲として初のミリオン達成。
- 8月10日 - 小説『悪ノ娘 黄のクロアテュール』発売。小説化としてデビュー[49]。VOCAROID楽曲を原案とした小説は史上初。
- 12月22日 - 自身初のメジャーアルバム『悪ノ王国 〜Evils Kingdom〜』発売。

### 2012年
- 3月8日 - 3DS用ソフト『初音ミク and Future Stars Project mirai』発売。楽曲「悪ノ娘」・「悪ノ召使」を収録。
- 3月22日 - 小説『悪ノ娘 青のプレファッチオ』発売。小説版「悪ノ娘」シリーズ完結。
- 8月18日 - 同年6月開設のYouTubeにて、活動開始。楽曲「ネメシスの銃口」を投稿。
- 12月22日 - 小説『悪ノ大罪 ヴェノマニア公の狂気』発売。小説版「悪ノ大罪」シリーズ始動。
- 12月28日 - 漫画『ヴェノマニア公の狂気』発売。自身制作の楽曲を原案として初のコミカライズ。

### 2013年
- 7月26日 - ニコニコ動画にて、楽曲「【VY1】拷問塔は眠らない【オリジナル】」投稿。メディアリミックスプロジェクト「拷問塔は眠らない」始動。

### 2014年
- 4月12日 - ニコニコ動画にて、楽曲「白ノ娘」の再生数が、弱音ハク歌唱によるオリジナル楽曲として初のミリオン達成。

### 2015年
- 2月25日 - 2ndアルバムとして『七つの罪と罰』発売。
- 7月3日 - 小説『アンロック・シティ』発売。自身の完全オリジナル小説としては初。
- 8月7日 - PHP研究所から新レーベルVG文庫創刊。 小説『悪ノ娘 黄のクロアテュール』、『悪ノ娘 緑のヴィーゲンリート』が文庫化。

### 2017年
- 12月4日 - 小説『悪ノ大罪 master of the heavenly yard』発売。小説版「悪ノ大罪」シリーズ完結。

### 2018年
- 2月28日 -  ニコニコ動画・YouTubeにて、楽曲MV「【鏡音レン】master of the heavenly yard【鏡音リン】」投稿。活動10周年。

## ディスコグラフィ

### ミュージックビデオ
動画投稿サイト利用として、初期はpiapro・ニコニコ動画を併用し、2012年以降は、ニコニコ動画・YouTubeの併用が多い。尚、本項目では、楽曲のみ、short版、アルバム収録告知用の動画、投稿予告などは扱わず、先行発表済みの作品は備考欄へ記載する。
- 楽曲タイトル：動画投稿サイトから引用。リマスタリングなどは、別の楽曲/MVとして扱う。
- 作詞・作編曲：mothy本人担当の場合は担当内容を太字で表し、別の担当者が存在する場合のみ名義を記載。
- イラスト：イラスト（主に人物）が使用されていない場合は「―」と表記する。
- アルバム収録：同人/商業の別を明示し、未確認の楽曲は「―」と表記する。

| #  | リリース日 | リリース日 | リリース日 | 楽曲MV       | 再生回数（mil.） | 楽曲タイトル                                                     | 音声合成ソフト              | 作詞・作編曲                    | 動画      | イラスト                                 | 時間  | アルバム収録 | 備考 |
| #  | 年         | 月         | 日         | 楽曲MV       | 再生回数（mil.） | 楽曲タイトル                                                     | 音声合成ソフト              | 作詞・作編曲                    | 動画      | イラスト                                 | 時間  | アルバム収録 | 備考 |
| -- | ---------- | ---------- | ---------- | ------------ | ---------------- | ---------------------------------------------------------------- | --------------------------- | ------------------------------- | --------- | ---------------------------------------- | ----- | ------------ | --- |
| 1  | '08        | 2          | 28         | [ 動画 1 ]   | 14.6             | 鏡音リン 10分の恋 オリジナル                                     | 鏡音リン                    | 作詞・作曲                      | ●         | piapro投稿者（たー）                     | 2:46  | ー           | 後日、piaproにて修正版が公開される。 |
| 2  | '08        | 3          | 8          | [ 動画 2 ]   | 19.8             | 鏡音リン言葉遊び[オリジナル]                                     | 鏡音リン                    | 作詞・作曲                      | ●         | 不明                                     | 4:33  | 同人         | 元は「ドラム遊び」から。 |
| 3  | '08        | 3          | 22         |              | 42.1             | [鏡音リン]ぜんまい仕掛けの子守唄[オリジナル]                     | 鏡音リン                    | 作詞・作曲                      | ●         | 不明                                     | 3:33  | 同人         | ー |
| 4  | '08        | 4          | 6          | [ 動画 3 ]   | 342              | 【鏡音リン】 悪ノ娘 【中世物語風オリジナル】                     | 鏡音リン                    | 作詞・作曲                      | ●         | 壱加                                     | 4:36  | 同人         | 同日、piaproにて歌詞のみ公開され、MV用のイラストを募集。 |
| 4  | '08        | 4          | 6          | [ 動画 3 ]   | 342              | 【鏡音リン】 悪ノ娘 【中世物語風オリジナル】                     | 鏡音リン                    | 作詞・作曲                      | ●         | 壱加                                     | 4:36  | 商業         | 同日、piaproにて歌詞のみ公開され、MV用のイラストを募集。 |
| 5  | '08        | 4          | 29         | [ 動画 4 ]   | 502              | 【鏡音レン】悪ノ召使【中世物語風オリジナル】                     | 鏡音レン                    | 作詞・作曲                      | ●         | 壱加                                     | 5:10  | 同人         | piaproにて、事前に歌詞のみ公開され、MV用のイラストを募集。 |
| 5  | '08        | 4          | 29         | [ 動画 4 ]   | 502              | 【鏡音レン】悪ノ召使【中世物語風オリジナル】                     | 鏡音レン                    | 作詞・作曲                      | ●         | きしだ                                   | 5:10  | 同人         | piaproにて、事前に歌詞のみ公開され、MV用のイラストを募集。 |
| 5  | '08        | 4          | 29         | [ 動画 4 ]   | 502              | 【鏡音レン】悪ノ召使【中世物語風オリジナル】                     | 鏡音レン                    | 作詞・作曲                      | ●         | 豆あり                                   | 5:10  | 同人         | piaproにて、事前に歌詞のみ公開され、MV用のイラストを募集。 |
| 5  | '08        | 4          | 29         | [ 動画 4 ]   | 502              | 【鏡音レン】悪ノ召使【中世物語風オリジナル】                     | 鏡音レン                    | 作詞・作曲                      | ●         | ひつじ                                   | 5:10  | 同人         | piaproにて、事前に歌詞のみ公開され、MV用のイラストを募集。 |
| 5  | '08        | 4          | 29         | [ 動画 4 ]   | 502              | 【鏡音レン】悪ノ召使【中世物語風オリジナル】                     | 鏡音レン                    | 作詞・作曲                      | ●         | しうか                                   | 5:10  | 同人         | piaproにて、事前に歌詞のみ公開され、MV用のイラストを募集。 |
| 5  | '08        | 4          | 29         | [ 動画 4 ]   | 502              | 【鏡音レン】悪ノ召使【中世物語風オリジナル】                     | 鏡音レン                    | 作詞・作曲                      | ●         | きろ                                     | 5:10  | 同人         | piaproにて、事前に歌詞のみ公開され、MV用のイラストを募集。 |
| 5  | '08        | 4          | 29         | [ 動画 4 ]   | 502              | 【鏡音レン】悪ノ召使【中世物語風オリジナル】                     | 鏡音レン                    | 作詞・作曲                      | ●         | meimei                                   | 5:10  | 同人         | piaproにて、事前に歌詞のみ公開され、MV用のイラストを募集。 |
| 5  | '08        | 4          | 29         | [ 動画 4 ]   | 502              | 【鏡音レン】悪ノ召使【中世物語風オリジナル】                     | 鏡音レン                    | 作詞・作曲                      | ●         | imin                                     | 5:10  | 同人         | piaproにて、事前に歌詞のみ公開され、MV用のイラストを募集。 |
| 5  | '08        | 4          | 29         | [ 動画 4 ]   | 502              | 【鏡音レン】悪ノ召使【中世物語風オリジナル】                     | 鏡音レン                    | 作詞・作曲                      | ●         | シンセリティ                             | 5:10  | 同人         | piaproにて、事前に歌詞のみ公開され、MV用のイラストを募集。 |
| 5  | '08        | 4          | 29         | [ 動画 4 ]   | 502              | 【鏡音レン】悪ノ召使【中世物語風オリジナル】                     | 鏡音レン                    | 作詞・作曲                      | ●         | 祐。                                     | 5:10  | 商業         | piaproにて、事前に歌詞のみ公開され、MV用のイラストを募集。 |
| 5  | '08        | 4          | 29         | [ 動画 4 ]   | 502              | 【鏡音レン】悪ノ召使【中世物語風オリジナル】                     | 鏡音レン                    | 作詞・作曲                      | ●         | piano                                    | 5:10  | 商業         | piaproにて、事前に歌詞のみ公開され、MV用のイラストを募集。 |
| 5  | '08        | 4          | 29         | [ 動画 4 ]   | 502              | 【鏡音レン】悪ノ召使【中世物語風オリジナル】                     | 鏡音レン                    | 作詞・作曲                      | ●         | noDuki                                   | 5:10  | 商業         | piaproにて、事前に歌詞のみ公開され、MV用のイラストを募集。 |
| 5  | '08        | 4          | 29         | [ 動画 4 ]   | 502              | 【鏡音レン】悪ノ召使【中世物語風オリジナル】                     | 鏡音レン                    | 作詞・作曲                      | ●         | ハル                                     | 5:10  | 商業         | piaproにて、事前に歌詞のみ公開され、MV用のイラストを募集。 |
| 5  | '08        | 4          | 29         | [ 動画 4 ]   | 502              | 【鏡音レン】悪ノ召使【中世物語風オリジナル】                     | 鏡音レン                    | 作詞・作曲                      | ●         | やまだ六角                               | 5:10  | 商業         | piaproにて、事前に歌詞のみ公開され、MV用のイラストを募集。 |
| 5  | '08        | 4          | 29         | [ 動画 4 ]   | 502              | 【鏡音レン】悪ノ召使【中世物語風オリジナル】                     | 鏡音レン                    | 作詞・作曲                      | ●         | sirose                                   | 5:10  | 商業         | piaproにて、事前に歌詞のみ公開され、MV用のイラストを募集。 |
| 5  | '08        | 4          | 29         | [ 動画 4 ]   | 502              | 【鏡音レン】悪ノ召使【中世物語風オリジナル】                     | 鏡音レン                    | 作詞・作曲                      | ●         | myk                                      | 5:10  | 商業         | piaproにて、事前に歌詞のみ公開され、MV用のイラストを募集。 |
| 5  | '08        | 4          | 29         | [ 動画 4 ]   | 502              | 【鏡音レン】悪ノ召使【中世物語風オリジナル】                     | 鏡音レン                    | 作詞・作曲                      | ●         | sado                                     | 5:10  | 商業         | piaproにて、事前に歌詞のみ公開され、MV用のイラストを募集。 |
| 5  | '08        | 4          | 29         | [ 動画 4 ]   | 502              | 【鏡音レン】悪ノ召使【中世物語風オリジナル】                     | 鏡音レン                    | 作詞・作曲                      | ●         | ヤガミ                                   | 5:10  | 商業         | piaproにて、事前に歌詞のみ公開され、MV用のイラストを募集。 |
| 5  | '08        | 5          | 25         | [ 動画 5 ]   | 155              | 【鏡音リン】リグレットメッセージ【オリジナル】                   | 鏡音リン                    | 作詞・作曲                      | ●         | 夜景NAVI（不明）                         | 3:24  | 同人         | ー |
| 5  | '08        | 5          | 25         | [ 動画 5 ]   | 155              | 【鏡音リン】リグレットメッセージ【オリジナル】                   | 鏡音リン                    | 作詞・作曲                      | ●         | 夜景NAVI（不明）                         | 3:24  | 商業         | ー |
| 6  | '08        | 5          | 29         | piapro       | 2                | リグレットメッセージ【アコースティックver】                      | 鏡音リン                    | 作詞・作曲                      | ●         | 小右2號                                  | 3:18  | ー           | ー |
| 7  | '08        | 7          | 3          | ニコニコ動画 | 61.9             | 【初音ミク】箱庭の少女【ぜんまい仕掛けの子守唄2】                | 初音ミク                    | 作詞・作曲                      | ●         | あおの                                   | 5:32  | 同人         | 効果音素材：WEB WAVE LIB.・音の杜 piaproにて、MV用のイラストを募集。当初は「悪ノ」シリーズと無関係であると公表されていた。 |
| 7  | '08        | 7          | 3          | ニコニコ動画 | 61.9             | 【初音ミク】箱庭の少女【ぜんまい仕掛けの子守唄2】                | 初音ミク                    | 作詞・作曲                      | ●         | きゅるり                                 | 5:32  | 同人         | 効果音素材：WEB WAVE LIB.・音の杜 piaproにて、MV用のイラストを募集。当初は「悪ノ」シリーズと無関係であると公表されていた。 |
| 7  | '08        | 7          | 3          | ニコニコ動画 | 61.9             | 【初音ミク】箱庭の少女【ぜんまい仕掛けの子守唄2】                | 初音ミク                    | 作詞・作曲                      | ●         | 鈴ノ助                                   | 5:32  | 同人         | 効果音素材：WEB WAVE LIB.・音の杜 piaproにて、MV用のイラストを募集。当初は「悪ノ」シリーズと無関係であると公表されていた。 |
| 7  | '08        | 7          | 3          | ニコニコ動画 | 61.9             | 【初音ミク】箱庭の少女【ぜんまい仕掛けの子守唄2】                | 初音ミク                    | 作詞・作曲                      | ●         | 夜行                                     | 5:32  | 同人         | 効果音素材：WEB WAVE LIB.・音の杜 piaproにて、MV用のイラストを募集。当初は「悪ノ」シリーズと無関係であると公表されていた。 |
| 7  | '08        | 7          | 3          | ニコニコ動画 | 61.9             | 【初音ミク】箱庭の少女【ぜんまい仕掛けの子守唄2】                | 初音ミク                    | 作詞・作曲                      | ●         | タツリ                                   | 5:32  | 同人         | 効果音素材：WEB WAVE LIB.・音の杜 piaproにて、MV用のイラストを募集。当初は「悪ノ」シリーズと無関係であると公表されていた。 |
| 7  | '08        | 7          | 3          | ニコニコ動画 | 61.9             | 【初音ミク】箱庭の少女【ぜんまい仕掛けの子守唄2】                | 初音ミク                    | 作詞・作曲                      | ●         | へナ                                     | 5:32  | 同人         | 効果音素材：WEB WAVE LIB.・音の杜 piaproにて、MV用のイラストを募集。当初は「悪ノ」シリーズと無関係であると公表されていた。 |
| 7  | '08        | 7          | 3          | ニコニコ動画 | 61.9             | 【初音ミク】箱庭の少女【ぜんまい仕掛けの子守唄2】                | 初音ミク                    | 作詞・作曲                      | ●         | まりの人                                 | 5:32  | 同人         | 効果音素材：WEB WAVE LIB.・音の杜 piaproにて、MV用のイラストを募集。当初は「悪ノ」シリーズと無関係であると公表されていた。 |
| 7  | '08        | 7          | 3          | ニコニコ動画 | 61.9             | 【初音ミク】箱庭の少女【ぜんまい仕掛けの子守唄2】                | 初音ミク                    | 作詞・作曲                      | ●         | あやかぜ                                 | 5:32  | 商業         | 効果音素材：WEB WAVE LIB.・音の杜 piaproにて、MV用のイラストを募集。当初は「悪ノ」シリーズと無関係であると公表されていた。 |
| 7  | '08        | 7          | 3          | ニコニコ動画 | 61.9             | 【初音ミク】箱庭の少女【ぜんまい仕掛けの子守唄2】                | 初音ミク                    | 作詞・作曲                      | ●         | ＊朔＊                                   | 5:32  | 商業         | 効果音素材：WEB WAVE LIB.・音の杜 piaproにて、MV用のイラストを募集。当初は「悪ノ」シリーズと無関係であると公表されていた。 |
| 7  | '08        | 7          | 3          | ニコニコ動画 | 61.9             | 【初音ミク】箱庭の少女【ぜんまい仕掛けの子守唄2】                | 初音ミク                    | 作詞・作曲                      | ●         | ataru                                    | 5:32  | 商業         | 効果音素材：WEB WAVE LIB.・音の杜 piaproにて、MV用のイラストを募集。当初は「悪ノ」シリーズと無関係であると公表されていた。 |
| 7  | '08        | 7          | 3          | ニコニコ動画 | 61.9             | 【初音ミク】箱庭の少女【ぜんまい仕掛けの子守唄2】                | 初音ミク                    | 作詞・作曲                      | ●         | もも☆Y☆A☆                                | 5:32  | 商業         | 効果音素材：WEB WAVE LIB.・音の杜 piaproにて、MV用のイラストを募集。当初は「悪ノ」シリーズと無関係であると公表されていた。 |
| 7  | '08        | 7          | 3          | ニコニコ動画 | 61.9             | 【初音ミク】箱庭の少女【ぜんまい仕掛けの子守唄2】                | 初音ミク                    | 作詞・作曲                      | ●         | 桜巳 千維                                | 5:32  | 商業         | 効果音素材：WEB WAVE LIB.・音の杜 piaproにて、MV用のイラストを募集。当初は「悪ノ」シリーズと無関係であると公表されていた。 |
| 7  | '08        | 7          | 3          | ニコニコ動画 | 61.9             | 【初音ミク】箱庭の少女【ぜんまい仕掛けの子守唄2】                | 初音ミク                    | 作詞・作曲                      | ●         | まゆき                                   | 5:32  | 商業         | 効果音素材：WEB WAVE LIB.・音の杜 piaproにて、MV用のイラストを募集。当初は「悪ノ」シリーズと無関係であると公表されていた。 |
| 7  | '08        | 7          | 3          | ニコニコ動画 | 61.9             | 【初音ミク】箱庭の少女【ぜんまい仕掛けの子守唄2】                | 初音ミク                    | 作詞・作曲                      | ●         | Ｈａ！Ｎｅ                               | 5:32  | 商業         | 効果音素材：WEB WAVE LIB.・音の杜 piaproにて、MV用のイラストを募集。当初は「悪ノ」シリーズと無関係であると公表されていた。 |
| 7  | '08        | 7          | 3          | ニコニコ動画 | 61.9             | 【初音ミク】箱庭の少女【ぜんまい仕掛けの子守唄2】                | 初音ミク                    | 作詞・作曲                      | ●         | サツ（拶）                               | 5:32  | 商業         | 効果音素材：WEB WAVE LIB.・音の杜 piaproにて、MV用のイラストを募集。当初は「悪ノ」シリーズと無関係であると公表されていた。 |
| 7  | '08        | 7          | 3          | ニコニコ動画 | 61.9             | 【初音ミク】箱庭の少女【ぜんまい仕掛けの子守唄2】                | 初音ミク                    | 作詞・作曲                      | ●         | Nez@紅緒                                 | 5:32  | 商業         | 効果音素材：WEB WAVE LIB.・音の杜 piaproにて、MV用のイラストを募集。当初は「悪ノ」シリーズと無関係であると公表されていた。 |
| 8  | '08        | 7          | 28         | ニコニコ動画 | 30.9             | 【鏡音リンACT2】悪ノ娘【中世物語風オリジナル(修正版)】           | 鏡音リン                    | 編曲                            | ●         | 壱加                                     | 4:38  | ー           | ACT2版として投稿。使用イラストは同年4月6日のものと同一。 |
| 9  | '08        | 7          | 29         | ニコニコ動画 | 34.2             | 【鏡音レンACT2】悪ノ召使【中世物語風オリジナル(再・修正版)】     | 鏡音レン                    | 編曲                            | ●         | 壱加                                     | 5:10  | ー           | ACT2版として投稿。使用イラストは同年4月29日のものと同一。 |
| 9  | '08        | 7          | 29         | ニコニコ動画 | 34.2             | 【鏡音レンACT2】悪ノ召使【中世物語風オリジナル(再・修正版)】     | 鏡音レン                    | 編曲                            | ●         | きしだ                                   | 5:10  | ー           | ACT2版として投稿。使用イラストは同年4月29日のものと同一。 |
| 9  | '08        | 7          | 29         | ニコニコ動画 | 34.2             | 【鏡音レンACT2】悪ノ召使【中世物語風オリジナル(再・修正版)】     | 鏡音レン                    | 編曲                            | ●         | 豆あり                                   | 5:10  | ー           | ACT2版として投稿。使用イラストは同年4月29日のものと同一。 |
| 9  | '08        | 7          | 29         | ニコニコ動画 | 34.2             | 【鏡音レンACT2】悪ノ召使【中世物語風オリジナル(再・修正版)】     | 鏡音レン                    | 編曲                            | ●         | ひつじ                                   | 5:10  | ー           | ACT2版として投稿。使用イラストは同年4月29日のものと同一。 |
| 9  | '08        | 7          | 29         | ニコニコ動画 | 34.2             | 【鏡音レンACT2】悪ノ召使【中世物語風オリジナル(再・修正版)】     | 鏡音レン                    | 編曲                            | ●         | しうか                                   | 5:10  | ー           | ACT2版として投稿。使用イラストは同年4月29日のものと同一。 |
| 9  | '08        | 7          | 29         | ニコニコ動画 | 34.2             | 【鏡音レンACT2】悪ノ召使【中世物語風オリジナル(再・修正版)】     | 鏡音レン                    | 編曲                            | ●         | きろ                                     | 5:10  | ー           | ACT2版として投稿。使用イラストは同年4月29日のものと同一。 |
| 9  | '08        | 7          | 29         | ニコニコ動画 | 34.2             | 【鏡音レンACT2】悪ノ召使【中世物語風オリジナル(再・修正版)】     | 鏡音レン                    | 編曲                            | ●         | meimei                                   | 5:10  | ー           | ACT2版として投稿。使用イラストは同年4月29日のものと同一。 |
| 9  | '08        | 7          | 29         | ニコニコ動画 | 34.2             | 【鏡音レンACT2】悪ノ召使【中世物語風オリジナル(再・修正版)】     | 鏡音レン                    | 編曲                            | ●         | imin                                     | 5:10  | ー           | ACT2版として投稿。使用イラストは同年4月29日のものと同一。 |
| 9  | '08        | 7          | 29         | ニコニコ動画 | 34.2             | 【鏡音レンACT2】悪ノ召使【中世物語風オリジナル(再・修正版)】     | 鏡音レン                    | 編曲                            | ●         | シンセリティ                             | 5:10  | ー           | ACT2版として投稿。使用イラストは同年4月29日のものと同一。 |
| 9  | '08        | 7          | 29         | ニコニコ動画 | 34.2             | 【鏡音レンACT2】悪ノ召使【中世物語風オリジナル(再・修正版)】     | 鏡音レン                    | 編曲                            | ●         | 祐。                                     | 5:10  | ー           | ACT2版として投稿。使用イラストは同年4月29日のものと同一。 |
| 9  | '08        | 7          | 29         | ニコニコ動画 | 34.2             | 【鏡音レンACT2】悪ノ召使【中世物語風オリジナル(再・修正版)】     | 鏡音レン                    | 編曲                            | ●         | piano                                    | 5:10  | ー           | ACT2版として投稿。使用イラストは同年4月29日のものと同一。 |
| 9  | '08        | 7          | 29         | ニコニコ動画 | 34.2             | 【鏡音レンACT2】悪ノ召使【中世物語風オリジナル(再・修正版)】     | 鏡音レン                    | 編曲                            | ●         | noDuki                                   | 5:10  | ー           | ACT2版として投稿。使用イラストは同年4月29日のものと同一。 |
| 9  | '08        | 7          | 29         | ニコニコ動画 | 34.2             | 【鏡音レンACT2】悪ノ召使【中世物語風オリジナル(再・修正版)】     | 鏡音レン                    | 編曲                            | ●         | ハル                                     | 5:10  | ー           | ACT2版として投稿。使用イラストは同年4月29日のものと同一。 |
| 9  | '08        | 7          | 29         | ニコニコ動画 | 34.2             | 【鏡音レンACT2】悪ノ召使【中世物語風オリジナル(再・修正版)】     | 鏡音レン                    | 編曲                            | ●         | やまだ六角                               | 5:10  | ー           | ACT2版として投稿。使用イラストは同年4月29日のものと同一。 |
| 9  | '08        | 7          | 29         | ニコニコ動画 | 34.2             | 【鏡音レンACT2】悪ノ召使【中世物語風オリジナル(再・修正版)】     | 鏡音レン                    | 編曲                            | ●         | sirose                                   | 5:10  | ー           | ACT2版として投稿。使用イラストは同年4月29日のものと同一。 |
| 9  | '08        | 7          | 29         | ニコニコ動画 | 34.2             | 【鏡音レンACT2】悪ノ召使【中世物語風オリジナル(再・修正版)】     | 鏡音レン                    | 編曲                            | ●         | myk                                      | 5:10  | ー           | ACT2版として投稿。使用イラストは同年4月29日のものと同一。 |
| 9  | '08        | 7          | 29         | ニコニコ動画 | 34.2             | 【鏡音レンACT2】悪ノ召使【中世物語風オリジナル(再・修正版)】     | 鏡音レン                    | 編曲                            | ●         | sado                                     | 5:10  | ー           | ACT2版として投稿。使用イラストは同年4月29日のものと同一。 |
| 9  | '08        | 7          | 29         | ニコニコ動画 | 34.2             | 【鏡音レンACT2】悪ノ召使【中世物語風オリジナル(再・修正版)】     | 鏡音レン                    | 編曲                            | ●         | ヤガミ                                   | 5:10  | ー           | ACT2版として投稿。使用イラストは同年4月29日のものと同一。 |
| 10 | '08        | 10         | 6          | ニコニコ動画 | 79.6             | 【鏡音リン・レン】置き去り月夜抄【童話風オリジナル】             | 鏡音リン                    | 作詞・作曲                      | 壱加      | 壱加                                     | 3:55  | ー           | 元ネタは「ヘンゼルとグレーテル」。作画/動画制作の依頼は自身初。 |
| 10 | '08        | 10         | 6          | ニコニコ動画 | 79.6             | 【鏡音リン・レン】置き去り月夜抄【童話風オリジナル】             | 鏡音レン                    | 作詞・作曲                      | 壱加      | 壱加                                     | 3:55  | ー           | 元ネタは「ヘンゼルとグレーテル」。作画/動画制作の依頼は自身初。 |
| 11 | '08        | 11         | 28         | ニコニコ動画 | 37.5             | 【鏡音リン＆鏡音リン】South North Story【オリジナル】            | 鏡音リン （mothy_悪ノP）    | 作詞・作曲                      | ゆにめもP | イラスト：まる。                         | 3:55  | 同人         | VOCALOID調声：あくゆりん(mothy_悪ノP＆ゆにめもP)。アンメルツPからの勧誘によるイベント初参加作品であり、「多くの人が出会う場所（SNS）」をコンセプトとした。イラスト作画・まる。のニコニコ動画デビュー作でもある。 |
| 11 | '08        | 11         | 28         | ニコニコ動画 | 37.5             | 【鏡音リン＆鏡音リン】South North Story【オリジナル】            | 鏡音リン （ゆにめもP）      | 作詞・作曲                      | ゆにめもP | 背景素材：ケムケム工房                   | 3:55  | 商業         | VOCALOID調声：あくゆりん(mothy_悪ノP＆ゆにめもP)。アンメルツPからの勧誘によるイベント初参加作品であり、「多くの人が出会う場所（SNS）」をコンセプトとした。イラスト作画・まる。のニコニコ動画デビュー作でもある。 |
| 12 | '08        | 12         | 27         | [ 動画 6 ]   | 78.6             | 【鏡音レン】Re_birthday【ぜんまい仕掛けの子守唄3】               | 鏡音レン                    | 作詞・作曲                      | ●         | ●                                        | 4:54  | 同人         | 鏡音リン・レン1周年を記念して投稿。『リグレットメッセージ』のアンサーソング。 |
| 12 | '08        | 12         | 27         | [ 動画 6 ]   | 78.6             | 【鏡音レン】Re_birthday【ぜんまい仕掛けの子守唄3】               | （コーラス：鏡音レン Act2） | 作詞・作曲                      | ●         | ●                                        | 4:54  | 同人         | 鏡音リン・レン1周年を記念して投稿。『リグレットメッセージ』のアンサーソング。 |
| 12 | '08        | 12         | 27         | [ 動画 6 ]   | 78.6             | 【鏡音レン】Re_birthday【ぜんまい仕掛けの子守唄3】               | （コーラス：鏡音リン）      | 作詞・作曲                      | ●         | ●                                        | 4:54  | 同人         | 鏡音リン・レン1周年を記念して投稿。『リグレットメッセージ』のアンサーソング。 |
| 12 | '08        | 12         | 27         | [ 動画 6 ]   | 78.6             | 【鏡音レン】Re_birthday【ぜんまい仕掛けの子守唄3】               | （コーラス：初音ミク）      | 作詞・作曲                      | ●         | ●                                        | 4:54  | 商業         | 鏡音リン・レン1周年を記念して投稿。『リグレットメッセージ』のアンサーソング。 |
| 12 | '08        | 12         | 27         | [ 動画 6 ]   | 78.6             | 【鏡音レン】Re_birthday【ぜんまい仕掛けの子守唄3】               | （コーラス：MEIKO）         | 作詞・作曲                      | ●         | ●                                        | 4:54  | 商業         | 鏡音リン・レン1周年を記念して投稿。『リグレットメッセージ』のアンサーソング。 |
| 12 | '08        | 12         | 27         | [ 動画 6 ]   | 78.6             | 【鏡音レン】Re_birthday【ぜんまい仕掛けの子守唄3】               | （コーラス：KAITO）         | 作詞・作曲                      | ●         | ●                                        | 4:54  | 商業         | 鏡音リン・レン1周年を記念して投稿。『リグレットメッセージ』のアンサーソング。 |
| 11 | '09        | 1          | 11         | piapro       | 3                | ぜんまい仕掛けの子守唄【リマスター版】                           | 鏡音リン                    | リマスタリング                  | ー        | たろ犬                                   | 3:35  | ー           | ー |
| 12 | '09        | 1          | 11         | piapro       | 2                | 言葉遊び（リマスター版）                                         | 鏡音リン                    | リマスタリング                  | ー        | 水っぽいスープ                           | 4:32  | ー           | ー |
| 13 | '09        | 1          | 15         | piapro       | 7                | リグレットメッセージ【リマスター版】                             | 鏡音リン                    | リマスタリング                  | ー        | rakug                                    | 3:23  | ー           | ー |
| 14 | '09        | 1          | 20         | piapro       | 3                | 置き去り月夜抄【リマスター版】                                   | 鏡音リン                    | リマスタリング                  | ー        | 紫露草                                   | 3:55  | ー           | ー |
| 14 | '09        | 1          | 20         | piapro       | 3                | 置き去り月夜抄【リマスター版】                                   | 鏡音レン                    | リマスタリング                  | ー        | 紫露草                                   | 3:55  | ー           | ー |
| 15 | '09        | 3          | 4          | ニコニコ動画 | 208              | 【MEIKO】悪食娘コンチータ【鏡音リン・レン】                      | MEIKO                       | 作詞・作曲                      | ●         | 壱加                                     | 3:29  | 同人         | 投稿当初から悪ノ大罪シリーズとして位置づけられている。 |
| 15 | '09        | 3          | 4          | ニコニコ動画 | 208              | 【MEIKO】悪食娘コンチータ【鏡音リン・レン】                      | 鏡音リン                    | 作詞・作曲                      | ●         | 壱加                                     | 3:29  | 商業         | 投稿当初から悪ノ大罪シリーズとして位置づけられている。 |
| 15 | '09        | 3          | 4          | ニコニコ動画 | 208              | 【MEIKO】悪食娘コンチータ【鏡音リン・レン】                      | 鏡音レン                    | 作詞・作曲                      | ●         | 壱加                                     | 3:29  | 商業         | 投稿当初から悪ノ大罪シリーズとして位置づけられている。 |
| 16 | '09        | 6          | 22         | ニコニコ動画 | 116              | 【初音ミク】moonlit bear【オリジナル】                           | 初音ミク                    | 作詞・作曲                      | ●         | 鈴ノ助                                   | 6:52  | 同人         | テーマは「森のくまさん」。『箱庭の少女』投稿の際に、piaproにて、イラストを提供した鈴ノ助の作画に惚れ込み依頼。 |
| 16 | '09        | 6          | 22         | ニコニコ動画 | 116              | 【初音ミク】moonlit bear【オリジナル】                           | KAITO                       | 作詞・作曲                      | ●         | 鈴ノ助                                   | 6:52  | 商業         | テーマは「森のくまさん」。『箱庭の少女』投稿の際に、piaproにて、イラストを提供した鈴ノ助の作画に惚れ込み依頼。 |
| 17 | '09        | 8          | 10         | ニコニコ動画 | 29.3             | 【鏡音リン＆リン】ネジと歯車とプライド【鏡音レン】               | 鏡音リン （mothy_悪ノP）    | 作詞・作曲                      | ー        | れんた                                   | 5:32  | 同人         | Special Thanks：岩波。 |
| 17 | '09        | 8          | 10         | ニコニコ動画 | 29.3             | 【鏡音リン＆リン】ネジと歯車とプライド【鏡音レン】               | 鏡音リン （ゆにめもP）      | 英作詞・編曲・ギター：ゆにめもP | ー        | れんた                                   | 5:32  | 同人         | Special Thanks：岩波。 |
| 17 | '09        | 8          | 10         | ニコニコ動画 | 29.3             | 【鏡音リン＆リン】ネジと歯車とプライド【鏡音レン】               | 鏡音レン                    | 英作詞・編曲・ギター：ゆにめもP | ー        | れんた                                   | 5:32  | 同人         | Special Thanks：岩波。 |
| 18 | '09        | 12         | 8          | ニコニコ動画 | 182              | 【巡音ルカ】円尾坂の仕立屋【和風物語風オリジナル】               | 巡音ルカ                    | 作詞・作曲                      | ー        | Rgveta                                   | 6:34  | 同人         | piaproにてMV用のイラストを募集する為、歌詞のみ公開済み。悪ノ大罪シリーズとして位置づけられている。 1stアルバム『悪ノ王国 〜Evils Kingdom〜』のブックレットにて、巡音ルカ扮する”仕立屋の女主人”の人物名はカヨ=スドウと表記されるが、その由来は「ストーカーよ」から。                                                  |
| 18 | '09        | 12         | 8          | ニコニコ動画 | 182              | 【巡音ルカ】円尾坂の仕立屋【和風物語風オリジナル】               | 巡音ルカ                    | 作詞・作曲                      | ー        | 藤丸じじ                                 | 6:34  | 同人         | piaproにてMV用のイラストを募集する為、歌詞のみ公開済み。悪ノ大罪シリーズとして位置づけられている。 1stアルバム『悪ノ王国 〜Evils Kingdom〜』のブックレットにて、巡音ルカ扮する”仕立屋の女主人”の人物名はカヨ=スドウと表記されるが、その由来は「ストーカーよ」から。                                                  |
| 18 | '09        | 12         | 8          | ニコニコ動画 | 182              | 【巡音ルカ】円尾坂の仕立屋【和風物語風オリジナル】               | 巡音ルカ                    | 作詞・作曲                      | ー        | 黒木乃                                   | 6:34  | 同人         | piaproにてMV用のイラストを募集する為、歌詞のみ公開済み。悪ノ大罪シリーズとして位置づけられている。 1stアルバム『悪ノ王国 〜Evils Kingdom〜』のブックレットにて、巡音ルカ扮する”仕立屋の女主人”の人物名はカヨ=スドウと表記されるが、その由来は「ストーカーよ」から。                                                  |
| 18 | '09        | 12         | 8          | ニコニコ動画 | 182              | 【巡音ルカ】円尾坂の仕立屋【和風物語風オリジナル】               | 巡音ルカ                    | 作詞・作曲                      | ー        | 水純                                     | 6:34  | 同人         | piaproにてMV用のイラストを募集する為、歌詞のみ公開済み。悪ノ大罪シリーズとして位置づけられている。 1stアルバム『悪ノ王国 〜Evils Kingdom〜』のブックレットにて、巡音ルカ扮する”仕立屋の女主人”の人物名はカヨ=スドウと表記されるが、その由来は「ストーカーよ」から。                                                  |
| 18 | '09        | 12         | 8          | ニコニコ動画 | 182              | 【巡音ルカ】円尾坂の仕立屋【和風物語風オリジナル】               | 巡音ルカ                    | 作詞・作曲                      | ー        | Loft                                     | 6:34  | 同人         | piaproにてMV用のイラストを募集する為、歌詞のみ公開済み。悪ノ大罪シリーズとして位置づけられている。 1stアルバム『悪ノ王国 〜Evils Kingdom〜』のブックレットにて、巡音ルカ扮する”仕立屋の女主人”の人物名はカヨ=スドウと表記されるが、その由来は「ストーカーよ」から。                                                  |
| 18 | '09        | 12         | 8          | ニコニコ動画 | 182              | 【巡音ルカ】円尾坂の仕立屋【和風物語風オリジナル】               | 巡音ルカ                    | 作詞・作曲                      | ー        | ai                                       | 6:34  | 同人         | piaproにてMV用のイラストを募集する為、歌詞のみ公開済み。悪ノ大罪シリーズとして位置づけられている。 1stアルバム『悪ノ王国 〜Evils Kingdom〜』のブックレットにて、巡音ルカ扮する”仕立屋の女主人”の人物名はカヨ=スドウと表記されるが、その由来は「ストーカーよ」から。                                                  |
| 18 | '09        | 12         | 8          | ニコニコ動画 | 182              | 【巡音ルカ】円尾坂の仕立屋【和風物語風オリジナル】               | 巡音ルカ                    | 作詞・作曲                      | ー        | 宵闇                                     | 6:34  | 商業         | piaproにてMV用のイラストを募集する為、歌詞のみ公開済み。悪ノ大罪シリーズとして位置づけられている。 1stアルバム『悪ノ王国 〜Evils Kingdom〜』のブックレットにて、巡音ルカ扮する”仕立屋の女主人”の人物名はカヨ=スドウと表記されるが、その由来は「ストーカーよ」から。                                                  |
| 18 | '09        | 12         | 8          | ニコニコ動画 | 182              | 【巡音ルカ】円尾坂の仕立屋【和風物語風オリジナル】               | 巡音ルカ                    | 作詞・作曲                      | ー        | AriSA                                    | 6:34  | 商業         | piaproにてMV用のイラストを募集する為、歌詞のみ公開済み。悪ノ大罪シリーズとして位置づけられている。 1stアルバム『悪ノ王国 〜Evils Kingdom〜』のブックレットにて、巡音ルカ扮する”仕立屋の女主人”の人物名はカヨ=スドウと表記されるが、その由来は「ストーカーよ」から。                                                  |
| 18 | '09        | 12         | 8          | ニコニコ動画 | 182              | 【巡音ルカ】円尾坂の仕立屋【和風物語風オリジナル】               | 巡音ルカ                    | 作詞・作曲                      | ー        | himi                                     | 6:34  | 商業         | piaproにてMV用のイラストを募集する為、歌詞のみ公開済み。悪ノ大罪シリーズとして位置づけられている。 1stアルバム『悪ノ王国 〜Evils Kingdom〜』のブックレットにて、巡音ルカ扮する”仕立屋の女主人”の人物名はカヨ=スドウと表記されるが、その由来は「ストーカーよ」から。                                                  |
| 18 | '09        | 12         | 8          | ニコニコ動画 | 182              | 【巡音ルカ】円尾坂の仕立屋【和風物語風オリジナル】               | 巡音ルカ                    | 作詞・作曲                      | ー        | ニョホノコ。                             | 6:34  | 商業         | piaproにてMV用のイラストを募集する為、歌詞のみ公開済み。悪ノ大罪シリーズとして位置づけられている。 1stアルバム『悪ノ王国 〜Evils Kingdom〜』のブックレットにて、巡音ルカ扮する”仕立屋の女主人”の人物名はカヨ=スドウと表記されるが、その由来は「ストーカーよ」から。                                                  |
| 18 | '09        | 12         | 8          | ニコニコ動画 | 182              | 【巡音ルカ】円尾坂の仕立屋【和風物語風オリジナル】               | 巡音ルカ                    | 作詞・作曲                      | ー        | みかん風味                               | 6:34  | 商業         | piaproにてMV用のイラストを募集する為、歌詞のみ公開済み。悪ノ大罪シリーズとして位置づけられている。 1stアルバム『悪ノ王国 〜Evils Kingdom〜』のブックレットにて、巡音ルカ扮する”仕立屋の女主人”の人物名はカヨ=スドウと表記されるが、その由来は「ストーカーよ」から。                                                  |
| 18 | '09        | 12         | 8          | ニコニコ動画 | 182              | 【巡音ルカ】円尾坂の仕立屋【和風物語風オリジナル】               | 巡音ルカ                    | 作詞・作曲                      | ー        | Coral                                    | 6:34  | 商業         | piaproにてMV用のイラストを募集する為、歌詞のみ公開済み。悪ノ大罪シリーズとして位置づけられている。 1stアルバム『悪ノ王国 〜Evils Kingdom〜』のブックレットにて、巡音ルカ扮する”仕立屋の女主人”の人物名はカヨ=スドウと表記されるが、その由来は「ストーカーよ」から。                                                  |
| 18 | '09        | 12         | 8          | ニコニコ動画 | 182              | 【巡音ルカ】円尾坂の仕立屋【和風物語風オリジナル】               | 巡音ルカ                    | 作詞・作曲                      | ー        | rakug                                    | 6:34  | 商業         | piaproにてMV用のイラストを募集する為、歌詞のみ公開済み。悪ノ大罪シリーズとして位置づけられている。 1stアルバム『悪ノ王国 〜Evils Kingdom〜』のブックレットにて、巡音ルカ扮する”仕立屋の女主人”の人物名はカヨ=スドウと表記されるが、その由来は「ストーカーよ」から。                                                  |
| 19 | '09        | 12         | 27         |              | 25.8             | 【鏡音リン】悪ノ娘～velvet mix～【鏡音誕生祭記念】               | 鏡音リン                    | 編曲                            | ●         | hal-brando                               | 4:43  | ー           | イラストはピアプロ投稿のものを使用。 |
| 19 | '09        | 12         | 27         | 円ゆかり     | 25.8             | 【鏡音リン】悪ノ娘～velvet mix～【鏡音誕生祭記念】               | 鏡音リン                    | 編曲                            | ●         |                                          | 4:43  | ー           | イラストはピアプロ投稿のものを使用。 |
| 19 | '09        | 12         | 27         | 奈子         | 25.8             | 【鏡音リン】悪ノ娘～velvet mix～【鏡音誕生祭記念】               | 鏡音リン                    | 編曲                            | ●         |                                          | 4:43  | ー           | イラストはピアプロ投稿のものを使用。 |
| 19 | '09        | 12         | 27         | karenxxx     | 25.8             | 【鏡音リン】悪ノ娘～velvet mix～【鏡音誕生祭記念】               | 鏡音リン                    | 編曲                            | ●         |                                          | 4:43  | ー           | イラストはピアプロ投稿のものを使用。 |
| 19 | '09        | 12         | 27         | 蒼い子唄     | 25.8             | 【鏡音リン】悪ノ娘～velvet mix～【鏡音誕生祭記念】               | 鏡音リン                    | 編曲                            | ●         |                                          | 4:43  | ー           | イラストはピアプロ投稿のものを使用。 |
| 19 | '09        | 12         | 27         | 琉野         | 25.8             | 【鏡音リン】悪ノ娘～velvet mix～【鏡音誕生祭記念】               | 鏡音リン                    | 編曲                            | ●         |                                          | 4:43  | ー           | イラストはピアプロ投稿のものを使用。 |
| 19 | '09        | 12         | 27         | mkk          | 25.8             | 【鏡音リン】悪ノ娘～velvet mix～【鏡音誕生祭記念】               | 鏡音リン                    | 編曲                            | ●         |                                          | 4:43  | ー           | イラストはピアプロ投稿のものを使用。 |
| 19 | '09        | 12         | 27         | ishisa       | 25.8             | 【鏡音リン】悪ノ娘～velvet mix～【鏡音誕生祭記念】               | 鏡音リン                    | 編曲                            | ●         |                                          | 4:43  | ー           | イラストはピアプロ投稿のものを使用。 |
| 19 | '09        | 12         | 27         | いなみ       | 25.8             | 【鏡音リン】悪ノ娘～velvet mix～【鏡音誕生祭記念】               | 鏡音リン                    | 編曲                            | ●         |                                          | 4:43  | ー           | イラストはピアプロ投稿のものを使用。 |
| 19 | '09        | 12         | 27         | Coral        | 25.8             | 【鏡音リン】悪ノ娘～velvet mix～【鏡音誕生祭記念】               | 鏡音リン                    | 編曲                            | ●         |                                          | 4:43  | ー           | イラストはピアプロ投稿のものを使用。 |
| 19 | '09        | 12         | 27         | cekit        | 25.8             | 【鏡音リン】悪ノ娘～velvet mix～【鏡音誕生祭記念】               | 鏡音リン                    | 編曲                            | ●         |                                          | 4:43  | ー           | イラストはピアプロ投稿のものを使用。 |
| 19 | '09        | 12         | 27         | じゅ。       | 25.8             | 【鏡音リン】悪ノ娘～velvet mix～【鏡音誕生祭記念】               | 鏡音リン                    | 編曲                            | ●         |                                          | 4:43  | ー           | イラストはピアプロ投稿のものを使用。 |
| 19 | '09        | 12         | 27         | 稚野まちこ   | 25.8             | 【鏡音リン】悪ノ娘～velvet mix～【鏡音誕生祭記念】               | 鏡音リン                    | 編曲                            | ●         |                                          | 4:43  | ー           | イラストはピアプロ投稿のものを使用。 |
| 19 | '09        | 12         | 27         | carl         | 25.8             | 【鏡音リン】悪ノ娘～velvet mix～【鏡音誕生祭記念】               | 鏡音リン                    | 編曲                            | ●         |                                          | 4:43  | ー           | イラストはピアプロ投稿のものを使用。 |
| 19 | '09        | 12         | 27         | もた         | 25.8             | 【鏡音リン】悪ノ娘～velvet mix～【鏡音誕生祭記念】               | 鏡音リン                    | 編曲                            | ●         |                                          | 4:43  | ー           | イラストはピアプロ投稿のものを使用。 |
| 19 | '09        | 12         | 27         | かねじろ     | 25.8             | 【鏡音リン】悪ノ娘～velvet mix～【鏡音誕生祭記念】               | 鏡音リン                    | 編曲                            | ●         |                                          | 4:43  | ー           | イラストはピアプロ投稿のものを使用。 |
| 19 | '09        | 12         | 27         | ハルシオン   | 25.8             | 【鏡音リン】悪ノ娘～velvet mix～【鏡音誕生祭記念】               | 鏡音リン                    | 編曲                            | ●         |                                          | 4:43  | ー           | イラストはピアプロ投稿のものを使用。 |
| 19 | '09        | 12         | 27         | にわ         | 25.8             | 【鏡音リン】悪ノ娘～velvet mix～【鏡音誕生祭記念】               | 鏡音リン                    | 編曲                            | ●         |                                          | 4:43  | ー           | イラストはピアプロ投稿のものを使用。 |
| 19 | '09        | 12         | 27         | ★ロノン☆     | 25.8             | 【鏡音リン】悪ノ娘～velvet mix～【鏡音誕生祭記念】               | 鏡音リン                    | 編曲                            | ●         |                                          | 4:43  | ー           | イラストはピアプロ投稿のものを使用。 |
| 19 | '09        | 12         | 27         | jonejung     | 25.8             | 【鏡音リン】悪ノ娘～velvet mix～【鏡音誕生祭記念】               | 鏡音リン                    | 編曲                            | ●         |                                          | 4:43  | ー           | イラストはピアプロ投稿のものを使用。 |
| 19 | '09        | 12         | 27         | えるこ ^ω^   | 25.8             | 【鏡音リン】悪ノ娘～velvet mix～【鏡音誕生祭記念】               | 鏡音リン                    | 編曲                            | ●         |                                          | 4:43  | ー           | イラストはピアプロ投稿のものを使用。 |
| 19 | '09        | 12         | 27         | 黒崎猫鈴     | 25.8             | 【鏡音リン】悪ノ娘～velvet mix～【鏡音誕生祭記念】               | 鏡音リン                    | 編曲                            | ●         |                                          | 4:43  | ー           | イラストはピアプロ投稿のものを使用。 |
| 19 | '09        | 12         | 27         | 瓜田         | 25.8             | 【鏡音リン】悪ノ娘～velvet mix～【鏡音誕生祭記念】               | 鏡音リン                    | 編曲                            | ●         |                                          | 4:43  | ー           | イラストはピアプロ投稿のものを使用。 |
| 19 | '09        | 12         | 27         | むりお       | 25.8             | 【鏡音リン】悪ノ娘～velvet mix～【鏡音誕生祭記念】               | 鏡音リン                    | 編曲                            | ●         |                                          | 4:43  | ー           | イラストはピアプロ投稿のものを使用。 |
| 19 | '09        | 12         | 27         | 澤渡 滋      | 25.8             | 【鏡音リン】悪ノ娘～velvet mix～【鏡音誕生祭記念】               | 鏡音リン                    | 編曲                            | ●         |                                          | 4:43  | ー           | イラストはピアプロ投稿のものを使用。 |
| 19 | '09        | 12         | 27         | マヨ吉       | 25.8             | 【鏡音リン】悪ノ娘～velvet mix～【鏡音誕生祭記念】               | 鏡音リン                    | 編曲                            | ●         |                                          | 4:43  | ー           | イラストはピアプロ投稿のものを使用。 |
| 19 | '09        | 12         | 27         | 栗色         | 25.8             | 【鏡音リン】悪ノ娘～velvet mix～【鏡音誕生祭記念】               | 鏡音リン                    | 編曲                            | ●         |                                          | 4:43  | ー           | イラストはピアプロ投稿のものを使用。 |
| 19 | '09        | 12         | 27         | もこもこ     | 25.8             | 【鏡音リン】悪ノ娘～velvet mix～【鏡音誕生祭記念】               | 鏡音リン                    | 編曲                            | ●         |                                          | 4:43  | ー           | イラストはピアプロ投稿のものを使用。 |
| 19 | '09        | 12         | 27         | 島邑         | 25.8             | 【鏡音リン】悪ノ娘～velvet mix～【鏡音誕生祭記念】               | 鏡音リン                    | 編曲                            | ●         |                                          | 4:43  | ー           | イラストはピアプロ投稿のものを使用。 |
| 19 | '09        | 12         | 27         | kana_ria     | 25.8             | 【鏡音リン】悪ノ娘～velvet mix～【鏡音誕生祭記念】               | 鏡音リン                    | 編曲                            | ●         |                                          | 4:43  | ー           | イラストはピアプロ投稿のものを使用。 |
| 19 | '09        | 12         | 27         | むらいアリア | 25.8             | 【鏡音リン】悪ノ娘～velvet mix～【鏡音誕生祭記念】               | 鏡音リン                    | 編曲                            | ●         |                                          | 4:43  | ー           | イラストはピアプロ投稿のものを使用。 |
| 19 | '09        | 12         | 27         | remaco       | 25.8             | 【鏡音リン】悪ノ娘～velvet mix～【鏡音誕生祭記念】               | 鏡音リン                    | 編曲                            | ●         |                                          | 4:43  | ー           | イラストはピアプロ投稿のものを使用。 |
| 19 | '09        | 12         | 27         | ひじき       | 25.8             | 【鏡音リン】悪ノ娘～velvet mix～【鏡音誕生祭記念】               | 鏡音リン                    | 編曲                            | ●         |                                          | 4:43  | ー           | イラストはピアプロ投稿のものを使用。 |
| 20 | '09        | 12         | 27         | ニコニコ動画 | 31.6             | 【鏡音レン】悪ノ召使～velvet mix～【鏡音誕生祭記念】             | 鏡音レン                    | 編曲                            | ●         | gamu                                     | 5:06  | ー           | イラストはピアプロ投稿のものを使用。 |
| 20 | '09        | 12         | 27         | ニコニコ動画 | 31.6             | 【鏡音レン】悪ノ召使～velvet mix～【鏡音誕生祭記念】             | 鏡音レン                    | 編曲                            | ●         | melou                                    | 5:06  | ー           | イラストはピアプロ投稿のものを使用。 |
| 20 | '09        | 12         | 27         | ニコニコ動画 | 31.6             | 【鏡音レン】悪ノ召使～velvet mix～【鏡音誕生祭記念】             | 鏡音レン                    | 編曲                            | ●         | 空木 琳                                  | 5:06  | ー           | イラストはピアプロ投稿のものを使用。 |
| 20 | '09        | 12         | 27         | ニコニコ動画 | 31.6             | 【鏡音レン】悪ノ召使～velvet mix～【鏡音誕生祭記念】             | 鏡音レン                    | 編曲                            | ●         | 池駄                                     | 5:06  | ー           | イラストはピアプロ投稿のものを使用。 |
| 20 | '09        | 12         | 27         | ニコニコ動画 | 31.6             | 【鏡音レン】悪ノ召使～velvet mix～【鏡音誕生祭記念】             | 鏡音レン                    | 編曲                            | ●         | 巳波                                     | 5:06  | ー           | イラストはピアプロ投稿のものを使用。 |
| 20 | '09        | 12         | 27         | ニコニコ動画 | 31.6             | 【鏡音レン】悪ノ召使～velvet mix～【鏡音誕生祭記念】             | 鏡音レン                    | 編曲                            | ●         | carl                                     | 5:06  | ー           | イラストはピアプロ投稿のものを使用。 |
| 20 | '09        | 12         | 27         | ニコニコ動画 | 31.6             | 【鏡音レン】悪ノ召使～velvet mix～【鏡音誕生祭記念】             | 鏡音レン                    | 編曲                            | ●         | 弐谷 柊                                  | 5:06  | ー           | イラストはピアプロ投稿のものを使用。 |
| 20 | '09        | 12         | 27         | ニコニコ動画 | 31.6             | 【鏡音レン】悪ノ召使～velvet mix～【鏡音誕生祭記念】             | 鏡音レン                    | 編曲                            | ●         | ７：２４                                 | 5:06  | ー           | イラストはピアプロ投稿のものを使用。 |
| 20 | '09        | 12         | 27         | ニコニコ動画 | 31.6             | 【鏡音レン】悪ノ召使～velvet mix～【鏡音誕生祭記念】             | 鏡音レン                    | 編曲                            | ●         | あかざ                                   | 5:06  | ー           | イラストはピアプロ投稿のものを使用。 |
| 20 | '09        | 12         | 27         | ニコニコ動画 | 31.6             | 【鏡音レン】悪ノ召使～velvet mix～【鏡音誕生祭記念】             | 鏡音レン                    | 編曲                            | ●         | イチ子                                   | 5:06  | ー           | イラストはピアプロ投稿のものを使用。 |
| 20 | '09        | 12         | 27         | ニコニコ動画 | 31.6             | 【鏡音レン】悪ノ召使～velvet mix～【鏡音誕生祭記念】             | 鏡音レン                    | 編曲                            | ●         | 時村                                     | 5:06  | ー           | イラストはピアプロ投稿のものを使用。 |
| 20 | '09        | 12         | 27         | ニコニコ動画 | 31.6             | 【鏡音レン】悪ノ召使～velvet mix～【鏡音誕生祭記念】             | 鏡音レン                    | 編曲                            | ●         | AKI                                      | 5:06  | ー           | イラストはピアプロ投稿のものを使用。 |
| 20 | '09        | 12         | 27         | ニコニコ動画 | 31.6             | 【鏡音レン】悪ノ召使～velvet mix～【鏡音誕生祭記念】             | 鏡音レン                    | 編曲                            | ●         | touno                                    | 5:06  | ー           | イラストはピアプロ投稿のものを使用。 |
| 20 | '09        | 12         | 27         | ニコニコ動画 | 31.6             | 【鏡音レン】悪ノ召使～velvet mix～【鏡音誕生祭記念】             | 鏡音レン                    | 編曲                            | ●         | はくせき                                 | 5:06  | ー           | イラストはピアプロ投稿のものを使用。 |
| 20 | '09        | 12         | 27         | ニコニコ動画 | 31.6             | 【鏡音レン】悪ノ召使～velvet mix～【鏡音誕生祭記念】             | 鏡音レン                    | 編曲                            | ●         | ヒズキ                                   | 5:06  | ー           | イラストはピアプロ投稿のものを使用。 |
| 20 | '09        | 12         | 27         | ニコニコ動画 | 31.6             | 【鏡音レン】悪ノ召使～velvet mix～【鏡音誕生祭記念】             | 鏡音レン                    | 編曲                            | ●         | 小鳥遊                                   | 5:06  | ー           | イラストはピアプロ投稿のものを使用。 |
| 20 | '09        | 12         | 27         | ニコニコ動画 | 31.6             | 【鏡音レン】悪ノ召使～velvet mix～【鏡音誕生祭記念】             | 鏡音レン                    | 編曲                            | ●         | Aki-t                                    | 5:06  | ー           | イラストはピアプロ投稿のものを使用。 |
| 20 | '09        | 12         | 27         | ニコニコ動画 | 31.6             | 【鏡音レン】悪ノ召使～velvet mix～【鏡音誕生祭記念】             | 鏡音レン                    | 編曲                            | ●         | habuki                                   | 5:06  | ー           | イラストはピアプロ投稿のものを使用。 |
| 20 | '09        | 12         | 27         | ニコニコ動画 | 31.6             | 【鏡音レン】悪ノ召使～velvet mix～【鏡音誕生祭記念】             | 鏡音レン                    | 編曲                            | ●         | 一紗リア                                 | 5:06  | ー           | イラストはピアプロ投稿のものを使用。 |
| 20 | '09        | 12         | 27         | ニコニコ動画 | 31.6             | 【鏡音レン】悪ノ召使～velvet mix～【鏡音誕生祭記念】             | 鏡音レン                    | 編曲                            | ●         | 柚木                                     | 5:06  | ー           | イラストはピアプロ投稿のものを使用。 |
| 20 | '09        | 12         | 27         | ニコニコ動画 | 31.6             | 【鏡音レン】悪ノ召使～velvet mix～【鏡音誕生祭記念】             | 鏡音レン                    | 編曲                            | ●         | 稀存                                     | 5:06  | ー           | イラストはピアプロ投稿のものを使用。 |
| 20 | '09        | 12         | 27         | ニコニコ動画 | 31.6             | 【鏡音レン】悪ノ召使～velvet mix～【鏡音誕生祭記念】             | 鏡音レン                    | 編曲                            | ●         | 秋子                                     | 5:06  | ー           | イラストはピアプロ投稿のものを使用。 |
| 20 | '09        | 12         | 27         | ニコニコ動画 | 31.6             | 【鏡音レン】悪ノ召使～velvet mix～【鏡音誕生祭記念】             | 鏡音レン                    | 編曲                            | ●         | すずにゃ                                 | 5:06  | ー           | イラストはピアプロ投稿のものを使用。 |
| 20 | '09        | 12         | 27         | ニコニコ動画 | 31.6             | 【鏡音レン】悪ノ召使～velvet mix～【鏡音誕生祭記念】             | 鏡音レン                    | 編曲                            | ●         | onigiri565                               | 5:06  | ー           | イラストはピアプロ投稿のものを使用。 |
| 20 | '09        | 12         | 27         | ニコニコ動画 | 31.6             | 【鏡音レン】悪ノ召使～velvet mix～【鏡音誕生祭記念】             | 鏡音レン                    | 編曲                            | ●         | さく                                     | 5:06  | ー           | イラストはピアプロ投稿のものを使用。 |
| 20 | '09        | 12         | 27         | ニコニコ動画 | 31.6             | 【鏡音レン】悪ノ召使～velvet mix～【鏡音誕生祭記念】             | 鏡音レン                    | 編曲                            | ●         | ぽちん                                   | 5:06  | ー           | イラストはピアプロ投稿のものを使用。 |
| 20 | '09        | 12         | 27         | ニコニコ動画 | 31.6             | 【鏡音レン】悪ノ召使～velvet mix～【鏡音誕生祭記念】             | 鏡音レン                    | 編曲                            | ●         | ametoyo                                  | 5:06  | ー           | イラストはピアプロ投稿のものを使用。 |
| 20 | '09        | 12         | 27         | ニコニコ動画 | 31.6             | 【鏡音レン】悪ノ召使～velvet mix～【鏡音誕生祭記念】             | 鏡音レン                    | 編曲                            | ●         | chiSa                                    | 5:06  | ー           | イラストはピアプロ投稿のものを使用。 |
| 20 | '09        | 12         | 27         | ニコニコ動画 | 31.6             | 【鏡音レン】悪ノ召使～velvet mix～【鏡音誕生祭記念】             | 鏡音レン                    | 編曲                            | ●         | TO MU                                    | 5:06  | ー           | イラストはピアプロ投稿のものを使用。 |
| 21 | '10        | 1          | 6          | [ 動画 7 ]   | 146              | 【弱音ハク】白ノ娘【中世物語風オリジナル】                       | 弱音ハク（初音ミク）        | 作詞・作曲                      | ー        | 壱加                                     | 8:00  | 同人         | 最後のシーンは動画内で特に明記されていなかったが、拶担当。同月に公演された舞台版との設定差異については自身のブログで言及あり。 |
| 21 | '10        | 1          | 6          | [ 動画 7 ]   | 146              | 【弱音ハク】白ノ娘【中世物語風オリジナル】                       | 弱音ハク（初音ミク）        | 作詞・作曲                      | ー        | ゆーりん                                 | 8:00  | 同人         | 最後のシーンは動画内で特に明記されていなかったが、拶担当。同月に公演された舞台版との設定差異については自身のブログで言及あり。 |
| 21 | '10        | 1          | 6          | [ 動画 7 ]   | 146              | 【弱音ハク】白ノ娘【中世物語風オリジナル】                       | 弱音ハク（初音ミク）        | 作詞・作曲                      | ー        | 鈴ノ助                                   | 8:00  | 商業         | 最後のシーンは動画内で特に明記されていなかったが、拶担当。同月に公演された舞台版との設定差異については自身のブログで言及あり。 |
| 21 | '10        | 1          | 6          | [ 動画 7 ]   | 146              | 【弱音ハク】白ノ娘【中世物語風オリジナル】                       | 弱音ハク（初音ミク）        | 作詞・作曲                      | ー        | 拶                                       | 8:00  | 商業         | 最後のシーンは動画内で特に明記されていなかったが、拶担当。同月に公演された舞台版との設定差異については自身のブログで言及あり。 |
| 22 | '10        | 2          | 25         | ニコニコ動画 | 25.4             | 【鏡音リン】満月の実験室【オリジナル】                           | 鏡音リン                    | 作詞・作曲                      | ー        | 不明                                     | 4:54  | 同人         | 使用イラストは「言葉遊び」と同一。 |
| 23 | '10        | 3          | 8          | ニコニコ動画 | 81.9             | 【GUMI】最後のリボルバー【PV】                                   | GUMI                        | 作詞・作曲                      | 壱加      | 壱加                                     | 3:52  | 同人         | 当初は、殺し屋の恋愛設定が好きなことから作成した趣味曲であり、七つの大罪シリーズに含まないとされたが、のちにシリーズ入り。 |
| 23 | '10        | 3          | 8          | ニコニコ動画 | 81.9             | 【GUMI】最後のリボルバー【PV】                                   | GUMI                        | 作詞・作曲                      | 壱加      | 壱加                                     | 3:52  | 商業         | 当初は、殺し屋の恋愛設定が好きなことから作成した趣味曲であり、七つの大罪シリーズに含まないとされたが、のちにシリーズ入り。 |
| 24 | '10        | 4          | 26         | ニコニコ動画 | 73.3             | 【KAITO】ハートビート・クロックタワー(F・V)【ぜんまい仕掛け4】   | KAITO                       | 作詞・作曲                      | ●         | 鈴ノ助                                   | 4:44  | 同人         | 楽曲のみpiaproにて投稿し、「ぜんまい仕掛けの子守唄」シリーズ、七つの大罪シリーズとして位置づけられる。本作はそのアレンジ版。 |
| 24 | '10        | 4          | 26         | ニコニコ動画 | 73.3             | 【KAITO】ハートビート・クロックタワー(F・V)【ぜんまい仕掛け4】   | （コーラス：鏡音リン）      | 作詞・作曲                      | ●         | 鈴ノ助                                   | 4:44  | 商業         | 楽曲のみpiaproにて投稿し、「ぜんまい仕掛けの子守唄」シリーズ、七つの大罪シリーズとして位置づけられる。本作はそのアレンジ版。 |
| 24 | '10        | 4          | 26         | ニコニコ動画 | 73.3             | 【KAITO】ハートビート・クロックタワー(F・V)【ぜんまい仕掛け4】   | （コーラス：鏡音レン）      | 作詞・作曲                      | ●         | 鈴ノ助                                   | 4:44  | 商業         | 楽曲のみpiaproにて投稿し、「ぜんまい仕掛けの子守唄」シリーズ、七つの大罪シリーズとして位置づけられる。本作はそのアレンジ版。 |
| 25 | '10        | 7          | 9          | ニコニコ動画 | 17.4             | 【鏡音レン】砂漠のBLUEBIRD【鏡音リン】                           | 鏡音リン                    | 作詞・作曲                      | ●         | イラスト・タイトルロゴ：ゆーりん         | 4:53  | 同人         | 元ネタは童話『青い鳥』（モーリス・メーテルリンク）。打ち切り少年漫画のノリで制作した趣味曲。 |
| 25 | '10        | 7          | 9          | ニコニコ動画 | 17.4             | 【鏡音レン】砂漠のBLUEBIRD【鏡音リン】                           | 鏡音レン                    | 作詞・作曲                      | ●         | イラスト・タイトルロゴ：ゆーりん         | 4:53  | 商業         | 元ネタは童話『青い鳥』（モーリス・メーテルリンク）。打ち切り少年漫画のノリで制作した趣味曲。 |
| 26 | '10        | 7          | 26         | ニコニコ動画 | 244              | 【神威がくぽ・他】ヴェノマニア公の狂気【中世物語風オリジナル】   | 神威がくぽ                  | 作詞・作曲                      | ●         | 鈴ノ助                                   | 4:38  | 同人         | 投稿時に自身のブログ上で「大罪シリーズ4曲目」と紹介。冒頭の効果音は著作権フリーの素材集を使用。 神威がくぽ扮するサテリアジス＝ヴェノマニアの名前の由来は、色情症である「サチリアジス」と「ニンフォマニア」、毒である「ヴェノム」から。                                                                               |
| 26 | '10        | 7          | 26         | ニコニコ動画 | 244              | 【神威がくぽ・他】ヴェノマニア公の狂気【中世物語風オリジナル】   | 初音ミク                    | 作詞・作曲                      | ●         | 鈴ノ助                                   | 4:38  | 同人         | 投稿時に自身のブログ上で「大罪シリーズ4曲目」と紹介。冒頭の効果音は著作権フリーの素材集を使用。 神威がくぽ扮するサテリアジス＝ヴェノマニアの名前の由来は、色情症である「サチリアジス」と「ニンフォマニア」、毒である「ヴェノム」から。                                                                               |
| 26 | '10        | 7          | 26         | ニコニコ動画 | 244              | 【神威がくぽ・他】ヴェノマニア公の狂気【中世物語風オリジナル】   | 巡音ルカ                    | 作詞・作曲                      | ●         | 鈴ノ助                                   | 4:38  | 商業         | 投稿時に自身のブログ上で「大罪シリーズ4曲目」と紹介。冒頭の効果音は著作権フリーの素材集を使用。 神威がくぽ扮するサテリアジス＝ヴェノマニアの名前の由来は、色情症である「サチリアジス」と「ニンフォマニア」、毒である「ヴェノム」から。                                                                               |
| 26 | '10        | 7          | 26         | ニコニコ動画 | 244              | 【神威がくぽ・他】ヴェノマニア公の狂気【中世物語風オリジナル】   | MEIKO                       | 作詞・作曲                      | ●         | 鈴ノ助                                   | 4:38  | 商業         | 投稿時に自身のブログ上で「大罪シリーズ4曲目」と紹介。冒頭の効果音は著作権フリーの素材集を使用。 神威がくぽ扮するサテリアジス＝ヴェノマニアの名前の由来は、色情症である「サチリアジス」と「ニンフォマニア」、毒である「ヴェノム」から。                                                                               |
| 26 | '10        | 7          | 26         | ニコニコ動画 | 244              | 【神威がくぽ・他】ヴェノマニア公の狂気【中世物語風オリジナル】   | GUMI                        | 作詞・作曲                      | ●         | 鈴ノ助                                   | 4:38  | 商業         | 投稿時に自身のブログ上で「大罪シリーズ4曲目」と紹介。冒頭の効果音は著作権フリーの素材集を使用。 神威がくぽ扮するサテリアジス＝ヴェノマニアの名前の由来は、色情症である「サチリアジス」と「ニンフォマニア」、毒である「ヴェノム」から。                                                                               |
| 27 | '10        | 8          | 3          | [ 動画 8 ]   | 40.2             | 【鏡音リン】トワイライトプランク【鏡音レン】                     | 鏡音リン                    | 編曲                            | ●         | 壱加                                     | 5:10  | 同人         | 舞台『悪ノ娘～凄艶のジェミニ～』公演に伴う新規書き下ろしの「リンレンバージョン」。原曲は同年1月27日の舞台にて、幼少期の王女役（水沢めい）/王子役（キャスト不明）、同作のサウンドトラックで下田麻美が歌唱。MV内における「Twiright Prank」のスペルは意図的なもの。                                                     |
| 27 | '10        | 8          | 3          | [ 動画 8 ]   | 40.2             | 【鏡音リン】トワイライトプランク【鏡音レン】                     | 鏡音レン                    | 編曲                            | ●         | 壱加                                     | 5:10  | 商業         | 舞台『悪ノ娘～凄艶のジェミニ～』公演に伴う新規書き下ろしの「リンレンバージョン」。原曲は同年1月27日の舞台にて、幼少期の王女役（水沢めい）/王子役（キャスト不明）、同作のサウンドトラックで下田麻美が歌唱。MV内における「Twiright Prank」のスペルは意図的なもの。                                                     |
| 28 | '10        | 8          | 12         | ニコニコ動画 | 24.9             | 黄燐の炎【鏡音リンオリジナル曲】                                 | 鏡音リン                    | 作詞・作曲                      | 義虎      | カザグルマ                               | 4:44  | 同人         | 投稿者はてとてと（情熱P）。mothyとしては珍しく曲ありきの作詞作業となった。 |
| 28 | '10        | 8          | 12         | YouTube      | 24.9             | 黄燐の炎【鏡音リンオリジナル曲】                                 | 鏡音リン                    | 作曲：てとてと（情熱Ｐ）        | 義虎      | カザグルマ                               | 4:44  | 同人         | 投稿者はてとてと（情熱P）。mothyとしては珍しく曲ありきの作詞作業となった。 |
| 29 | '10        | 9          | 1          | ニコニコ動画 | 56.8             | 【初音ミク】マダム・メリーゴーランド【オリジナル】               | 初音ミク                    | 作詞・作曲                      | ー        | Denki                                    | 3:50  | 同人         | チャリティ企画のためのアルバムに楽曲提供。mothy自身はあくまで「幸福の歌」であることを主張。当初、七つの大罪シリーズとの関連を否定せず、”if”の作品であるとされ、「メリーゴーランド」を名乗る人物の登場も仄めかされた。                                                                                                |
| 29 | '10        | 9          | 1          | ニコニコ動画 | 56.8             | 【初音ミク】マダム・メリーゴーランド【オリジナル】               | 初音ミク                    | 作詞・作曲                      | ー        | Denki                                    | 3:50  | 商業         | チャリティ企画のためのアルバムに楽曲提供。mothy自身はあくまで「幸福の歌」であることを主張。当初、七つの大罪シリーズとの関連を否定せず、”if”の作品であるとされ、「メリーゴーランド」を名乗る人物の登場も仄めかされた。                                                                                                |
| 30 | '10        | 12         | 17         | ニコニコ動画 | 66.9             | 【巡音ルカ・鏡音レン】赤い靴のパレード【初音ミク・鏡音リン】     | 巡音ルカ                    | 作曲：てとてと（情熱Ｐ）        | ー        | 影画：てんこ盛り(伝説のニラストレーター) | 4:44  | 同人         | 作詞のみ先に制作したことはmothy自身初の試み。 |
| 30 | '10        | 12         | 17         | ニコニコ動画 | 66.9             | 【巡音ルカ・鏡音レン】赤い靴のパレード【初音ミク・鏡音リン】     | 鏡音レン                    | 作曲：てとてと（情熱Ｐ）        | ー        | 影画：てんこ盛り(伝説のニラストレーター) | 4:44  | 同人         | 作詞のみ先に制作したことはmothy自身初の試み。 |
| 30 | '10        | 12         | 17         | ニコニコ動画 | 66.9             | 【巡音ルカ・鏡音レン】赤い靴のパレード【初音ミク・鏡音リン】     | 初音ミク                    | 作詞                            | ー        | 影画：てんこ盛り(伝説のニラストレーター) | 4:44  | 同人         | 作詞のみ先に制作したことはmothy自身初の試み。 |
| 30 | '10        | 12         | 17         | ニコニコ動画 | 66.9             | 【巡音ルカ・鏡音レン】赤い靴のパレード【初音ミク・鏡音リン】     | 鏡音リン                    | 作詞                            | ー        | 影画：てんこ盛り(伝説のニラストレーター) | 4:44  | 同人         | 作詞のみ先に制作したことはmothy自身初の試み。 |
| 31 | '11        | 5          | 9          | ニコニコ動画 | 46.7             | 【巡音ルカ】クロノ・ストーリー【鏡音リン・レン】                 | 巡音ルカ                    | 作詞・作曲                      | ー        | Rgveta                                   | 4:55  | 同人         | 1stアルバム『悪ノ王国 〜Evils Kingdom〜』の為の新規書き下ろし。自身のブログ上で、「アルバムのコンセプト上で必要だった、『置き去り月夜抄』と『ヴェノマニア公の狂気』の間の出来事を補完する為の曲」であるとコメント。「受けの良さより自分の好み」。尚、YouTubeにて、イラスト作画のRgvetaアカウントから英字幕版を投稿。 |
| 31 | '11        | 5          | 9          | ニコニコ動画 | 46.7             | 【巡音ルカ】クロノ・ストーリー【鏡音リン・レン】                 | 鏡音リン                    | 作詞・作曲                      | ー        | Rgveta                                   | 4:55  | 同人         | 1stアルバム『悪ノ王国 〜Evils Kingdom〜』の為の新規書き下ろし。自身のブログ上で、「アルバムのコンセプト上で必要だった、『置き去り月夜抄』と『ヴェノマニア公の狂気』の間の出来事を補完する為の曲」であるとコメント。「受けの良さより自分の好み」。尚、YouTubeにて、イラスト作画のRgvetaアカウントから英字幕版を投稿。 |
| 31 | '11        | 5          | 9          | YouTube      | 46.7             | 【巡音ルカ】クロノ・ストーリー【鏡音リン・レン】                 | 鏡音レン                    | 作詞・作曲                      | ー        | Rgveta                                   | 4:55  | 商業         | 1stアルバム『悪ノ王国 〜Evils Kingdom〜』の為の新規書き下ろし。自身のブログ上で、「アルバムのコンセプト上で必要だった、『置き去り月夜抄』と『ヴェノマニア公の狂気』の間の出来事を補完する為の曲」であるとコメント。「受けの良さより自分の好み」。尚、YouTubeにて、イラスト作画のRgvetaアカウントから英字幕版を投稿。 |
| 32 | '11        | 5          | 23         | ニコニコ動画 | 81.4             | 【初音ミク】眠らせ姫からの贈り物【中世物語風オリジナル】         | 初音ミク                    | 作詞・作曲                      | ●         | 壱加                                     | 5:38  |              | 初音ミク扮するマルガリータ=ブランケンハイムの由来は、実在するブランヴィリエ侯爵夫人から。【怠惰】のモチーフとして、「眠り姫」・「白雪姫」・「ラプンツェル」を思いつくが、なかなか決まらずに制作。 |
| 33 | '11        | 6          | 3          | ニコニコ動画 | 84.1             | 【鏡音レン】五番目のピエロ【オリジナル】                         | 鏡音レン                    | 作詞・作曲                      | ●         | 蒼茶                                     | 4:27  |              | マスタリング：Dios/シグナルP。 元は同人コンピレーション・アルバム『kagamination』の為に書き下ろしたが、七つの大罪シリーズ入り。自身のブログ上では、未発表の続きの楽曲があることを匂わせた。鏡音レンAppend初使用。 |
| 34 | '11        | 6          | 13         | ニコニコ動画 | 160              | 【KAITO】悪徳のジャッジメント【法廷物語風オリジナル】            | KAITO                       | 作詞・作曲                      | ●         | ゆーりん@北乃友利                        | 5:01  |              | エンブレムデザイン：mothy_悪ノP。 1stアルバム『悪ノ王国 〜Evils Kingdom〜』の為の新規書き下ろし。プロット段階の”ガレリアン”は、”冥界の主”の提案を受け入れた。イラスト担当のゆーりん@北乃友利からは、サムネ用に2パターンのイラストを提示され、迷いなく悪人面を選ぶ。                                                  |
| 35 | '11        | 10         | 29         | ニコニコ動画 | 104              | 【VOCALOID×8】茶番カプリシオ【オリジナル】                       | 鏡音リン                    | 作詞・作曲                      | ●         | 初                                       | 4:59  |              | マスタリング：daishi。 歌詞に登場する”ガラクタ”は、楽曲『追想のオルゴール』に登場する”ガラクタ”とは別物。 |
| 35 | '11        | 10         | 29         | ニコニコ動画 | 104              | 【VOCALOID×8】茶番カプリシオ【オリジナル】                       | 鏡音レン                    | 作詞・作曲                      | ●         | 初                                       | 4:59  |              | マスタリング：daishi。 歌詞に登場する”ガラクタ”は、楽曲『追想のオルゴール』に登場する”ガラクタ”とは別物。 |
| 35 | '11        | 10         | 29         | ニコニコ動画 | 104              | 【VOCALOID×8】茶番カプリシオ【オリジナル】                       | 初音ミク                    | 作詞・作曲                      | ●         | 初                                       | 4:59  |              | マスタリング：daishi。 歌詞に登場する”ガラクタ”は、楽曲『追想のオルゴール』に登場する”ガラクタ”とは別物。 |
| 35 | '11        | 10         | 29         | ニコニコ動画 | 104              | 【VOCALOID×8】茶番カプリシオ【オリジナル】                       | 巡音ルカ                    | 作詞・作曲                      | ●         | 初                                       | 4:59  |              | マスタリング：daishi。 歌詞に登場する”ガラクタ”は、楽曲『追想のオルゴール』に登場する”ガラクタ”とは別物。 |
| 35 | '11        | 10         | 29         | ニコニコ動画 | 104              | 【VOCALOID×8】茶番カプリシオ【オリジナル】                       | KAITO                       | 作詞・作曲                      | ●         | 初                                       | 4:59  |              | マスタリング：daishi。 歌詞に登場する”ガラクタ”は、楽曲『追想のオルゴール』に登場する”ガラクタ”とは別物。 |
| 35 | '11        | 10         | 29         | ニコニコ動画 | 104              | 【VOCALOID×8】茶番カプリシオ【オリジナル】                       | MEIKO                       | 作詞・作曲                      | ●         | 初                                       | 4:59  |              | マスタリング：daishi。 歌詞に登場する”ガラクタ”は、楽曲『追想のオルゴール』に登場する”ガラクタ”とは別物。 |
| 35 | '11        | 10         | 29         | ニコニコ動画 | 104              | 【VOCALOID×8】茶番カプリシオ【オリジナル】                       | 神威がくぽ                  | 作詞・作曲                      | ●         | 初                                       | 4:59  |              | マスタリング：daishi。 歌詞に登場する”ガラクタ”は、楽曲『追想のオルゴール』に登場する”ガラクタ”とは別物。 |
| 35 | '11        | 10         | 29         | ニコニコ動画 | 104              | 【VOCALOID×8】茶番カプリシオ【オリジナル】                       | GUMI                        | 作詞・作曲                      | ●         | 初                                       | 4:59  |              | マスタリング：daishi。 歌詞に登場する”ガラクタ”は、楽曲『追想のオルゴール』に登場する”ガラクタ”とは別物。 |
| 36 | '12        | 1          | 13         | ニコニコ動画 | 25               | 【初音ミク】プラトーの花【Append】                               | 初音ミク                    | 作詞・作曲                      | ー        | 憂                                       | 3:47  |              | 初音ミクAppend初使用。内容も含め、mothy自身も癖の強い楽曲として認知。 |
| 37 | '12        | 3          | 30         | [ 動画 9 ]   | 39.9             | 【KAITO】針音ノ時計塔【歌愛ユキ】                                | KAITO                       | 作詞・作曲                      | DNA       | ゆーりん@北乃友利                        | 5:40  |              | 小説『悪ノ娘 青のプレファッチオ』テーマ曲。原案：楽曲「ハートビート・クロックタワー」。歌愛ユキ初使用。「るりら」が歌詞に入っているが、「ぜんまい仕掛けの子守唄」シリーズではない。 |
| 37 | '12        | 3          | 30         | [ 動画 9 ]   | 39.9             | 【KAITO】針音ノ時計塔【歌愛ユキ】                                | KAITO                       | 作詞・作曲                      | DNA       | 壱加                                     | 5:40  |              | 小説『悪ノ娘 青のプレファッチオ』テーマ曲。原案：楽曲「ハートビート・クロックタワー」。歌愛ユキ初使用。「るりら」が歌詞に入っているが、「ぜんまい仕掛けの子守唄」シリーズではない。 |
| 37 | '12        | 3          | 30         | [ 動画 9 ]   | 39.9             | 【KAITO】針音ノ時計塔【歌愛ユキ】                                | KAITO                       | 作詞・作曲                      | DNA       | オサム                                   | 5:40  |              | 小説『悪ノ娘 青のプレファッチオ』テーマ曲。原案：楽曲「ハートビート・クロックタワー」。歌愛ユキ初使用。「るりら」が歌詞に入っているが、「ぜんまい仕掛けの子守唄」シリーズではない。 |
| 37 | '12        | 3          | 30         | [ 動画 9 ]   | 39.9             | 【KAITO】針音ノ時計塔【歌愛ユキ】                                | KAITO                       | 作詞・作曲                      | DNA       | 憂                                       | 5:40  |              | 小説『悪ノ娘 青のプレファッチオ』テーマ曲。原案：楽曲「ハートビート・クロックタワー」。歌愛ユキ初使用。「るりら」が歌詞に入っているが、「ぜんまい仕掛けの子守唄」シリーズではない。 |
| 37 | '12        | 3          | 30         | [ 動画 9 ]   | 39.9             | 【KAITO】針音ノ時計塔【歌愛ユキ】                                | KAITO                       | 作詞・作曲                      | DNA       | ばたこ                                   | 5:40  |              | 小説『悪ノ娘 青のプレファッチオ』テーマ曲。原案：楽曲「ハートビート・クロックタワー」。歌愛ユキ初使用。「るりら」が歌詞に入っているが、「ぜんまい仕掛けの子守唄」シリーズではない。 |
| 37 | '12        | 3          | 30         | [ 動画 9 ]   | 39.9             | 【KAITO】針音ノ時計塔【歌愛ユキ】                                | 歌愛ユキ                    | 作詞・作曲                      | DNA       | GAN                                      | 5:40  |              | 小説『悪ノ娘 青のプレファッチオ』テーマ曲。原案：楽曲「ハートビート・クロックタワー」。歌愛ユキ初使用。「るりら」が歌詞に入っているが、「ぜんまい仕掛けの子守唄」シリーズではない。 |
| 37 | '12        | 3          | 30         | [ 動画 9 ]   | 39.9             | 【KAITO】針音ノ時計塔【歌愛ユキ】                                | 歌愛ユキ                    | 作詞・作曲                      | DNA       | 初                                       | 5:40  |              | 小説『悪ノ娘 青のプレファッチオ』テーマ曲。原案：楽曲「ハートビート・クロックタワー」。歌愛ユキ初使用。「るりら」が歌詞に入っているが、「ぜんまい仕掛けの子守唄」シリーズではない。 |
| 37 | '12        | 3          | 30         | [ 動画 9 ]   | 39.9             | 【KAITO】針音ノ時計塔【歌愛ユキ】                                | 歌愛ユキ                    | 作詞・作曲                      | DNA       | 吉田ドンドリアン                         | 5:40  |              | 小説『悪ノ娘 青のプレファッチオ』テーマ曲。原案：楽曲「ハートビート・クロックタワー」。歌愛ユキ初使用。「るりら」が歌詞に入っているが、「ぜんまい仕掛けの子守唄」シリーズではない。 |
| 37 | '12        | 3          | 30         | [ 動画 9 ]   | 39.9             | 【KAITO】針音ノ時計塔【歌愛ユキ】                                | 歌愛ユキ                    | 作詞・作曲                      | DNA       | 雷鬼                                     | 5:40  |              | 小説『悪ノ娘 青のプレファッチオ』テーマ曲。原案：楽曲「ハートビート・クロックタワー」。歌愛ユキ初使用。「るりら」が歌詞に入っているが、「ぜんまい仕掛けの子守唄」シリーズではない。 |
| 37 | '12        | 3          | 30         | [ 動画 9 ]   | 39.9             | 【KAITO】針音ノ時計塔【歌愛ユキ】                                | 歌愛ユキ                    | 作詞・作曲                      | DNA       | 鈴ノ助                                   | 5:40  |              | 小説『悪ノ娘 青のプレファッチオ』テーマ曲。原案：楽曲「ハートビート・クロックタワー」。歌愛ユキ初使用。「るりら」が歌詞に入っているが、「ぜんまい仕掛けの子守唄」シリーズではない。 |
| 38 | '12        | 7          | 30         | ニコニコ動画 | 49..8            | 【MEIKO】魔女ザルムホーファーの逃亡【オリジナル】                | MEIKO                       | 作詞・作曲                      | 壱加      | 壱加                                     | 5:10  |              | mothy自身は、自分らしさのある楽曲と述懐。MEIKO扮する”メータ”の設定は長らくプロットにあったという。 |
| 39 | '12        | 12         | 4          | ニコニコ動画 | 25.3             | 【MAYU】チミドロスイッチ【オリジナル】                           | MAYU                        | 作詞・作曲                      | ●         | ゆーりん@北乃友利                        | 3:47  |              | 「VOCALOID™3 Library MAYU」同梱CDの為の書き下ろし。七つの大罪シリーズと関連がないことから、公式衣装でイラストを依頼。「個人的にはもっとエグくしても良かったかもなぁ」とコメント。 |
| 40 | '13        | 2          | 2          | ニコニコ動画 | 14.4             | 【巡音ルカ】僕らを見ていた【オリジナル】                         | 巡音ルカ                    | 作詞・作曲                      | ●         | 吉田ドンドリアン                         | 4:31  |              | 原案：小川未明『ある夜の星たちの話』 |
| 41 | '13        | 7          | 26         | ニコニコ動画 | 32.9             | 【VY1】拷問塔は眠らない【オリジナル】                            | VY1                         | 作詞・作編曲                    | THETA     | マルイノ                                 | 4:10  |              | MIX：T.Yamagami、Guitar：Tomoya Koga。VY1初使用。 本作の投稿を機に、メディアリミックスプロジェクト「拷問塔は眠らない 」始動。 |
| 41 | '13        | 7          | 26         | ニコニコ動画 | 32.9             | 【VY1】拷問塔は眠らない【オリジナル】                            | VY1                         | 編曲: T.Yamagami                | THETA     | マルイノ                                 | 4:10  |              | MIX：T.Yamagami、Guitar：Tomoya Koga。VY1初使用。 本作の投稿を機に、メディアリミックスプロジェクト「拷問塔は眠らない 」始動。 |
| 42 | '13        | 8          | 8          | ニコニコ動画 | 67               | 【GUMI】ネメシスの銃口【オリジナル】                             | GUMI                        | 作詞・作曲                      | ●         | 壱加                                     | 5:03  |              | 同月18日にYouTube投稿。以降、基本的に同日並行で投稿される。 |
| 43 | '13        | 10         | 15         | ニコニコ動画 | 17.2             | 【GUMI】魔道師二人旅～長壁と番人～【オリジナル】                 | GUMI                        | 作詞・作曲                      |           | 壱加                                     | 5:04  |              | mothy自身のブログ上では、楽曲「悪ノ娘」の革命から49年後、”大罪の器”を持ち去った人物の手がかりを得た”魔導師”達の旅路であることが示される。 |
| 43 | '13        | 10         | 15         | YouTube      | 48               | 【GUMI】魔道師二人旅～長壁と番人～【オリジナル】                 | GUMI                        | 作詞・作曲                      |           | 壱加                                     | 5:04  |              | mothy自身のブログ上では、楽曲「悪ノ娘」の革命から49年後、”大罪の器”を持ち去った人物の手がかりを得た”魔導師”達の旅路であることが示される。 |
| 44 | '15        | 1          | 31         | ニコニコ動画 | 25.8             | 【GUMI】グラスレッドの肖像【オリジナル】                         | GUMI                        | 作詞・作曲                      | △○□×      | 憂                                       | 6:05  |              | 2ndアルバム『七つの罪と罰』の為の新規書き下ろし。楽曲「ヴェノマニア公の狂気」から2年後。 |
| 44 | '15        | 1          | 31         | YouTube      | 90               | 【GUMI】グラスレッドの肖像【オリジナル】                         | GUMI                        | 作詞・作曲                      | △○□×      | 憂                                       | 6:05  |              | 2ndアルバム『七つの罪と罰』の為の新規書き下ろし。楽曲「ヴェノマニア公の狂気」から2年後。 |
| 45 | '15        | 2          | 13         | ニコニコ動画 | 55.2             | 【VOCALOID7+1】七つの罪と罰【オリジナル】                        | 鏡音レン                    | 作詞・作曲                      | お菊      | 壱加                                     | 5:33  |              | Guitar：Mitsuyasu Yanagita。 |
| 45 | '15        | 2          | 13         | ニコニコ動画 | 55.2             | 【VOCALOID7+1】七つの罪と罰【オリジナル】                        | 神威がくぽ                  | 作詞・作曲                      | お菊      | 壱加                                     | 5:33  |              | Guitar：Mitsuyasu Yanagita。 |
| 45 | '15        | 2          | 13         | ニコニコ動画 | 55.2             | 【VOCALOID7+1】七つの罪と罰【オリジナル】                        | MEIKO                       | 作詞・作曲                      | お菊      | 壱加                                     | 5:33  |              | Guitar：Mitsuyasu Yanagita。 |
| 45 | '15        | 2          | 13         | YouTube      | 378              | 【VOCALOID7+1】七つの罪と罰【オリジナル】                        | 鏡音リン                    | 作詞・作曲                      | お菊      | 壱加                                     | 5:33  |              | Guitar：Mitsuyasu Yanagita。 |
| 45 | '15        | 2          | 13         | YouTube      | 378              | 【VOCALOID7+1】七つの罪と罰【オリジナル】                        | 初音ミク                    | 作詞・作曲                      | お菊      | 壱加                                     | 5:33  |              | Guitar：Mitsuyasu Yanagita。 |
| 45 | '15        | 2          | 13         | YouTube      | 378              | 【VOCALOID7+1】七つの罪と罰【オリジナル】                        | 巡音ルカ                    | 作詞・作曲                      | お菊      | 壱加                                     | 5:33  |              | Guitar：Mitsuyasu Yanagita。 |
| 45 | '15        | 2          | 13         | YouTube      | 378              | 【VOCALOID7+1】七つの罪と罰【オリジナル】                        | KAITO                       | 作詞・作曲                      | お菊      | 壱加                                     | 5:33  |              | Guitar：Mitsuyasu Yanagita。 |
| 46 | '16        | 5          | 4          | ニコニコ動画 | 26.6             | 【猫村いろは、巡音ルカ】Maサバイバル【miki、Lily】               | 猫村いろは                  | 作詞・作曲                      | ー        | 壱加                                     | 5:57  |              | 同人アルバム『原罪物語―第2幕―』収録曲のアレンジ版。尚、YouTubeの「自殺、自傷行為、摂食障害に関するポリシー」による制限有り。 |
| 46 | '16        | 5          | 4          | ニコニコ動画 | 26.6             | 【猫村いろは、巡音ルカ】Maサバイバル【miki、Lily】               | 巡音ルカ                    | 作詞・作曲                      | ー        | 壱加                                     | 5:57  |              | 同人アルバム『原罪物語―第2幕―』収録曲のアレンジ版。尚、YouTubeの「自殺、自傷行為、摂食障害に関するポリシー」による制限有り。 |
| 46 | '16        | 5          | 4          | YouTube      | 111              | 【猫村いろは、巡音ルカ】Maサバイバル【miki、Lily】               | miki                        | 作詞・作曲                      | ー        | 壱加                                     | 5:57  |              | 同人アルバム『原罪物語―第2幕―』収録曲のアレンジ版。尚、YouTubeの「自殺、自傷行為、摂食障害に関するポリシー」による制限有り。 |
| 46 | '16        | 5          | 4          | YouTube      | 111              | 【猫村いろは、巡音ルカ】Maサバイバル【miki、Lily】               | Lily                        | 作詞・作曲                      | ー        | 壱加                                     | 5:57  |              | 同人アルバム『原罪物語―第2幕―』収録曲のアレンジ版。尚、YouTubeの「自殺、自傷行為、摂食障害に関するポリシー」による制限有り。 |
| 47 | '16        | 8          | 8          | [ 動画 10 ]  | 15.1             | 【MEIKO】英雄の鎧は常に紅く【中世物語風オリジナル】              | MEIKO                       | 作詞・作曲                      | ー        | 壱加                                     | 6:06  |              | ー |
| 47 | '16        | 8          | 8          | YouTube      | 76               | 【MEIKO】英雄の鎧は常に紅く【中世物語風オリジナル】              | MEIKO                       | 作詞・作曲                      | ー        | 壱加                                     | 6:06  |              | ー |
| 48 | '16        | 10         | 12         | [ 動画 11 ]  | 15.5             | 【鏡音レン】彼の王は泥より生まれた【中世物語風オリジナル】       | 鏡音レン                    | 作詞・作曲                      | ー        | 壱加                                     | 3:45  |              | ー |
| 48 | '16        | 10         | 12         | YouTube      | 47               | 【鏡音レン】彼の王は泥より生まれた【中世物語風オリジナル】       | 鏡音レン                    | 作詞・作曲                      | ー        | 壱加                                     | 3:45  |              | ー |
| 49 | '18        | 2          | 28         | ニコニコ動画 | 19.4             | 【鏡音レン】master of the heavenly yard【鏡音リン】              | 鏡音レン                    | 作詞・作曲                      | ー        | 壱加                                     | 15:54 |              | 前年初頒布のアルバム『master of the heavenly yard』をMV化。投稿日はmothy自身のボカロP活動10周年でもある。 |
| 49 | '18        | 2          | 28         | YouTube      | 104              | 【鏡音レン】master of the heavenly yard【鏡音リン】              | 鏡音レン                    | 作詞・作曲                      | ー        | 壱加                                     | 15:54 |              | 前年初頒布のアルバム『master of the heavenly yard』をMV化。投稿日はmothy自身のボカロP活動10周年でもある。 |
| 50 | '18        | 6          | 6          | ニコニコ動画 | 55.1             | 【鏡音レン】君はただ二回飛べばいい【オリジナル】                 | 鏡音レン                    | 作詞・作曲                      | ー        | ひでかず                                 | 4:37  |              | ー |
| 50 | '18        | 6          | 6          | YouTube      | 63               | 【鏡音レン】君はただ二回飛べばいい【オリジナル】                 | 鏡音レン                    | 作詞・作曲                      | ー        | ひでかず                                 | 4:37  |              | ー |
| 51 | '18        | 7          | 18         | ニコニコ動画 | 8.5              | 【鏡音リン】ぜんまい仕掛けの子守唄 -Key Of Word-【オリジナル】   | 鏡音リン                    | 作詞・作曲                      | ー        | ー                                       | 4:15  |              | ー |
| 51 | '18        | 7          | 18         | YouTube      | 47               | 【鏡音リン】ぜんまい仕掛けの子守唄 -Key Of Word-【オリジナル】   | 鏡音リン                    | 作詞・作曲                      | ー        | ー                                       | 4:15  |              | ー |
| 52 | '19        | 4          | 16         | ニコニコ動画 | 6.8              | 虚構のマスカレイド / MEIKO                                       | MEIKO                       | 作詞・作曲                      | ー        | あにら                                   | 4:07  |              | ブラウザゲーム『エンゲージプリンセス〜眠れる姫君と夢の魔法使い〜』の為の新規書き下ろし。 |
| 52 | '19        | 4          | 16         | YouTube      | 16               | 虚構のマスカレイド / MEIKO                                       | MEIKO                       | 作詞・作曲                      | ー        | あにら                                   | 4:07  |              | ブラウザゲーム『エンゲージプリンセス〜眠れる姫君と夢の魔法使い〜』の為の新規書き下ろし。 |
| 53 | '20        | 8          | 24         | ニコニコ動画 | 4                | 【公式】どこかで聞いた唄 / 猫村いろは【ぜんまい仕掛けの子守唄8】 | 猫村いろは                  | 作詞・作曲                      | ー        | ー                                       | 4:59  |              | ー |
| 53 | '20        | 8          | 24         | YouTube      | 20               | 【公式】どこかで聞いた唄 / 猫村いろは【ぜんまい仕掛けの子守唄8】 | 猫村いろは                  | 作詞・作曲                      | ー        | ー                                       | 4:59  |              | ー |
| 54 | '20        | 9          | 1          | [ 動画 12 ]  | 2.4              | 【公式】あの橋に誓って / 巡音ルカ【ぜんまい仕掛けの子守唄9】     | 巡音ルカ                    | 作詞・作曲                      | ー        | イラスト：壱加 ドット絵：？              | 4:16  |              | |
| 54 | '20        | 9          | 1          | YouTube      | 10               | 【公式】あの橋に誓って / 巡音ルカ【ぜんまい仕掛けの子守唄9】     | 巡音ルカ                    | 作詞・作曲                      | ー        | イラスト：壱加 ドット絵：？              | 4:16  |              | |
| 55 | '20        | 12         | 27         | YouTube      | 42.2             | 【公式】リグレットメッセージ / 鏡音リン                          | 鏡音リン                    | 作詞・作曲                      | ー        | 壱加                                     | 3:20  |              | 楽曲はニコニコ動画からのアレンジ版。MVも差替え。 |
| 56 | '20        | 12         | 27         | [ 動画 13 ]  | 3.5              | 【公式】Reach For The Stars ～待ち続けた手紙～ / 鏡音レン        | 鏡音レン                    | 作詞・作曲                      | ー        | ー                                       | 5:15  |              | 原曲はK-BOOKSのプレゼント企画CD『Triangle vol.1』に提供した「待ち続けた手紙」。原曲時点では、ボツ案が元となっていることから、"if"作品とされた。 |
| 56 | '20        | 12         | 27         | YouTube      | 27               | 【公式】Reach For The Stars ～待ち続けた手紙～ / 鏡音レン        | 鏡音レン                    | 作詞・作曲                      | ー        | ー                                       | 5:15  |              | 原曲はK-BOOKSのプレゼント企画CD『Triangle vol.1』に提供した「待ち続けた手紙」。原曲時点では、ボツ案が元となっていることから、"if"作品とされた。 |
| 57 | '21        | 2          | 25         | ニコニコ動画 | 2                | 【mothy】モウモク少女とテンシ様 / 初音ミク【Official】           | 初音ミク                    | 作詞・作曲                      | ー        | 壱加                                     | 3:55  |              | |
| 57 | '21        | 2          | 25         | YouTube      | 13               | 【mothy】モウモク少女とテンシ様 / 初音ミク【Official】           | 初音ミク                    | 作詞・作曲                      | ー        | 壱加                                     | 3:55  |              | |
| 58 | '21        | 3          | 29         | ニコニコ動画 | 2.5              | 【mothy】臆病な黒鳥の唄 / 初音ミク【Official】                   | 初音ミク                    | 作詞・作曲                      | ー        | 壱加                                     | 3:43  |              | |
| 58 | '21        | 3          | 29         | YouTube      | 16               | 【mothy】臆病な黒鳥の唄 / 初音ミク【Official】                   | 初音ミク                    | 作詞・作曲                      | ー        | 壱加                                     | 3:43  |              | |
| 59 | '21        | 10         | 31         | ニコニコ動画 | 2.2              | 【mothy】鋼鉄令嬢リリアルネ / 鏡音リン【Official】               | 鏡音リン                    | 作詞・作曲                      | ー        | △○□×                                     | 4:06  |              | マスタリング：Dios/シグナルP |
| 59 | '21        | 10         | 31         | YouTube      | 10               | 【mothy】鋼鉄令嬢リリアルネ / 鏡音リン【Official】               | 鏡音リン                    | 作詞・作曲                      | ー        | △○□×                                     | 4:06  |              | マスタリング：Dios/シグナルP |
| 60 | '22        | 2          | 28         | ニコニコ動画 | 10.3             | 【mothy】去り人達のワルツ / 鏡音リン【official】                 | 鏡音リン                    | 作詞・作曲                      | ー        | 壱加                                     | 4:05  |              | 効果音素材：効果音ラボ |
| 60 | '22        | 2          | 28         | YouTube      | 89               | 【mothy】去り人達のワルツ / 鏡音リン【official】                 | 鏡音リン                    | 作詞・作曲                      | ー        | 壱加                                     | 4:05  |              | 効果音素材：効果音ラボ |
| 61 | '23        | 8          | 3          | ニコニコ動画 | 1.3              | 【mothy】双兎が来りて笛を吹く / 鏡音リン・レン【official】       | 鏡音リン                    | 作詞・作曲                      | ●         | 壱加                                     | 4:04  |              | |
| 61 | '23        | 8          | 3          | YouTube      | 11               | 【mothy】双兎が来りて笛を吹く / 鏡音リン・レン【official】       | 鏡音レン                    | 作詞・作曲                      | ●         | 壱加                                     | 4:04  |              | |
| 62 | '23        | 11         | 11         | ニコニコ動画 | 3.8              | 【mothy】アトリエ オルロージュ / 重音テトSV【official】          | 重音テト                    | 作詞・作曲                      | ●         | 壱加                                     | 4:10  |              | |
| 62 | '23        | 11         | 11         | YouTube      | 48               | 【mothy】アトリエ オルロージュ / 重音テトSV【official】          | 重音テト                    | 作詞・作曲                      | ●         | 壱加                                     | 4:10  |              | |
| 63 | '24        | 12         | 20         | ニコニコ動画 | 1.6              | 【mothy】千年の誓いの果てに / 初音ミク【official】               | 初音ミク                    | 作詞・作曲                      | お菊      | 壱加                                     | 6:28  |              | |
| 63 | '24        | 12         | 20         | YouTube      | 22               | 【mothy】千年の誓いの果てに / 初音ミク【official】               | 初音ミク                    | 作詞・作曲                      | お菊      | 壱加                                     | 6:28  |              | |
| 64 | '25        | 7          | 28         | [ 動画 14 ]  |                  | 【mothy】夕闇伯爵の招待状 / 氷山キヨテル【official】             | 氷山キヨテル                | 作詞・作曲                      | ●         | 壱加                                     | 3:36  |              | |
|    |            |            |            |              |                  |                                                                  |                             |                                 |           |                                          |       |              | |

### 商業アルバム
| #   | タイトル                         | 作詞・作曲  | 編曲        | feet.                                              | 時間 |
| --- | -------------------------------- | ----------- | ----------- | -------------------------------------------------- | ---- |
| 1.  | 「moonlit bear」                 | mothy_悪ノP | mothy_悪ノP | 初音ミク＆KAITO                                    | 6:51 |
| 2.  | 「置き去り月夜抄」               | mothy_悪ノP | mothy_悪ノP | 鏡音リン＆鏡音レン                                 | 3:55 |
| 3.  | 「クロノ・ストーリー」           | mothy_悪ノP | mothy_悪ノP | 巡音ルカ＆鏡音リン＆鏡音レン                       | 4:55 |
| 4.  | 「ヴェノマニア公の狂気」         | mothy_悪ノP | mothy_悪ノP | 神威がくぽ＆初音ミク＆巡音ルカ＆MEIKO＆GUMI＆KAITO | 3:30 |
| 5.  | 「悪食娘コンチータ」             | mothy_悪ノP | mothy_悪ノP | MEIKO＆鏡音リン＆鏡音レン                          | 3:30 |
| 6.  | 「トワイライトプランク」         | mothy_悪ノP | mothy_悪ノP | 鏡音リン＆鏡音レン                                 | 5:01 |
| 7.  | 「悪ノ娘」                       | mothy_悪ノP | mothy_悪ノP | 鏡音リン                                           | 4:35 |
| 8.  | 「悪ノ召使」                     | mothy_悪ノP | mothy_悪ノP | 鏡音レン                                           | 4:49 |
| 9.  | 「リグレットメッセージ」         | mothy_悪ノP | mothy_悪ノP | 鏡音リン                                           | 3:22 |
| 10. | 「白ノ娘」                       | mothy_悪ノP | mothy_悪ノP | 弱音ハク（初音ミク）                               | 4:54 |
| 11. | 「Re_birthday」                  | mothy_悪ノP | mothy_悪ノP | 鏡音レン                                           | 4:17 |
| 12. | 「円尾坂の仕立屋」               | mothy_悪ノP | mothy_悪ノP | 巡音ルカ                                           | 6:24 |
| 13. | 「悪徳のジャッジメント」         | mothy_悪ノP | mothy_悪ノP | KAITO                                              | 5:01 |
| 14. | 「箱庭の少女」                   | mothy_悪ノP | mothy_悪ノP | 初音ミク                                           | 5:21 |
| 15. | 「ハートビート・クロックタワー」 | mothy_悪ノP | mothy_悪ノP | KAITO                                              | 4:30 |
| 16. | タイトルなし                     | mothy_悪ノP | ―           | 鏡音リン＆鏡音レン                                 |      |

| #   | タイトル                     | 作詞・作曲  | 編曲        | feet.                                                        |
| --- | ---------------------------- | ----------- | ----------- | ------------------------------------------------------------ |
| 1.  | 「七つの罪と罰」             | mothy_悪ノP | mothy_悪ノP | 神威がくぽ＆MEIKO＆鏡音リン＆初音ミク＆巡音ルカ＆KAITO＆GUMI |
| 2.  | 「ヴェノマニア公の狂気」     | mothy_悪ノP | mothy_悪ノP | 神威がくぽ＆初音ミク＆巡音ルカ＆MEIKO＆GUMI＆KAITO           |
| 3.  | 「グラスレッドの肖像」       | mothy_悪ノP | ―           | GUMI                                                         |
| 4.  | 「悪食娘コンチータ」         | mothy_悪ノP | mothy_悪ノP | MEIKO＆鏡音リン＆鏡音レン                                    |
| 5.  | 「Drug Of Gold」             | mothy_悪ノP | ―           | KAITO                                                        |
| 6.  | 「悪ノ娘」                   | mothy_悪ノP | mothy_悪ノP | 鏡音リン                                                     |
| 7.  | 「悪ノ召使」                 | mothy_悪ノP | mothy_悪ノP | 鏡音レン                                                     |
| 8.  | 「眠らせ姫からの贈り物」     | mothy_悪ノP | mothy_悪ノP | 初音ミク                                                     |
| 9.  | 「五番目のピエロ」           | mothy_悪ノP | mothy_悪ノP | 鏡音レン                                                     |
| 10. | 「円尾坂の仕立屋」           | mothy_悪ノP | mothy_悪ノP | 巡音ルカ                                                     |
| 11. | 「野ざらしの首、鬼ヶ島にて」 | mothy_悪ノP | ―           | 神威がくぽ                                                   |
| 12. | 「悪徳のジャッジメント」     | mothy_悪ノP | mothy_悪ノP | KAITO                                                        |
| 13. | 「箱庭の少女」               | mothy_悪ノP | mothy_悪ノP | 初音ミク                                                     |
| 14. | 「ネメシスの銃口」           | mothy_悪ノP | mothy_悪ノP | GUMI                                                         |
| 15. | 「最後のリボルバー」         | mothy_悪ノP | mothy_悪ノP | GUMI                                                         |

| #  | タイトル                               | 作詞・作曲  | 編曲 | feet.           |
| -- | -------------------------------------- | ----------- | ---- | --------------- |
| 1. | 「悪ノ娘ト召使」                       | mothy_悪ノP | ―    | ―               |
| 2. | 「樹の乙女～千年のヴィーゲンリート～」 | mothy_悪ノP | ―    | 初音ミク        |
| 3. | 「ベルゼニアの悪食娘」                 | mothy_悪ノP | ―    | ―               |
| 4. | 「針音ノ時計塔 -handbeat clocktower-」 | mothy_悪ノP | ―    | KAITO＆歌愛ユキ |

### 同人アルバム
| #   | タイトル                   | 作詞・作曲  | 編曲                    | feet.              |
| --- | -------------------------- | ----------- | ----------------------- | ------------------ |
| 1.  | 「悪ノ娘」                 | mothy_悪ノP | mothy_悪ノP             | 鏡音リン           |
| 2.  | 「悪ノ召使」               | mothy_悪ノP | mothy_悪ノP             | 鏡音レン           |
| 3.  | 「言葉遊び」               | mothy_悪ノP | mothy_悪ノP             | 鏡音リン           |
| 4.  | 「ぜんまい仕掛けの子守唄」 | mothy_悪ノP | mothy_悪ノP             | 鏡音リン           |
| 5.  | 「置き去り月夜抄」         | mothy_悪ノP | mothy_悪ノP             | 鏡音リン＆鏡音レン |
| 6.  | 「箱庭の少女」             | mothy_悪ノP | mothy_悪ノP             | 初音ミク           |
| 7.  | 「悪食娘コンチータ」       | mothy_悪ノP | mothy_悪ノP             | MEIKO              |
| 8.  | 「10分の恋」               | mothy_悪ノP | mothy_悪ノP             | 鏡音リン           |
| 9.  | 「リグレットメッセージ」   | mothy_悪ノP | mothy_悪ノP             | 鏡音リン           |
| 10. | 「re_birthday」            | mothy_悪ノP | mothy_悪ノP             | 鏡音レン           |
| 11. | 「South North Story」      | mothy_悪ノP | 編曲・ギター：ゆにめもP | 鏡音リン＆鏡音レン |

| #  | タイトル                                | 作詞・作曲  | 編曲                    | feet.              |
| -- | --------------------------------------- | ----------- | ----------------------- | ------------------ |
| 1. | 「ネジと歯車とプライド」                | mothy_悪ノP | 編曲・ギター：ゆにめもP | 鏡音リン＆鏡音リン |
| 2. | 「South North Story」                   | mothy_悪ノP | 編曲・ギター：ゆにめもP | 鏡音リン＆鏡音リン |
| 3. | 「ネジと歯車とプライド (instrumental)」 | mothy_悪ノP | 編曲・ギター：ゆにめもP | ―                  |
| 4. | 「South North Story (instrumental)」    | mothy_悪ノP | 編曲・ギター：ゆにめもP | ―                  |

| #  | タイトル                               | 作詞・作曲  | 編曲        | feet.                     |
| -- | -------------------------------------- | ----------- | ----------- | ------------------------- |
| 1. | 「moonlit bear」                       | mothy_悪ノP | ―           | 初音ミク＆KAITO           |
| 2. | 「ハートビート・クロックタワー」       | mothy_悪ノP | ―           | KAITO＆鏡音リン＆鏡音レン |
| 3. | 「白ノ娘」                             | mothy_悪ノP | ―           | 弱音ハク（初音ミク）      |
| 4. | 「僕とカエルのラブロマンス」           | mothy_悪ノP | ―           | 鏡音レン                  |
| 5. | 「悪ノ娘～velvet mix～」               | mothy_悪ノP | mothy_悪ノP | 鏡音リン                  |
| 6. | 「悪ノ召使～velvet mix～」             | mothy_悪ノP | mothy_悪ノP | 鏡音レン                  |
| 7. | 「リグレットメッセージ～velvet mix～」 | mothy_悪ノP | mothy_悪ノP | 鏡音リン                  |

| #   | タイトル                                         | 作詞・作曲  | 編曲                    | feet.                                              |
| --- | ------------------------------------------------ | ----------- | ----------------------- | -------------------------------------------------- |
| 1.  | 「森へようこそ(instrumental)」                   | mothy_悪ノP | ―                       | ―                                                  |
| 2.  | 「master of the graveyard」                      | mothy_悪ノP | ―                       | MEIKO＆鏡音リン＆鏡音レン                          |
| 3.  | 「moonlit bear」                                 | mothy_悪ノP | ―                       | 初音ミク＆KAITO                                    |
| 4.  | 「最後のリボルバー」                             | mothy_悪ノP | ―                       | GUMI                                               |
| 5.  | 「ハートビート・クロックタワー(FOREST VERSION)」 | mothy_悪ノP | mothy_悪ノP             | KAITO＆鏡音リン＆鏡音レン                          |
| 6.  | 「円尾坂の仕立屋」                               | mothy_悪ノP | ―                       | 巡音ルカ                                           |
| 7.  | 「ヴェノマニア公の狂気」                         | mothy_悪ノP | ―                       | 神威がくぽ＆初音ミク＆巡音ルカ＆MEIKO＆GUMI＆KAITO |
| 8.  | 「無口な君へ」                                   | mothy_悪ノP | mothy_悪ノP             | 鏡音リン                                           |
| 9.  | 「白ノ娘」                                       | mothy_悪ノP | mothy_悪ノP             | 弱音ハク（初音ミク）                               |
| 10. | 「ネジと歯車とプライド」                         | mothy_悪ノP | 編曲・ギター：ゆにめもP | 鏡音リン＆鏡音レン                                 |
| 11. | 「トワイライトプランク(feat.鏡音リン・レン)」    | mothy_悪ノP | mothy_悪ノP             | 鏡音リン＆鏡音レン                                 |

| #  | タイトル                     | 作詞・作曲  | 編曲        | feet.                        |
| -- | ---------------------------- | ----------- | ----------- | ---------------------------- |
| 1. | 「悪徳のジャッジメント」     | mothy_悪ノP | mothy_悪ノP | KAITO                        |
| 2. | 「クロノ・ストーリー」       | mothy_悪ノP | mothy_悪ノP | 巡音ルカ＆鏡音リン＆鏡音レン |
| 3. | 「追想のオルゴール」         | mothy_悪ノP | ―           | 巡音ルカ                     |
| 4. | 「マダム・メリーゴーランド」 | mothy_悪ノP | mothy_悪ノP | 初音ミク                     |
| 5. | 「ウェンディ」               | mothy_悪ノP | mothy_悪ノP | 鏡音リン                     |
| 6. | 「砂漠のBLUEBIRD」           | mothy_悪ノP | mothy_悪ノP | 鏡音リン＆鏡音レン           |

| #   | タイトル                               | 作詞・作曲  | 編曲        | feet.                                                                  |
| --- | -------------------------------------- | ----------- | ----------- | ---------------------------------------------------------------------- |
| 1.  | 「開廷5分前(instrumental)」            | mothy_悪ノP | ―           | ―                                                                      |
| 2.  | 「master of the court」                | mothy_悪ノP | ―           | 初音ミク                                                               |
| 3.  | 「クロノ・ストーリー」                 | mothy_悪ノP | mothy_悪ノP | 巡音ルカ＆鏡音リン＆鏡音レン                                           |
| 4.  | 「追想のオルゴール」                   | mothy_悪ノP | mothy_悪ノP | 巡音ルカ                                                               |
| 5.  | 「樹の乙女～千年のヴィーゲンリート～」 | mothy_悪ノP | ―           | 初音ミク                                                               |
| 6.  | 「眠らせ姫からの贈り物」               | mothy_悪ノP | mothy_悪ノP | 初音ミク                                                               |
| 7.  | 「五番目のピエロ」                     | mothy_悪ノP | mothy_悪ノP | 鏡音レン＆巡音ルカ＆GUMI                                               |
| 8.  | 「マダム・メリーゴーランド」           | mothy_悪ノP | mothy_悪ノP | 初音ミク                                                               |
| 9.  | 「悪徳のジャッジメント」               | mothy_悪ノP | mothy_悪ノP | KAITO                                                                  |
| 10. | 「茶番カプリシオ」                     | mothy_悪ノP | ―           | 初音ミク＆鏡音リン＆鏡音レン＆巡音ルカ＆MEIKO＆KAITO＆神威がくぽ＆GUMI |
| 11. | 「赤い靴のパレード」                   | mothy_悪ノP | mothy_悪ノP | 初音ミク＆鏡音リン＆鏡音レン＆巡音ルカ                                 |

| #  | タイトル                                            | 作詞・作曲  | 編曲        | feet.                         |
| -- | --------------------------------------------------- | ----------- | ----------- | ----------------------------- |
| 1. | 「預言者メリーゴーランド(instrumental)」            | mothy_悪ノP | ―           | ―                             |
| 2. | 「「Ma」計画」                                      | mothy_悪ノP | ―           | 初音ミク＆KAITO＆氷山キヨテル |
| 3. | 「魔女ザルムホーファーの逃亡」                      | mothy_悪ノP | ―           | MEIKO                         |
| 4. | 「moonlit bear（New Version）」                     | mothy_悪ノP | mothy_悪ノP | 初音ミク＆KAITO               |
| 5. | 「「Ma」計画（Off Vocal Version）」                 | mothy_悪ノP | ―           | ―                             |
| 6. | 「魔女ザルムホーファーの逃亡（Off Vocal Version）」 | mothy_悪ノP | ―           | ―                             |
| 7. | 「moonlit bear（Off Vocal Version）」               | mothy_悪ノP | mothy_悪ノP | ―                             |

| #  | タイトル                                                         | 作詞・作曲  | 編曲        | feet.                            |
| -- | ---------------------------------------------------------------- | ----------- | ----------- | -------------------------------- |
| 1. | 「「Ma」サバイバル - 生き残るのは誰だ？ -」                      | mothy_悪ノP | ―           | 猫村いろは＆巡音ルカ＆miki＆Lily |
| 2. | 「奇跡の行方 - CATASTROPHE -」                                   | mothy_悪ノP | ―           | 巡音ルカ                         |
| 3. | 「クロックワーカー - 追想のオルゴール -」                        | mothy_悪ノP | mothy_悪ノP | 氷山キヨテル                     |
| 4. | 「「Ma」サバイバル - 生き残るのは誰だ？ -（Off Vocal Version）」 | mothy_悪ノP | ―           | ―                                |
| 5. | 「奇跡の行方 - CATASTROPHE -（Off Vocal Version）」              | mothy_悪ノP | ―           | ―                                |
| 6. | 「クロックワーカー - 追想のオルゴール -（Off Vocal Version）」   | mothy_悪ノP | ―           | ―                                |

| #   | タイトル                                  | 作詞・作曲  | 編曲        | feet.                    |
| --- | ----------------------------------------- | ----------- | ----------- | ------------------------ |
| 1.  | 「master of the hellish yard」            | mothy_悪ノP | ―           | GUMI                     |
| 2.  | 「ネメシスの銃口」                        | mothy_悪ノP | ―           | GUMI                     |
| 3.  | 「最後のリボルバー [Nemesis Version]」    | mothy_悪ノP | mothy_悪ノP | GUMI                     |
| 4.  | 「そして少女は狂いだした ～終末月夜抄～」 | mothy_悪ノP | ―           | GUMI＆鏡音リン＆鏡音レン |
| 5.  | 「魔道師二人旅～長壁と番人～」            | mothy_悪ノP | ―           | GUMI                     |
| 6.  | 「またたき」                              | mothy_悪ノP | ―           | 鏡音リン                 |
| 7.  | 「針音ノ時計塔」                          | mothy_悪ノP | ―           | KAITO＆歌愛ユキ          |
| 8.  | 「プラトーの花」                          | mothy_悪ノP | ―           | 初音ミク                 |
| 9.  | 「チミドロスイッチ」                      | mothy_悪ノP | ―           | MAYU                     |
| 10. | 「僕らを見ていた」                        | mothy_悪ノP | ―           | 巡音ルカ                 |

| #   | タイトル                                  | 作詞・作曲  | 編曲        | feet.                            |
| --- | ----------------------------------------- | ----------- | ----------- | -------------------------------- |
| 1.  | 「序曲 預言者メリーゴーランド」           | mothy_悪ノP | ―           | ―                                |
| 2.  | 「第1幕1曲 Queen Of The Glass」           | mothy_悪ノP | ―           | 初音ミク                         |
| 3.  | 「第1幕2曲 「Ma」計画」                   | mothy_悪ノP | ―           | 初音ミク＆KAITO＆氷山キヨテル    |
| 4.  | 「第1幕3曲 魔女ザルムホーファーの逃亡」   | mothy_悪ノP | mothy_悪ノP | MEIKO                            |
| 5.  | 「第1幕4曲 moonlit bear」                 | mothy_悪ノP | mothy_悪ノP | 初音ミク＆KAITO                  |
| 6.  | 「幕間禁曲 バリーゾールの子供は一人っ子」 | mothy_悪ノP | ―           | 鏡音レン＆鏡音リン               |
| 7.  | 「第2幕1曲 「Ma」サバイバル」             | mothy_悪ノP | mothy_悪ノP | 猫村いろは＆巡音ルカ＆miki＆Lily |
| 8.  | 「第2幕2曲 奇跡の行方」                   | mothy_悪ノP | mothy_悪ノP | 巡音ルカ                         |
| 9.  | 「第2幕3曲 追想のオルゴール」             | mothy_悪ノP | mothy_悪ノP | 巡音ルカ                         |
| 10. | 「第3幕1曲 どこかで聞いた唄」             | mothy_悪ノP | mothy_悪ノP | 猫村いろは                       |
| 11. | 「第3幕2曲 置き去り月夜抄」               | mothy_悪ノP | mothy_悪ノP | 鏡音リン＆鏡音レン               |
| 12. | 「第3幕3曲 クロノ・ストーリー」           | mothy_悪ノP | mothy_悪ノP | 巡音ルカ                         |

| #  | タイトル                                    | 作詞・作曲  | 編曲 | feet.    |
| -- | ------------------------------------------- | ----------- | ---- | -------- |
| 1. | 「英雄の鎧は常に紅く」                      | mothy_悪ノP | ―    | MEIKO    |
| 2. | 「逆さ墓標のネオマリア」                    | mothy_悪ノP | ―    | MAYU     |
| 3. | 「あの橋に誓って」                          | mothy_悪ノP | ―    | 巡音ルカ |
| 4. | 「英雄の鎧は常に紅く(Off Vocal Version)」   | mothy_悪ノP | ―    | ―        |
| 5. | 「逆さ墓標のネオマリア(Off Vocal Version)」 | mothy_悪ノP | ―    | ―        |
| 6. | 「あの橋に誓って(Off Vocal Version)」       | mothy_悪ノP | ―    | ―        |

| #  | タイトル                                           | 作詞・作曲  | 編曲 | feet.                                             |
| -- | -------------------------------------------------- | ----------- | ---- | ------------------------------------------------- |
| 1. | 「master of the heavenly yard」                    | mothy_悪ノP | ―    | 鏡音リン＆鏡音レン＆初音ミク＆MEIKO＆巡音ルカ、他 |
| 2. | 「master of the heavenly yard(Off Vocal Version)」 | mothy_悪ノP | ―    | ―                                                 |

| #   | タイトル                                 | 作詞・作曲  | 編曲        | feet.                                                                  |
| --- | ---------------------------------------- | ----------- | ----------- | ---------------------------------------------------------------------- |
| 1.  | 「ぜんまい仕掛けの子守唄 -Key Of Word-」 | mothy_悪ノP | mothy_悪ノP | 鏡音リン                                                               |
| 2.  | 「箱庭の少女」                           | mothy_悪ノP | mothy_悪ノP | 初音ミク                                                               |
| 3.  | 「Re_birthday」                          | mothy_悪ノP | mothy_悪ノP | 鏡音レン                                                               |
| 4.  | 「ハートビート・クロックタワー」         | mothy_悪ノP | mothy_悪ノP | KAITO                                                                  |
| 5.  | 「クロノ・ストーリー」                   | mothy_悪ノP | mothy_悪ノP | 巡音ルカ＆鏡音リン＆鏡音レン                                           |
| 6.  | 「茶番カプリシオ」                       | mothy_悪ノP | mothy_悪ノP | 初音ミク＆鏡音リン＆鏡音レン＆巡音ルカ＆MEIKO＆KAITO＆神威がくぽ＆GUMI |
| 7.  | 「七つの罪と罰」                         | mothy_悪ノP | mothy_悪ノP | 鏡音レン＆神威がくぽ＆MEIKO＆鏡音レン＆初音ミク＆巡音ルカ＆KAITO＆GUMI |
| 8.  | 「どこかで聞いた唄」                     | mothy_悪ノP | mothy_悪ノP | 猫村いろは                                                             |
| 9.  | 「あの橋に誓って」                       | mothy_悪ノP | mothy_悪ノP | 巡音ルカ                                                               |
| 10. | 「バニカ・コンチェルト！！」             | mothy_悪ノP | ―           | MEIKO＆鏡音リン＆鏡音レン                                              |
| 11. | 「悪の因果は終わらない」                 | mothy_悪ノP | ―           | 初音ミク                                                               |
| 12. | 「ソング オブ サードピリオド」           | mothy_悪ノP | ―           | 初音ミク＆鏡音リン＆鏡音レン＆巡音ルカ＆MEIKO＆KAITO＆神威がくぽ＆GUMI |

| #   | タイトル                                   | 作詞・作曲  | 編曲        | feet.              |
| --- | ------------------------------------------ | ----------- | ----------- | ------------------ |
| 1.  | 「創世少女グレーテル」                     | mothy_悪ノP | ―           | 鏡音リン           |
| 2.  | 「虚構のマスカレイド」                     | mothy_悪ノP | mothy_悪ノP | MEIKO              |
| 3.  | 「君はただ二回飛べばいい」                 | mothy_悪ノP | mothy_悪ノP | 鏡音レン           |
| 4.  | 「拷問塔は眠らない」                       | mothy_悪ノP | mothy_悪ノP | VY1                |
| 5.  | 「合わせ鏡の使者」                         | mothy_悪ノP | mothy_悪ノP | 鏡音リン＆鏡音レン |
| 6.  | 「彼の王は泥より生まれた」                 | mothy_悪ノP | mothy_悪ノP | 鏡音レン           |
| 7.  | 「満月の実験室」                           | mothy_悪ノP | mothy_悪ノP | 鏡音リン           |
| 8.  | 「加速する僕とカエルのラブロマンス」       | mothy_悪ノP | mothy_悪ノP | 鏡音レン           |
| 9.  | 「Unlock Blackbox [ instrumental ]」       | mothy_悪ノP | mothy_悪ノP | ―                  |
| 10. | 「Reach For The Stars ～待ち続けた手紙～」 | mothy_悪ノP | mothy_悪ノP | 鏡音レン           |
| 11. | 「るりらるりらと響く唄（パレード）」       | mothy_悪ノP | mothy_悪ノP | 鏡音リン＆鏡音レン |
| 12. | 「終末少年ヘンゼル」                       | mothy_悪ノP | ―           | 鏡音レン           |

| #  | タイトル                                      | 作詞・作曲  | 編曲 | feet.                            |
| -- | --------------------------------------------- | ----------- | ---- | -------------------------------- |
| 1. | 「grEAT journey」                             | mothy_悪ノP | ―    | MEIKO＆鏡音リン＆鏡音レン＆KAITO |
| 2. | 「モウモク少女とテンシ様」                    | mothy_悪ノP | ―    | 初音ミク                         |
| 3. | 「臆病な黒鳥の唄」                            | mothy_悪ノP | ―    | 初音ミク                         |
| 4. | 「grEAT journey(Off Vocal Version)」          | mothy_悪ノP | ―    | ―                                |
| 5. | 「モウモク少女とテンシ様(Off Vocal Version)」 | mothy_悪ノP | ―    | ―                                |
| 6. | 「臆病な黒鳥の唄(Off Vocal Version)」         | mothy_悪ノP | ―    | ―                                |

| #   | タイトル                                | 作詞・作曲  | 編曲        | feet.              |
| --- | --------------------------------------- | ----------- | ----------- | ------------------ |
| 1.  | 「去り人達のワルツ」                    | mothy_悪ノP | ―           | 鏡音リン＆鏡音レン |
| 2.  | 「鋼鉄令嬢リリアルネ」                  | mothy_悪ノP | ―           | 鏡音レン           |
| 3.  | 「Outlaw&Marionette」                   | mothy_悪ノP | ―           | 鏡音レン           |
| 4.  | 「悪ノ娘」                              | mothy_悪ノP | mothy_悪ノP | 鏡音レン           |
| 5.  | 「悪ノ召使」                            | mothy_悪ノP | mothy_悪ノP | 鏡音レン           |
| 6.  | 「悪食娘コンチータ」                    | mothy_悪ノP | mothy_悪ノP | MEIKO              |
| 7.  | 「眠らせ姫からの贈り物」                | mothy_悪ノP | mothy_悪ノP | 初音ミク           |
| 8.  | 「円尾坂の仕立屋」                      | mothy_悪ノP | mothy_悪ノP | 巡音ルカ           |
| 9.  | 「悪徳のジャッジメント」                | mothy_悪ノP | mothy_悪ノP | KAITO              |
| 10. | 「去り人達のワルツ(Off Vocal Version)」 | mothy_悪ノP | ―           | ―                  |

| #  | タイトル                                            | 作詞・作曲  | 編曲        | feet.                |
| -- | --------------------------------------------------- | ----------- | ----------- | -------------------- |
| 1. | 「双兎が来りて笛を吹く」                            | mothy_悪ノP | ―           | 鏡音リン＆鏡音レン   |
| 2. | 「アトリエ オルロージュ」                           | mothy_悪ノP | ―           | 重音テト             |
| 3. | 「シスタークラリスの奇妙な一夜」                    | mothy_悪ノP | ―           | 結月ゆかり＆初音ミク |
| 4. | 「双兎が来りて笛を吹く(Off Vocal Version)」         | mothy_悪ノP | ―           | ―                    |
| 5. | 「アトリエ オルロージュ(Off Vocal Version)」        | mothy_悪ノP | mothy_悪ノP | ―                    |
| 6. | 「シスタークラリスの奇妙な一夜(Off Vocal Version)」 | mothy_悪ノP | mothy_悪ノP | ―                    |

| #   | タイトル                                            | 作詞・作曲  | 編曲 | feet.                         |
| --- | --------------------------------------------------- | ----------- | ---- | ----------------------------- |
| 1.  | 「語り部Y(Narration ＆ music)」                     | mothy_悪ノP | ―    | 結月ゆかり                    |
| 2.  | 「grEAT journey」                                   | mothy_悪ノP | ―    | MEIKO＆鏡音リン＆鏡音レン＆他 |
| 3.  | 「モウモク少女とテンシ様」                          | mothy_悪ノP | ―    | 初音ミク                      |
| 4.  | 「アトリエ オルロージュ」                           | mothy_悪ノP | ―    | 重音テト                      |
| 5.  | 「魔女と幸せの花」                                  | mothy_悪ノP | ―    | 初音ミク                      |
| 6.  | 「リストランテ シミテーロ(Narration ＆ music)」     | mothy_悪ノP | ―    | 結月ゆかり                    |
| 7.  | 「双兎が来りて笛を吹く」                            | mothy_悪ノP | ―    | 鏡音リン＆鏡音レン            |
| 8.  | 「臆病な黒鳥の唄」                                  | mothy_悪ノP | ―    | 初音ミク                      |
| 9.  | 「シスタークラリスの奇妙な一夜(Narration ＆ Song)」 | mothy_悪ノP | ―    | 結月ゆかり＆初音ミク          |
| 10. | 「食材の多い料理店」                                | mothy_悪ノP | ―    | KAITO                         |
| 11. | 「969」                                             | mothy_悪ノP | ―    | 重音テト                      |

### 音楽カード
同人活動において、復刻版として音楽カードの頒布も行った。
|     | 発売日                                     | 発売日      | 発売日      | タイトル             | 種別   | 収録曲 | 備考                                                                                               |
|     | 年                                         | 月          | 日          | タイトル             | 種別   | 収録曲 | 備考                                                                                               |
| --- | ------------------------------------------ | ----------- | ----------- | -------------------- | ------ | --- | -------------------------------------------------------------------------------------------------- |
| 1st | '09                                        | 11          | 17          | EVILS THEATER        | SONOCA | 曲目変更有無不明 | 同年5月17日初頒布の同名アルバムを復刻版として初頒布。                                              |
| 2nd |                                            |             |             |                      |        | 以下、カード化順確認中 | |
|     | '19                                        | 12          | 31          | 原罪物語-完全版-     |        | 曲目変更有無不明 | 2015年8月16日初頒布の同名アルバムを復刻版として初頒布。                                            |
|     | '22                                        | 11          | 12          | HISTORY OF 悪ノ娘    | SONOCA | \| # \| タイトル \| 作詞・作曲 \| 編曲 \| feet. \| \| --- \| ------------------------------------------ \| ----------- \| ----------- \| -------------------- \| \| 1. \| 「彼の王は泥より生まれた」 \| mothy_悪ノP \| mothy_悪ノP \| 鏡音レン \| \| 2. \| 「逆さ墓標のネオマリア」 \| mothy_悪ノP \| mothy_悪ノP \| MAYU \| \| 3. \| 「英雄の鎧は常に紅く」 \| mothy_悪ノP \| mothy_悪ノP \| MEIKO \| \| 4. \| 「あの橋に誓って」 \| mothy_悪ノP \| mothy_悪ノP \| 巡音ルカ \| \| 5. \| 「トワイライトプランク」 \| mothy_悪ノP \| mothy_悪ノP \| 鏡音リン＆鏡音レン \| \| 6. \| 「悪ノ娘」 \| mothy_悪ノP \| mothy_悪ノP \| 鏡音リン \| \| 7. \| 「悪ノ召使」 \| mothy_悪ノP \| mothy_悪ノP \| 鏡音レン \| \| 8. \| 「樹の乙女～千年のヴィーゲンリート～」 \| mothy_悪ノP \| mothy_悪ノP \| 初音ミク \| \| 9. \| 「リグレットメッセージ」 \| mothy_悪ノP \| mothy_悪ノP \| 鏡音リン \| \| 10. \| 「白ノ娘」 \| mothy_悪ノP \| mothy_悪ノP \| 弱音ハク（初音ミク） \| \| 11. \| 「またたき」 \| mothy_悪ノP \| mothy_悪ノP \| 鏡音リン \| \| 12. \| 「針音ノ時計塔」 \| mothy_悪ノP \| mothy_悪ノP \| KAITO＆歌愛ユキ \| \| 13. \| 「Reach For The Stars ～待ち続けた手紙～」 \| mothy_悪ノP \| mothy_悪ノP \| 鏡音レン \| | 「THE VOC@LOiD M@STER 49」にて初頒布。作画：壱加。楽曲MV「悪ノ娘」をオマージュした新規描き下ろし。 |
|     |                                            |             |             |                      |        | | |
| #   | タイトル                                   | 作詞・作曲  | 編曲        | feet.                |        | | |
| 1.  | 「彼の王は泥より生まれた」                 | mothy_悪ノP | mothy_悪ノP | 鏡音レン             |        | | |
| 2.  | 「逆さ墓標のネオマリア」                   | mothy_悪ノP | mothy_悪ノP | MAYU                 |        | | |
| 3.  | 「英雄の鎧は常に紅く」                     | mothy_悪ノP | mothy_悪ノP | MEIKO                |        | | |
| 4.  | 「あの橋に誓って」                         | mothy_悪ノP | mothy_悪ノP | 巡音ルカ             |        | | |
| 5.  | 「トワイライトプランク」                   | mothy_悪ノP | mothy_悪ノP | 鏡音リン＆鏡音レン   |        | | |
| 6.  | 「悪ノ娘」                                 | mothy_悪ノP | mothy_悪ノP | 鏡音リン             |        | | |
| 7.  | 「悪ノ召使」                               | mothy_悪ノP | mothy_悪ノP | 鏡音レン             |        | | |
| 8.  | 「樹の乙女～千年のヴィーゲンリート～」     | mothy_悪ノP | mothy_悪ノP | 初音ミク             |        | | |
| 9.  | 「リグレットメッセージ」                   | mothy_悪ノP | mothy_悪ノP | 鏡音リン             |        | | |
| 10. | 「白ノ娘」                                 | mothy_悪ノP | mothy_悪ノP | 弱音ハク（初音ミク） |        | | |
| 11. | 「またたき」                               | mothy_悪ノP | mothy_悪ノP | 鏡音リン             |        | | |
| 12. | 「針音ノ時計塔」                           | mothy_悪ノP | mothy_悪ノP | KAITO＆歌愛ユキ      |        | | |
| 13. | 「Reach For The Stars ～待ち続けた手紙～」 | mothy_悪ノP | mothy_悪ノP | 鏡音レン             |        | | |

### ストリーミング
鏡音リン・レンなどの発売元のクリプトン・フューチャー・メディア直営のレーベル「KarenT」よりネット配信。この他、mothy_悪ノP自身のYouTubeアカウントリリース機能など、複数のストリーミングサイトにて購入可能。
|     | 発売日 | 発売日 | 発売日 | タイトル      | 配信元 | 収録曲                 | 備考                                    |
|     | 年     | 月     | 日     | タイトル      | 配信元 | 収録曲                 | 備考                                    |
| --- | ------ | ------ | ------ | ------------- | ------ | ---------------------- | --------------------------------------- |
| 1st | '09    | 6      | 17     | EVILS THEATER | KarenT | 曲目変更有無確認中     | 同年5月17日初頒布の同名アルバムを配信。 |
| 2nd |        |        |        |               |        | 以下、カード化順確認中 |                                         |
|     | '10    | 8      | 10     | EVILS FOREST  | KarenT |                        |                                         |
|     | '11    | 9      | 2      | EVILS COURT   | KarenT |                        |                                         |

- 『EVILS FOREST』（KarenT、2010年8月10日発売）[151]
  1. 森へようこそ
  2. master of the graveyard(feat. 鏡音リン&鏡音レン&MEIKO)
  3. moonlit bear(feat. 初音ミク&KAITO)
  4. 最後のリボルバー(feat. メグッポイド)
  5. ハートビート・クロックタワー(feat. KAITO)
  6. 円尾坂の仕立屋(feat. 巡音ルカ)
  7. ヴェノマニア公の狂気(feat. がくっぽいど&初音ミク&巡音ルカ&MEIKO&メグッポイド)
  8. 無口な君へ(feat. 鏡音リン)
  9. 白ノ娘(feat. 弱音ハク(初音ミク))
  10. ネジと歯車とプライド(feat. 鏡音リン&鏡音レン)
  11. トワイライトプランク(feat. 鏡音リン&鏡音レン)

- 『EVILS COURT』（KarenT、2011年9月2日発売）[152]
  1. 開廷5分前(instrumental)
  2. master of the court (feat. 初音ミク)
  3. クロノ・ストーリー (feat. 巡音ルカ&鏡音リン&鏡音レン)
  4. 追想のオルゴール (feat. 巡音ルカ)
  5. 樹の乙女～千年のヴィーゲンリート～ (feat. 初音ミク)
  6. 眠らせ姫からの贈り物 (feat. 初音ミク)
  7. 五番目のピエロ (feat. 鏡音レン&巡音ルカ&メグッポイド)
  8. マダム・メリーゴーランド (feat. 初音ミク)
  9. 悪徳のジャッジメント (feat. KAITO)
  10. 茶番カプリシオ (feat. 初音ミク&鏡音リン&鏡音レン&巡音ルカ&MEIKO&KAITO&がくっぽいど&メグッポイド)
  11. 赤い靴のパレード (feat. 初音ミク&鏡音リン&鏡音レン&巡音ルカ)

### 楽曲提供・参加

#### 商業アルバム
- 『EXIT TUNES PRESENTS Supernova 2』（EXIT TUNES、2010年3月3日）
  - ネットで人気のミュージシャンの楽曲を収録したコンピレーション・アルバム。楽曲「満月の実験室」を提供。
- 『ECHO～チャリティ・デイズ～』（壽屋、2010年12月発売）[114][153][132]
  - ネットで人気のクリエイターによるチャリティのためのアルバム。収益は全て日本赤十字社へ。楽曲「マダム・メリーゴーランド」を提供。
- 『EXIT TUNES PRESENTS Supernova 3』（EXIT TUNES、2010年7月7日）
  - ネットで人気のミュージシャンの楽曲を収録したコンピレーション・アルバム。楽曲「砂漠のBLUEBIRD」を提供。
- 『VOCALO APPEND feat.初音ミク』（FARM RECORDS、2012年1月11日）
  - 「初音ミク APPEND」などの追加ライブラリを用いた楽曲を収録したコンピレーション・アルバム。楽曲「プラトーの花」を提供。
- 『Triangle vol.1』（K-BOOKS、配布時期不明、非売品）[17]
  - K-BOOKS店頭で開催されたプレゼントキャンペーンの合同アルバム第1弾。楽曲「待ち続けた手紙」を提供。
  - 提供楽曲の権利はK-BOOKSが有するため、のちにリメイク版「Reach For The Stars ～待ち続けた手紙～」を発表。
- 『Triangle vol.2』（K-BOOKS、2012年4月28日配布、非売品）[154][17]
  - K-BOOKS店頭で開催されたプレゼントキャンペーンの合同アルバム第2弾。楽曲「白いレンガと黒い喪服」を提供。
  - 自身のブログ上では、ノスタルジックな雰囲気を目指して制作したと述懐[10]。
  - 提供楽曲の権利はK-BOOKSが有する為、同人/商業アルバム収録やMVとしては未公開。
- 『EXIT TUNES PRESENTS Vocaloconnection feat.初音ミク』（EXIT TUNES、2012年8月1日）
  - EXIT TUNESボカロコンピシリーズの10作目。楽曲「魔女ザルムホーファーの逃亡」を提供。
- 漫画『ヴェノマニア公の狂気』（エンターブレイン、2012年12月28日、脚本：mothy_悪ノP、作画：尾藤れき）[118]
  - 同名楽曲を原案とした漫画。特装版同梱CDに楽曲「ヴェノマニア公の狂気_Remix Ver.」を提供。
- 『vocantabile 〜storia〜』（TEAM Entertainment、2013年1月30日）
  - 文学作品などをモチーフに表現した曲を集めたコンピレーション・アルバム。楽曲「僕らを見ていた」を提供。
- 小説『アンロック・シティ』（ポニーキャニオン・EXIT TUNES、2015年7月3日）[155]
  - mothy自身初の完全オリジナル小説。初回版同梱特典として、PONYCAへ楽曲「Unlock Blackbox」を提供。
- 『「#コンパス 戦闘摂理解析システム」オリジナルサウンドトラック Vol.2』（U&R records、2019年02月20日）[156]
  - アプリゲーム『＃コンパス 戦闘摂理解析システム』公式アルバム。楽曲「君はただ二回飛べばいい」を提供。

#### 同人アルバム
- 『cheeRfuL』（鏡音リン&レンSNS応援創芸部、2008年11月30日初頒布）[42]
  - 「THE VOC@LOiD M@STER 6」にて初頒布された合同コンピレーションアルバム。ゆにめもPとのコラボユニット・あくゆりん名義で楽曲「South North Story」を提供。
- 『電波系コンピレーションＣＤ「ハイテン★ガール2」』（ポヤッチオ、2010年5月9日初頒布）[157]
  - 「THE VOC@LOiD M@STER 12」にて初頒布された合同コンピレーションアルバム。楽曲「ウェンディ」を提供[158]。CDマスタリング：Dios/シグナルP。
- 『DEBUTANTE Ⅴ』（けしスタジオ、2010年8月14日初頒布）[159]
  - 「コミックマーケット 79」にて初頒布された合同コンピレーションアルバム。楽曲「黄燐の炎」を提供。[160]
- 『kagamination』（kagamination制作チーム、2011年6月12日初頒布）[117]
  - 「THE VOC@LOiD M@STER 16」にて初頒布された合同コンピレーションアルバム。楽曲「五番目のピエロ」を提供。
- 『短剣と冒険者の服』（uniMemo Pro.、2011年8月13日初頒布）
  - 「コミックマーケット 80」にて初頒布された単独アルバム。ゆにめもPとのコラボユニット・あくゆりん名義の楽曲「ネジと歯車とプライド」収録。[161]
- 『DEBUTANTE Ⅵ』（けしスタジオ、初頒布時期不明）[162]
  - 合同コンピレーションアルバム。楽曲「赤い靴のパレード」を提供。
- 『gLoR10us』（G.C.M Records、2017年11月12日初頒布）[163]
  - 鏡音リン・レン10周年を記念して、「THE VOC@LOiD M@STER 38」にて初頒布された合同コンピレーションアルバム。楽曲「合わせ鏡の使者」を提供。
- 『kagamination2』・『kagamination2 輪響』（kagamination制作チーム、2021年10月31日初頒布）[164]
  - 2011年初頒布のアルバム『kagamination』10周年を記念して、「M3-2021秋」にて初頒布された合同コンピレーションアルバム。楽曲「鋼鉄令嬢リリアルネ」を提供。

#### その他
- 歌声合成ソフトウェア
  - 2010年12月25日 - 同月27日発売の「鏡音リンレン・アペンド（RIN/LEN APPEND）」に先行して、サンプル楽曲追加。楽曲「悪ノ娘」（[RIN：power(warm)]使用）・「悪ノ召使」（[LEN：power(cold)]使用）を提供。[165][166]
  - 2012年12月5日 - 「VOCALOID™3 Library MAYU」発売。同梱CDに楽曲「チミドロスイッチ」を提供。新規書き下ろし。[118]
- アプリゲーム『＃コンパス 戦闘摂理解析システム』（NHN PlayArt・ドワンゴ、2016年12月17日サービス開始）
  - 楽曲「君はただ二回飛べばいい」を提供。新規書き下ろし。
- ブラウザゲーム『エンゲージプリンセス〜眠れる姫君と夢の魔法使い〜』（ドワンゴ、2019年4月1日-同年9月30日サービス終了）
  - 楽曲「虚構のマスカレイド」を提供。新規書き下ろし。

## 著作

### 小説

#### 「悪ノ娘」・「悪ノ大罪」ノベルシリーズ
2010年8月、2008年発表の楽曲「悪ノ娘」・「悪ノ召使」を原案とした小説『悪ノ娘 黄のクロアテュール』の発刊を機に小説化デビューを果たす。同書を第1弾とした「悪ノ娘」ノベルシリーズは、ファンブック・ガイドブックといった関連書籍も発売されたのち、共通の世界観を描く「悪ノ大罪」ノベルシリーズとしても刊行された。2025年1月、復刊ドットコムにおける配本・電子書籍化が告知され、順次復刊中である。このほか、mothy自著の同人小説としても関連作品が頒布され、電子書籍化にも対応している。
- 『悪ノ娘 黄のクロアテュール』
  - PHP研究所、2010年8月10日、ISBN 978-4-569-79103-6[167][168]。
  - PHP研究所（文庫版）、2015年8月5日、ISBN 978-4-569-76432-0[169]。
- 『悪ノ娘 緑のヴィーゲンリート』
  - PHP研究所、2011年2月25日、ISBN 978-4-569-79457-0）[170]。
  - PHP研究所（文庫版）、2015年8月5日、ISBN 978-4-569-76433-7[171]。
- 『悪ノ間奏曲 ～悪ノ娘ワールドガイド～』（同シリーズのガイドブック）
  - PHP研究所、2011年8月30日、ISBN 978-4-569-79891-2[172]。
  - 短編小説・漫画「トワイライトプランク」を書き下ろし（原案：楽曲「トワイライトプランク」、作画：壱加）[173]。
- 『悪ノ娘 赤のプラエルディウム』
  - PHP研究所、2011年12月23日、ISBN 978-4-569-80137-7[174]。
- 『悪ノ娘 青のプレファッチオ』
  - PHP研究所、2012年3月22日、ISBN 978-4-569-80307-4[175]。
- 『悪ノ叙事詩 ～悪ノ娘ファンブック～』（同シリーズのガイドブック）
  - PHP研究所、2012年8月25日、ISBN 978-4-569-80724-9[176]。
    - 短編小説「霧ノ娘」を書き下ろし（挿絵：憂）。

- 『悪ノ大罪 ヴェノマニア公の狂気』
  - PHP研究所、2012年12月22日、ISBN 978-4-569-80903-8[177]。
  - 復刊ドットコム、2025年3月、ISBN 9784835459448。
  - 復刊ドットコム電子書籍版、2025年5月23日配信[178]。
- 『悪ノ大罪 悪食娘コンチータ』
  - PHP研究所、2013年9月24日、ISBN 978-4-569-81455-1[179]。
  - 復刊ドットコム、2025年4月、ISBN 9784835459455。
  - 復刊ドットコム電子書籍版、2025年6月27日配信[180]。
- 『悪ノ円舞曲 「悪ノ大罪」ガイドブック』（同シリーズのガイドブック）
  - PHP研究所、2013年12月26日、ISBN 978-4-569-81715-6[181]。
    - 短編小説「heavenly yard」を書き下ろし。
- 『悪ノ大罪 眠らせ姫からの贈り物』
  - PHP研究所、2014年8月27日、ISBN 978-4-569-82117-7[182]。
  - 復刊ドットコム、2025年5月、ISBN 9784835459462。
- 『悪ノ大罪 五番目のピエロ』
  - PHP研究所、2015年3月18日、ISBN 978-4-569-82394-2[183]。
  - 復刊ドットコム、2025年6月、ISBN 9784835459479。
- 『悪ノ大罪 円尾坂の仕立屋』
  - PHP研究所、2016年1月5日、ISBN 978-4-569-82764-3[184]。
  - 復刊ドットコム、2025年7月、ISBN 9784835459486。
- 『悪ノ大罪 悪徳のジャッジメント』
  - PHP研究所、2016年9月7日、ISBN 978-4-569-83187-9[185]。
- 『悪ノ大罪 ネメシスの銃口』
  - PHP研究所、2017年3月29日、ISBN 978-4-569-83577-8[186]。
- 『悪ノ大罪 master of the heavenly yard』
  - PHP研究所、2017年12月4日、ISBN 978-4-569-83640-9[187]。
- 『悪ノ物語　紙の悪魔と秘密の書庫』
  - PHP研究所、2018年2月16日、ISBN 978-4-569-78748-0[188]。
- 『悪ノ物語　黄昏の悪魔と偽物の女王』
  - PHP研究所、2018年7月9日、ISBN 978-4-569-78780-0[189]。
- 『Outlaw＆Lychgate』（同人）
  - the heavenly yard、2019年4月28日初頒布[190]。
    - 「THE VOC@LOiD M@STER 12」にて初頒布された小説。同人小説の頒布は自身初。ジャケット作画：壱加。
    - 2017年発売の小説『悪ノ大罪 master of the heavenly yard』（PHP研究所）後日談。
- 『原罪物語 －罪－』（同人）
  - the heavenly yard、2019年12月31日初頒布[148]。
    - 「コミックマーケット 97」にて初頒布された小説。ジャケット作画：壱加。
    - 悪ノ大罪シリーズ前日譚として、同人アルバム『原罪物語-第1幕-』・『原罪物語-完全版-』を小説化。
- 『E.A.T PROLOGUE』（同人）
  - the heavenly yard、2020年12月18日初頒布[144]。
    - 「マジカルミライ 2020 in TOKYO クリエイターズマーケット」にて初頒布されたアルバム＋短編小説。ジャケット作画：壱加。
    - 2017年発売の小説『悪ノ大罪 master of the heavenly yard』（PHP研究所）後日談。
- 『原罪物語 －罰－』
  - the heavenly yard、2022年8月13日初頒布[191]。
    - 「コミックマーケット 100」にて初頒布された小説。ジャケット作画：壱加。
    - 悪ノ大罪シリーズ前日譚として、同人アルバム『原罪物語-第2幕-』・『原罪物語-完全版-』を小説化。
- 『鏡音リン・レン 14thバースデーノベルズ』（鏡音リン・レンの14周年記念アンソロジーノベルズ）
  - 河出書房新社、2022年8月22日、ISBN 9784309030593[36]。
    - 「悪ノ娘」ノベルシリーズ番外編として、mothy自著による短編小説『悪ノ馬』寄稿。新規書き下ろし。

#### メディアリミックスプロジェクト「拷問塔は眠らない」関連作品
- 『拷問塔は眠らない -拷問卿の三姉妹-』
  - KADOKAWA、2013年8月27日、ISBN 978-4-04-891872-5[192]。
- 『拷問塔は眠らない -エメラルドの少女-』
  - KADOKAWA、2013年10月26日、ISBN 978-4-04-891873-2[193]。
- 『拷問塔は眠らない -悪の円環-』
  - KADOKAWA、2014年4月26日、ISBN 978-4-04-866521-6[194]。

#### その他 (著作)
以下、小説『アンロック・シティ』は、「ぽにきゃんBOOKS」×「EXIT TUNES」による新プロジェクト第2弾として刊行され、mothy自身にとっては初となる完全オリジナル小説となった。
- 『アンロック・シティ』
  - ポニーキャニオン・EXIT TUNES、2015年7月3日、ISBN 9784865291490[155]。
    - イラスト：おぐち。初回版同梱特典には下記収録のPONYCA付属。
      - 楽曲MV「Unlock Blackbox」（作詞・作曲：mothy_悪ノP、動画編集：Not-116）。
      - 小説「アンロック・シティ」電子版ＤＬコード。

## 原作・原案

### ディスコグラフィ
- JOYSOUNDカラオケ配信
  - 2009年 - 楽曲「悪ノ娘」・「悪ノ召使」[24]・「リグレットメッセージ」[20]・「South North Story」（あくゆりん名義）[196]
  - 2010年 - 楽曲「Re_birthday」・「悪食娘コンチータ」[197]
- モバイルサイト「ミクと歌おう♪」（2009年4月9日サービス開始、サービス終了時期不明）[198]
  - 2009年 -   楽曲「悪ノ娘」・「悪ノ召使」を提供（配信終了時期不明）[47]。
- ドワンゴ着うた配信（詳細不明）
  - 2009年 - 楽曲「悪ノ召使」・「リグレットメッセージ」・「悪食娘コンチータ」・「置き去り月夜抄」提供[150]。
  - 2010年 - 同人アルバム『EVILS FOREST』収録曲提供[199]。
- アルバム『Prism』（Peertone、2009年6月10日発売）[47]
  - 鏡音リン・レンのサンプリング音声を担当した声優・下田麻美によるカバーアルバム。『ぜんまい仕掛けの子守唄』、『South North Story』（編曲: ゆにめもP）を提供。『ぜんまい仕掛けの子守唄』レコーディングに立ち会った[200]。
- DAMカラオケ配信
  - 2010年 - 1stアルバム『悪ノ王国 〜Evils Kingdom〜』収録曲[201]
- アルバム『悪ノ娘〜凄艶のジェミニ〜 ボーカル＆サウンドトラック』（Linkstage、2010年1月27日発売）[37]
  - 舞台『悪ノ娘〜凄艶のジェミニ〜』 のサウンドトラックアルバム。舞台公演時に発売され、一般販売は2010年2月3日。楽曲「悪ノ娘」・「悪ノ召使」・「リグレットメッセージ」・「トワイライトプランク」を提供。尚、楽曲「トワイライトプランク」は新規書き下ろし。
  - 舞台キャストの歌唱とは異なり、声優・下田麻美が歌唱。
- アルバム『VOC＠LOID GENERATION～ボカロに代わって歌ってみた～』（レーベル不明、2010年11月6日発売）
  - アニソン歌手や歌い手によるコンピレーションアルバム。楽曲「悪ノ召使」を提供し、いとうかなこが歌唱[202]。
- ニコニコ動画「悪ノ召使 -Symphonic version-【アレンジ曲】」（てとてと＠情熱P（@JounetsuP）、2010年4月9日投稿）[203]
  - 同月公演の舞台『悪ノ×××』（劇団ブリオッシュ）内で使用された楽曲。原曲：「悪ノ召使-Classical version-」。
  - アレンジ：てとてと＠情熱P、動画イラスト：しうか、歌唱：樹液（劇団ブリオッシュ）・中村小百合（劇団ブリオッシュ）。
- アルバム『舞台『悪ノ×××』 オリジナル / アレンジ ＆ Vocaloid SoundTrack』（）[204]
- アルバム『EXIT TUNES PRESENTS イケメンボイスパラダイス 2』（EXIT TUNES、2010年12月1日発売）
  - ネット上で人気の歌い手によるカバー楽曲を収録したコンピレーション・アルバム。楽曲「悪ノ召使」を提供し、歌い手・コゲ犬が歌唱[205]。
- アルバム『EXIT TUNES PRESENTS SEKIHAN the BEST』（EXIT TUNES、2011年2月2日発売）
  - 赤飯のアルバム。楽曲「ヴェノマニア公の狂気」・「悪ノ召使」・「円尾坂の仕立屋」を提供。
- アルバム『EXIT TUNES PRESENTS 神曲を歌ってみた 8』（EXIT TUNES、2014年1月15日発売）
  - ネット上で人気の歌い手によるカバー楽曲を収録したコンピレーション・アルバム。楽曲「ヴェノマニア公の狂気」を提供し、歌い手・キースケの友人が歌唱。
- メディアリミックス「ACTORS」（EXIT TUNES、2014年-展開中）
  - アルバム『EXIT TUNES PRESENTS ACTORS』（EXIT TUNES、2014年3月19日発売）[206]
    - 作中キャラクターによるVOCALOID楽曲カバーアルバム。楽曲「ヴェノマニア公の狂気」を提供し、葛野大路颯馬（声優・置鮎龍太郎）が歌唱。

  - アルバム『ミュージックシチュエーションCD vol.2 ヴェノマニア公の狂気 ～君ト見ル迷夢～ CV:置鮎龍太郎』（EXIT TUNES、2014年10月15日発売）[207]
    - 『ACTORS』の「ミュージックシチュエーションCD」第2弾として、楽曲「ヴェノマニア公の狂気」を原作に再話。
    - 「ミュージックシチュエーションCD」シリーズ連動購入特典として、アルバム『ANOTHER SIDE Re:arranged CD』付属。
      - 付属アルバムと共に楽曲「ヴェノマニア公の狂気」を提供し、葛野大路颯馬（声優・置鮎龍太郎）が歌唱。

  - アルバム『ACTORS- Extra Edition 2 - feat.颯馬、燎、水月』（EXIT TUNES、2014年11月5日発売）[208]
    - 作中キャラクターによるVOCALOID楽曲カバーアルバム。楽曲「ヴェノマニア公の狂気」を提供し、鑑香水月（声優・野島健児）が歌唱。

  - アルバム『ACTORS - Extra Edition - BEST』（EXIT TUNES、2016年3月16日発売）[209]
    - 作中キャラクターによるVOCALOID楽曲カバーアルバム。楽曲「ヴェノマニア公の狂気」を提供し、鑑香水月（声優・野島健児）が歌唱。
- アルバム『初音ミクシンフォニー～Miku Symphony 2017～ オーケストラ ライブ Blu-ray』（WARNER MUSIC JAPAN、2018年3月7日発売）
  - 楽曲「悪ノ娘」、「悪ノ召使」を提供。
- アルバム『初音ミクシンフォニー Miku Symphony 2023 Live at Suntory Hall』（Butai Entertainment 株式会社、2023年12月20日発売）
  - 初音ミク16周年を記念したオーケストラコンサート「初音ミクシンフォニー 2023」（サントリーホール公演、2023年4月27日）を高音質音源とした公式アルバム。指揮：栗田博文、演奏：新日本フィルハーモニー交響楽団、パイプオルガン：石丸由佳、司会：藤田咲。
  - 悪ノ大罪シリーズのオーケストレーション「悪ノシリーズ15周年記念特集 悪ノ交響曲」として、楽曲「七つの罪と罰」・「ヴェノマニア公の狂気」・「悪食娘コンチータ」・「悪ノ娘」・「悪ノ召使」・「眠らせ姫からの贈り物」・「円尾坂の仕立屋」・「悪徳のジャッジメント」・「ネメシスの銃口」をメドレー化し、DISC2に収録。
  - 本作には、公演時に未演奏の楽曲「千年の誓いの果てに」・「矛盾のグリムジエンド」も提供。2楽曲とも新規書き下ろし。

- YouTube「STUDY WITH MIKU part3」（初音ミク公式（@HatsuneMiku）、2023年11月30日投稿）[210]
  - 「勉強や作業を一緒にがんばろう！」というコンセプトで初音ミク公式アカウントが投稿したメドレー。
  - 楽曲「悪ノ娘 - STUDY WITH MIKU ver. - 」として提供。
- アルバム『STUDY WITH MIKU part3』（KARENT、2023年12月1日配信）[210][211]
  - 上記メドレーをストリーミング配信。楽曲「悪ノ娘 - STUDY WITH MIKU ver. - 」として提供。
- アルバム『初音ミクシンフォニー〜Miku Symphony2023 オーケストラライブ』（WARNER MUSIC JAPAN、2024年2月7日発売）
  - 初音ミク16周年を記念したオーケストラコンサート「初音ミクシンフォニー 2023」（パシフィコ横浜公演、2023年10月14日）を高音質音源とした公式アルバム。指揮：栗田博文、演奏：新日本フィルハーモニー交響楽団、合唱：杉並児童合唱団、司会：初音ミク・鏡音リン・レン・巡音ルカ・MEIKO・KAITO。
  - 悪ノ大罪シリーズのオーケストレーション「悪ノシリーズ15周年記念特集 悪ノ交響曲」として関連楽曲をメドレー化し、CD版のDISC2に収録。メドレー採用楽曲は前述のサントリーホール公演と同一。Blu-rayとの2形態で販売。

### リアルイベント
- 舞台『悪ノ娘〜凄艶のジェミニ〜』（X-QUEST、2010年1月27日-同月31日公演、会場：東京芸術劇場小ホール２会場）[37]
  - 楽曲「悪ノ娘」・「悪ノ召使」・「リグレットメッセージ」の各楽曲を原案としたX-QUESTによる舞台。
  - 監修・原案：mothy_悪ノP、脚本・演出：トクナガヒデカツ、イメージイラスト：壱加、主催：株式会社ＡＧ－ＯＮＥ。
  - 土日公演の計4回には、鏡音リン・レンサンプリング元の下田麻美がナレーションとしてゲスト出演。
- 舞台『悪ノ×××』（劇団ブリオッシュ、2010年4月10日-公演、詳細不明）
- ライブ『初音ミク ライブパーティー 2011 -39's LIVE IN SAPPORO-』（主催：5pb.、2011年8月16日-同月17日公演、会場：札幌市教育文化会館 大ホール）[212]
  - ピアプロキャラクターズの初音ミク、鏡音リン・レン、巡音ルカによる初の札幌ライブ。各地の映画館でライブビューイングが行われた。楽曲「悪ノ娘」、「悪ノ召使」を提供。[213][214]
- 舞台『～悪ノ娘　One for tow～』（劇団ブリオッシュ、2011年9月17日-同月18日公演、詳細不明）[215]
- 舞台『ヴェノマニア公の狂気-Everlasting true love-永遠の愛』（劇団ブリオッシュ・月ねこ座、）
- オーケストラ『初音ミクシンフォニー 2017』（WARNER MUSIC JAPAN、）
  - 楽曲「悪ノ娘」、「悪ノ召使」を提供。
- オーケストラ『初音ミクシンフォニー 2023』（WARNER MUSIC JAPAN、2023年4月27日-2023年12月23日）
  - 初音ミク16周年を記念したオーケストラコンサート。指揮：栗田博文、演奏：新日本フィルハーモニー交響楽団、他。
  - 悪ノ大罪シリーズのオーケストレーション「悪ノシリーズ15周年記念特集 悪ノ交響曲」として、楽曲「七つの罪と罰」・「ヴェノマニア公の狂気」・「悪食娘コンチータ」・「悪ノ娘」・「悪ノ召使」・「眠らせ姫からの贈り物」・「円尾坂の仕立屋」・「悪徳のジャッジメント」・「ネメシスの銃口」をメドレー化。

### 映像作品
- 『悪ノ娘〜凄艶のジェミニ〜』（）[37]
- 『初音ミク ライブパーティー 2011 -39's LIVE IN SAPPORO-』（）[216][217]
- Blu-ray『初音ミクシンフォニー～Miku Symphony 2017～ オーケストラ ライブ Blu-ray』（WARNER MUSIC JAPAN、2018年3月7日発売）
  - 楽曲「悪ノ娘」、「悪ノ召使」を提供。
- Blu-ray『初音ミクシンフォニー〜Miku Symphony2023 オーケストラライブ』（WARNER MUSIC JAPAN、2024年2月7日発売）
  - 初音ミク16周年を記念したオーケストラコンサート「初音ミクシンフォニー 2023」（パシフィコ横浜公演、2023年10月14日）を高音質音源とした公式アルバム。指揮：栗田博文、演奏：新日本フィルハーモニー交響楽団、合唱：杉並児童合唱団、司会：初音ミク・鏡音リン・レン・巡音ルカ・MEIKO・KAITO。
  - 悪ノ大罪シリーズのオーケストレーション「悪ノシリーズ15周年記念特集 悪ノ交響曲」として、楽曲「七つの罪と罰」・「ヴェノマニア公の狂気」・「悪食娘コンチータ」・「悪ノ娘」・「悪ノ召使」・「眠らせ姫からの贈り物」・「円尾坂の仕立屋」・「悪徳のジャッジメント」・「ネメシスの銃口」をメドレー化し、CD版のDISC2に収録。メドレー採用楽曲は前述のサントリーホール公演と同一。CDとの2形態で販売。

### 書籍

#### 悪ノ大罪シリーズ原作作品
- 漫画『ヴェノマニア公の狂気』（エンターブレイン、2012年12月28日、脚本：mothy_悪ノP、作画：尾藤れき）[218][118]
  - 同名楽曲を原案として、原作者mothyシナリオによる漫画化。webコミック「コミックビーズログ エアレイド」で連載。
  - キャラクター原案（楽曲MVからの既存キャラのみ）：鈴ノ助。
    - 『ヴェノマニア公の狂気　通常版』（B's-LOG COMICS、2012年12月28日発売、ISBN 9784047285552）[219]
    - 『ヴェノマニア公の狂気　特装版』（B's-LOG COMICS、2012年12月28日発売、ISBN 9784047285569）[220]
    - 特装版と通常版の二種。特装版には楽曲「ヴェノマニア公の狂気_Remix Ver.」収録アルバム＆シナリオブック同梱。
- 漫画『悪ノ召使』（2011年8月14日‐2014年11月21日、既刊2巻）[221]
  - 楽曲「悪ノ娘」と「悪ノ召使」を原案とした猫山宮緒による漫画。2010年9月25日発売の月刊コミックラッシュ11月号（ジャイブ）から連載開始。新連載号では、特別付録として、「新連載記念 「悪ノ娘」「悪ノ召使」オリジナルDVD」が付属。
  - 小説『悪ノ娘 黄のクロアテュール』発売の翌月連載開始だが、本作は原案楽曲から独自に再構築されたシナリオとなる[222]。
    - 『悪ノ召使 ① (CR　COMICS　DX)』（ジャイブ、2011年8月6日発売、ISBN 9784344832664）
    - 『悪ノ召使 (1) 新装版 (バーズコミックス スピカコレクション)』（幻冬舎コミックス、2014年11月21日発売、ISBN 9784344832664）
    - 『悪ノ召使 (2) (バーズコミックス スピカコレクション)』（幻冬舎コミックス、2014年11月21日発売、ISBN 9784344832671）
- 漫画『COMIC 悪ノ娘』（PHP研究所、作画：壱加、既刊4巻）
  - 原作者著による「悪ノ娘」シリーズ小説版をコミカライズ。背景画は水溜鳥。
  - 作画担当の壱加は原曲MVのイラスト提供者でも知られる。
    - 『COMIC 悪ノ娘 第一幕』（PHP研究所、2014年2月15日発売、ISBN 9784569816654）[223]
    - 『COMIC 悪ノ娘 第二幕』（PHP研究所、2014年12月24日発売、ISBN 9784569816654）[224]
    - 『COMIC 悪ノ娘 第三幕』（PHP研究所、2016年1月25日発売、ISBN 9784569827759）[225]
    - 『COMIC 悪ノ娘 第四幕』（PHP研究所、2017年3月16日発売、ISBN 9784569835785）[226]
- 4コマ漫画『あくむす』（KADOKAWA、原作：楽曲「悪ノ娘」、作画：けん、既刊2巻）
  - 「悪ノ喜劇化ぷろじぇくと」として、『電撃G'sコミック』で連載[227]。
    - 『あくむす（１）』（電撃コミックスNEXT、2014年2月27日発売、ISBN 9784048662345）[228]
    - 『あくむす（２）』（電撃コミックスNEXT、2015年1月27日発売、ISBN 9784048691079）[229]
- 漫画『悪ノ召使 ～おぺらぶっふぁ！～』（KADOKAWA、原作：楽曲「悪ノ召使」、作画：眼鏡犬、既刊2巻）
  - 「悪ノ喜劇化ぷろじぇくと」として、『電撃G'sコミック』で連載[227]。
    - 『悪ノ召使 ～おぺらぶっふぁ！～１』（電撃コミックスNEXT、2014年2月27日発売、ISBN 9784048662352）[230]
    - 『悪ノ召使 ～おぺらぶっふぁ！～ 2』（電撃コミックスNEXT、2015年1月27日発売、ISBN 9784048690874）[231]
- 4コマ漫画『悪ノ四重奏』（PHP研究所、2014年12月18日）[232]
  - 悪ノ大罪シリーズ楽曲群および小説版を総括した、たまらによるパロディ4コマ漫画。
  - キャラクター原案は楽曲のMVイラスト提供/担当者が各曲で異なることから複数存在。

#### メディアリミックスプロジェクト「拷問塔は眠らない」関連作品
- 漫画『拷問塔は眠らない ナイトメア ドリーム』（電撃マオウ、2013年7月27日連載開始、原作：楽曲「拷問塔は眠らない」、作画：崎由けぇき）
  - 楽曲「拷問塔は眠らない」の外伝漫画。2013年7月27日発売の『電撃マオウ』9月号から連載[233]。
- 漫画『拷問塔は眠らない －道化師の章－』（KADOKAWA、2014年5月27日発売、作画：ソガシイナ、ISBN 9784048665933）[234]
  - 原作者著による同シリーズ小説版を原案とした漫画。キャラクターデザインはマルイノ。

#### その他
- 『初音ミクの塗り絵２ feat．鏡音リン・レン』（河出書房新社、2017年8月24日発売、ISBN 9784309278681）[235]
  - 小説「悪ノ娘」シリーズで使用されたイラストが塗り絵として掲載。作画：壱加。
- 単行本『初音ミクTRPG ココロセッション feat.鏡音リン・レン』（KADOKAWA、2017年12月20日発売、ISBN 9784040724294）[236]
  - 楽曲「悪ノ召使」がTRPGシナリオとしてプレイ可能。
- 漫画『鏡音リン・レン 14thバースデーノベルズ』（河出書房新社、2022年8月22日発売、ISBN 9784309292137）[36]
  - 鏡音リン・レンの生誕14周年記念「Happy 14th Birthday マンガ・小説コンテスト」の受賞作によるアンソロジーコミックス。
    - ノベル版掲載のmothy自著による短編小説『悪ノ馬』とリンクする漫画を新規描き下ろし。作画：壱加。

### ゲーム
- 『TinierMe』 （ジークレスト、2006年β版サービス開始-2020年サービス終了）
  - オンラインゲームコミュニティサイト。楽曲「悪ノ娘」・「悪ノ召使」を原案としたキャラクターデザインが、ゲーム内アバター（セルフィ）衣装用のガチャとして実装。『@games』（日本語版）でも後日実装。
- 『初音ミク and Future Stars Project mirai』（セガ、2012年3月8日発売）[237]
  - ニンテンドー3DS用3Dリズムアクションゲーム。楽曲『悪ノ娘』・『悪ノ召使』を収録[238]。
- 『Mobage』（DeNA、2006年2月サービス開始-）
  - モバイル向けのポータルサイト兼ソーシャル・ネットワーキング・サービス。2013年11月22日、悪ノ王国の名称で、楽曲「悪ノ娘」・「悪ノ召使」を原案としたキャラクターデザインが、ゲーム内アバター衣装用のコインガチャとして実装。PC向け『Yahoo!モバゲー』でも同日実装。
- 『初音ミク ぐらふぃコレクション なぞの音楽すい星』（クリプトン・フューチャー・メディア、詳細不明）[239]
  - 2014年12月26日-2015年1月23日、期間限定クエストとして、楽曲「悪ノ娘」・「悪ノ召使」の世界観を重視したステージとアバター衣装実装。関連書籍とのコラボとして、書籍で使用されたジャケット・ピンナップイラストなどをカード化した「悪ノガチャ」も実装。[240][241]
- 『グルーヴコースター』（タイトー、2011年7月28日-）
  - アプリ/アーケードゲーム。アーケード版リズムゲームとして、2016年8月23日から楽曲「悪ノ娘」を提供。[242][243]
- 『プロジェクトセカイ カラフルステージ! feat. 初音ミク』（セガ・Colorful Palette、2020年9月30日サービス開始）
  - アプリゲーム。リズムゲームとして、楽曲「悪ノ娘」・「悪ノ召使」・「悪食娘コンチータ」・「円尾坂の仕立屋」・「悪徳のジャッジメント」・「眠らせ姫からの贈り物」・「去り人達のワルツ」を提供。内、楽曲「去り人達のワルツ」は新規書き下ろし。[244][245]

### その他
- フィギュア「VOCALOID 初音ミク ヴィネッティアムキュート 第一段」（セガプライズ、2009年12月発売）[246][247]
  - UFOキャッチャーの景品として、mothy_悪ノP以外の楽曲を含む全4種。楽曲MV「悪ノ娘」にて使用された壱加作画のイラストを元にフィギュア化。2012年11月下旬にも再販。
- モバイル用配信サイト『ミクモバ』（クリプトン・フューチャー・メディア、2008年9月16日2024年9月30日サービス終了）[248]
  - 「クリエイターズピックアップ第二弾」企画として、「悪ノ娘 第一章」、「悪ノ娘 第二章」、「悪ノ娘 最終章」が全3回にわたり開催され、楽曲「悪ノ娘」着うた配信、壱加作画によるイラストを使用した着せ替えコンテンツ配信。（2009年3月・5月・10月、配信終了につき詳細不明）[13][14][15]
  - 小説『悪ノ娘 黄のクロアテュール』発売記念の「クリエイターズピックアップ mothy(悪ノP)」企画が開催され、同小説カバーイラストの待ち受けを無料配信。（2010年8月、配信終了につき詳細不明）[168]
- 「VOCALOID3 Editor」発売記念企画（2011年10月21日‐、企画名含む詳細不明）
  - ニコニコ本社2階「Tea Room 2525」にて、楽曲「悪ノ娘」をイメージしたメニュー「王女さまのおやつブリオッシュ」発売[249]。
- 「初音ミク ウィンターフェア」企画（FamilyMart、2012年12月4日開始）[118]
  - 「悪ノ娘物語シリーズ　ウェファースチョコ」（森永製菓、全10種）発売。
- グッズ『悪ノ娘手帳 2013』（PHP研究所、2012年12月14日発売、ISBN 9784569809793）[250]
  - 小説版「悪ノ娘」シリーズのスケジュール帳。登場人物の誕生日や「悪ノトリビア」が掲載。
- フィギュア「ねんどろいどぷち　初音ミク セレクション」（グッドスマイルカンパニー、2013年夏～秋発売）[251]
  - 楽曲MV「悪ノ娘」・「悪ノ召使」をイメージして立体化。
- コラボ企画「悪ノP×壱加×ヴィレッジヴァンガード」（ヴィレッジヴァンガード）
  - 第一弾
  - 第二弾[252]
- フィギュア「ねんどろいど 鏡音リン 悪ノ娘Ver.」（グッドスマイルカンパニー、2024年12月20日発売）[253]
- フィギュア「ねんどろいど 鏡音レン 悪ノ召使Ver.」（グッドスマイルカンパニー、2024年12月20日発売）[254]

## その他活動

### 出演
- 「下田麻美のPrism Star」（主催不明、2009年6月10日）[150][255]
  - 声優・下田麻美によるカバーアルバム『Prism』発売記念のニコニコ生放送。2楽曲提供の関連からmothy_悪ノP本人も出演[256]。
- 「エレクトーン×ボーカロイド ～ヴァーチャルからリアルへ～」（主催不明、2009年6月19日、エレクトーンシティ渋谷）[257][150]
  - 声優・下田麻美によるカバーアルバム『Prism』発売記念のライブ公演。2楽曲提供の関連からmothy_悪ノP本人も出演[256]。
- 「オワタラジオ ＼(^o^)／」（ガルナ（オワタP）、詳細不明）[258]
  - mothy_悪ノPと他5名のボカロP・ボカロ絵師が2009年9月3日にゲスト出演。
- ニコニコ生放送「悪ノＰさん＆壱加さん出演！ 『COMIC 悪ノ娘 第一幕』発売記念ニコニコ生放送 in アニメイト池袋本店」（PHP-COMIXチャンネル（PHP研究所）、2014年２月16日）[259]
  - 小説「悪ノ娘」シリーズの漫画化記念。作画の壱加と共にmothy_悪ノP出演。タイムシフト非公開。
- ニコニコ生放送「『悪ノ大罪　眠らせ姫からの贈り物』＆『トロピカル・サマー』発刊記念！　ニコ生放送 in アニメイト池袋本店」（PHP-COMIXチャンネル（PHP研究所）、2014年8月23日）[260]
  - 小説発売を記念した合同生放送。mothy_悪ノPの他、花束Pと石沢克宜が出演。タイムシフト非公開。
- ニコニコ生放送「『Comic悪ノ娘 第二幕』＆『悪ノ四重奏（カルテット）』発刊記念！　ニコ生放送 in アニメイト池袋本店」（PHP-COMIXチャンネル（PHP研究所）、2014年12月14日）[261]
  - 小説「悪ノ娘」シリーズの漫画版2巻と小説「悪ノ大罪」シリーズを原案とした漫画の発売記念。作画の壱加・たまらと共にmothy_悪ノP出演。タイムシフト非公開。
- ニコニコ生放送「ニコラジ水曜日★ゲストはmothy_悪ノP＆下田麻美」（ニコニコエンタメチャンネル（株式会社ドワンゴ）、2015年２月25日）[262]
  - 2ndアルバム『七つの罪と罰』発売を記念したスペシャルゲストとして、mothy_悪ノPの他、声優・下田麻美が登場。有料会員のみタイムシフト公開中（2024年11月現在）。
- ニコニコ生放送「『悪ノ大罪 五番目のピエロ』＆『Alice in Musicland』発刊記念！　ニコ生放送 in アニメイト池袋本店」（PHP-COMIXチャンネル（PHP研究所）、2015年3月29日）[263]
  - 小説発売を記念した合同生放送。mothy_悪ノPの他、OSTERprojectが出演。タイムシフト非公開。
- ニコニコ生放送「『VG文庫』創刊記念！ニコニコ生放送　出演：悪ノＰ（mothy）さん」（PHP-COMIXチャンネル（PHP研究所）、2015年8月2日）[264]
  - 小説「悪ノ娘」シリーズが文庫化。mothy_悪ノPが出演。タイムシフト非公開。
- ニコニコ生放送「『VG文庫』創刊記念！　悪ノＰ（mothy）さん＆囚人Ｐさんトークショー配信 in アニメイト池袋本店９Ｆ」（PHP-COMIXチャンネル（PHP研究所）、2015年9月19日）[265]
  - 「VG文庫」創刊記念として、mothy_悪ノPの他、囚人Ｐ＠猫ロ民が出演・対談。タイムシフト非公開。
- ニコニコ生放送「『悪ノ大罪　円尾坂の仕立屋』発刊記念！ニコニコ生放送　出演：mothy_悪ノPさん」（PHP-COMIXチャンネル（PHP研究所）、2015年12月20日）[266]
  - 小説発売記念として、mothy_悪ノPが出演。タイムシフト非公開。
- ニコニコ生放送「『COMIC悪ノ娘　第三幕』発刊記念！ニコニコ生放送　出演：mothy_悪ノPさん＆壱加さん」（PHP-COMIXチャンネル（PHP研究所）、2016年1月31日）[267]
  - 小説「悪ノ娘」シリーズの漫画版3巻発売記念。作画の壱加と共にmothy_悪ノP出演。タイムシフト非公開。
- ニコニコ生放送「『悪ノ大罪　悪徳のジャッジメント』『泡沫少女とイデアの少年』発刊記念！ニコニコ生放送　出演：悪ノＰ（mothy）さん＆yukkedoluce（大歳祐介）さん」（PHP-COMIXチャンネル（PHP研究所）、2016年8月21日）[268]
  - 小説発売を記念した合同生放送。mothy_悪ノPの他、yukkedoluce（大歳祐介）が出演。タイムシフト非公開。
- ニコニコ生放送「『悪ノ大罪　ネメシスの銃口』＆『Comic悪ノ娘　第四幕』発刊記念！ニコニコ生放送　出演：mothy_悪ノPさん＆壱加さん」（PHP-COMIXチャンネル（PHP研究所）、2017年3月25日）[269]
  - 小説発売と小説「悪ノ娘」シリーズの漫画版4巻発売を記念した合同生放送。mothy_悪ノPの他、壱加が出演。タイムシフト非公開。
- ニコニコ生放送「『悪ノ大罪　 master of the heavenly yard』発刊記念ニコニコ生放送　出演：悪ノPさん＆壱加さん【リベンジ】」（PHP-COMIXチャンネル（PHP研究所）、2017年12月2日）[270]
  - 小説発売記念として、mothy_悪ノPの他、壱加が出演。タイムシフト非公開。

### 取材協力など
- 『ヤマハムックシリーズ 1 初音ミク・鏡音リン・レン☆VOCALOIDをたのしもう！ 【CD-ROM付】』（ヤマハ、2008年9月27日発売、ISBN 9784636837629、絶版）[271]
  - mothy_悪ノPインタビュー掲載。[272]
- 『ヤマハムックシリーズ 12 VOCALOIDをたのしもう Vol.2 【DVD-ROM付】』（ヤマハ、2009年5月発売、ISBN 9784636844382、絶版）[273]
  - mothy_悪ノPインタビュー掲載。mothy_悪ノPが楽曲提供したCD『Prism』リリース直前の下田麻美インタビュー掲載。[47]
- 『ニコニコ動画の中の人うp主50人くらい（？）…紹介してみた』（PHP研究所、2011年2月18日発売、ISBN 9784569795348）[274]
  - 動画投稿者として、mothy_悪ノPも紹介。
- 『COSMODE』 - 2011年8月号増刊「COSnap！コスナップ」（インフォレスト、詳細不明）
  - mothy_悪ノPインタビュー掲載。[275]
- 『公式ニコニコ動画の中の人 2冊目 うp主50人くらい（？）また紹介してみた』（PHP研究所、2011年11月28日発売、ISBN 9784569800653）[276]
  - 動画投稿者として、mothy_悪ノPも紹介。
- 『ボカロP ライフ Vol.2』 -  2012年 01月号（学研、詳細不明）
  - mothy_悪ノPインタビュー掲載。コスプレによる顔出し。[238]
- 『ボカカラ ベストセレクション』（PHP研究所、2012年1月30日発売、ISBN 9784569802176）[277]
  - カラオケ配信中の人気ボカロ楽曲を特集した本。付属CDに楽曲「悪ノ召使」を提供。詳細不明。
- 『ゲーム実況の中の人　実況者30組くらい(?)…紹介してみた』（PHP研究所、2012年6月11日発売、ISBN 9784569805788）[278]
  - スペシャルゲストとして、DNA×mothy_悪ノPの対談掲載。自著小説に登場したキャラクターの元ネタにも触れる。[279]
- 『ボカロP生活』（PHP研究所、2013年02月28日発売、ISBN 9784569811628）[280]
  - ボカロPのインタビューブック。mothy_悪ノP×黒うさPの対談、壱加のインタビューが掲載。
- 『ゲーム実況の中の人 3冊目』（PHP研究所、2014年04月22日、ISBN 9784569818320）[227]
  - 「オワタP VS 悪ノPのオセロ対決（リベンジ編）」が掲載。
- 『ボカロPの中の人』（PHP研究所、2015年03月17日、ISBN 9784569825090）[281]
  - mothy_悪ノP×伊藤賢治の対談掲載。
- 「ハーパーコリンズ・ジャパン×piapro　小説「悪ノ娘」ショートストーリー大募集！」企画（ハーパーコリンズ・ジャパン×piapro、2018年8月17日-同年9月28日公募受付）[282]
  - 小説「悪ノ娘」シリーズを原作としたSS公募企画。同年12月、mothy_悪ノPによる受賞作品選考結果とコメントが掲載[283]。